# الاتحاد الأمريكي للحريات المدنية
الاتحاد الأمريكي للحريات المدنية (بالإنجليزية: American Civil Liberties Union) هي منظمة غير ربحية وغير حزبية تعتبر ان مهمتها «الدفاع والحفاظ على الحقوق والحريات مضمونة إلى كل شخص في هذا البلد بموجب الدستور وقوانين الولايات المتحدة الفردية». يعمل من خلال التقاضي وكسب التأييد، وتثقيف المجتمع. تأسست في عام 1920 من قبل روجر بالدوين، كريستال ايستمان، والتر نيليس، واتحاد الحريات المدنية لديها أكثر من 500,000 أعضاء، وتبلغ ميزانيتها السنوية أكثر من 100 مليون دولار. الشركات التابعة لاتحاد الحريات المدنية تنشط في جميع الولايات ال 50 وبورتوريكو. تقدم اتحاد الحريات المدنية المساعدة القانونية في الحالات التي تعتبر ان الحرية المدنية في خطر. الدعم القانوني من اتحاد الحريات المدنية يمكن أن تتخذ شكل التمثيل القانوني المباشر، أو استشارات القانوية.
تنشط الشركات المحلية التابعة له في جميع الولايات الخمسين ومقاطعتي كولومبيا وبورتوريكو. يقدم المساعدة القانونية في الحالات التي تتعرض فيها الحريات المدنية للخطر. يمكن أن يأخذ الدعم القانوني منه شكل التمثيل القانوني المباشر أو إعداد ملخصات أصدقاء المحكمة التي تعبر عن الحجج القانونية عندما توفر شركة قانونية أخرى تمثيلًا آخر.
تشغل جماعات الضغط التابعة للاتحاد الأمريكي للحريات المدنية مناصب السياسة التي أنشأها مجلس الإدارة بالإضافة إلى تمثيل الأشخاص والمنظمات في الدعاوى القضائية. تشمل المناصب الحالية للاتحاد الأمريكي للحريات المدنية: معارضة عقوبة الإعدام ودعم زواج المثليين وحق المثليين في التبني ودعم حقوق تحديد النسل والإجهاض والقضاء على التمييز ضد النساء والأقليات ومثليي الجنس ودعم حقوق السجناء ومعارضة التعذيب ومعارضة تفضيل الحكومة للديني على اللاديني أو اعتقادات معينة عن غيرها.
يتكون الاتحاد الأمريكي للحريات المدنية من الناحية القانونية من منظمتين منفصلتين ولكنهما غير مرتبطين بشكل وثيق:
- الأولى: الاتحاد الأمريكي للحريات المدنية - مجموعة الرعاية الاجتماعية 501 (سي) (4)،
- الثانية: مؤسسة الاتحاد الأمريكي للحريات المدنية - الجمعية الخيرية العامة 501 (سي) (3).

تشترك كلتا المنظمتين في دعاوى الحقوق المدنية والدعوة والتعليم، وتُعفى التبرعات للمجموعة 501 (سي) (3) من الضرائب، ويمكن فقط للمجموعة 501 (سي) (4) المشاركة في ممارسة الضغط السياسي غير المحدود. تشترك المنظمتان في الحيز المكتبي نفسه والموظفين.

## نظرة عامة
تم تأسيس اتحاد الحريات المدنية في عام 1920 من قبل لجنة تضمنت هيلين كيلر، وروجر ناش بالدوين، وكريستال إيستمان، وولتر نيليس، وموريس إرنست، وألبرت ديسيلفر، وآرثر غارفيلد هايز، وجين أدامز، وفيليكس فرانكفورتر، وإليزابيث جورلي فلين، وروز شنايدرمان. كان تركيزها على حرية التعبير، في المقام الأول للمتظاهرين المناهضين للحرب. تم تأسيسها رداً على غارات بالمر المثيرة للجدل، والتي شهدت اعتقال الآلاف من المتطرفين في قضايا انتهكت حماية البحث الدستوري والمصادرة. خلال عشرينيات القرن الماضي، وسع اتحاد الحريات المدنية الأمريكي نطاقه ليشمل حماية حقوق حرية التعبير للفنانين والعمال المضربين، والعمل مع الرابطة الوطنية لتقدم الملونين (NAACP) لتقليل العنصرية والتمييز. خلال الثلاثينيات، بدأ اتحاد الحريات المدنية في الانخراط في العمل لمكافحة سوء سلوك الشرطة ودعم حقوق الأمريكيين الأصليين. تضمنت العديد من قضايا اتحاد الحريات المدنية الأمريكية الدفاع عن أعضاء الحزب الشيوعي وشهود يهوه. في عام 1940، صوتت قيادة اتحاد الحريات المدنية الأمريكي لاستبعاد الشيوعيين من مناصبهم القيادية، وهو قرار تم إلغاؤه في عام 1968. خلال الحرب العالمية الثانية، دافع اتحاد الحريات المدنية الأمريكي عن المواطنين اليابانيين الأمريكيين، وحاول دون جدوى منع نقلهم قسرًا إلى معسكرات الاعتقال. أثناء ال الحرب الباردة، سيطر المناهضون للشيوعية على مقر اتحاد الحريات المدنية، لكن العديد من المنتسبين المحليين دافعوا عن أعضاء الحزب الشيوعي.
بحلول عام 1964، ارتفع عدد الأعضاء إلى 80000، وشارك اتحاد الحريات المدنية في الجهود المبذولة لتوسيع الحريات المدنية. في الستينيات، واصل اتحاد الحريات المدنية الأمريكي جهوده المستمرة منذ عقود لفرض الفصل بين الكنيسة والدولة. دافعت عن العديد من النشطاء المناهضين للحرب خلال حرب فيتنام. كان اتحاد الحريات المدنية متورطًا في قضية ميراندا، التي تناولت سلوك الشرطة أثناء الاستجواب، وفي قضية نيويورك تايمز، التي وضعت تدابير حماية جديدة للصحف التي تغطي أنشطة الحكومة. في السبعينيات والثمانينيات من القرن الماضي، غامر اتحاد الحريات المدنية في مجالات قانونية جديدة، تشمل حقوق المثليين والطلاب والسجناء والفقراء. في القرن الحادي والعشرين، حارب اتحاد الحريات المدنية تدريس نظرية الخلق في المدارس العامة وتحدى بعض أحكام تشريعات مكافحة الإرهاب باعتبارها تنتهك الخصوصية والحريات المدنية. ارتفعت عمليات جمع التبرعات والعضوية بعد الانتخابات الرئاسية لعام 2016، وبلغ عدد الأعضاء الحاليين في اتحاد الحريات المدنية أكثر من 1.2 مليون.

## المنظمة

### القيادة
ترأس الاتحاد الأمريكي للحريات المدنية رئيس ومدير تنفيذي هما سوزان إن. هيرمان وأنتوني روميرو تباعًا في عام 2015. يترأس الرئيس مجلس إدارة الاتحاد الأمريكي للحريات المدنية، ويؤمّن جمع التبرعات ويسهّل وضع السياسات. يدير المدير التنفيذي العمليات اليومية للمنظمة. يتكون مجلس الإدارة من ثمانين شخصًا من ضمنهم ممثلون من كل جهة تابعة للدولة بالإضافة إلى مندوبين عموميين. يقع المقر الرئيس للمنظمة في شارع 125 برود ستريت، وهو ناطحة سحاب مكونة من أربعين طابقًا تقع في منهاتن السفلى في مدينة نيويورك.
لا توافق قيادة الاتحاد الأمريكي للحريات المدنية دائمًا على القرارات السياسية، ونمت اختلافات الرأي داخل مجلس القيادة في بعض الأحيان لتصبح مناقشات رئيسة. اندلع نقاش داخلي في عام 1937 حول ما إذا كان يجب الدفاع عن حق هنري فورد في نشر الأدب المناهض للاتحاد. دار نقاش حاد حول احتمالية منع الشيوعيين من استلام أدوار قيادية في الاتحاد الأمريكي للحريات المدنية في عام 1939. انقسمت مواقف المجلس في الدفاع عن الشيوعيين أو عدم الدفاع عنهم خلال أوائل الخمسينيات والحرب الباردة المكارثيّة.
نشأ انقسام حول احتمالية تمثيل نشاط بنيامين سبوك المناهض للحرب في عام 1968. انقسمت القيادة مبدئيًا حول ما إذا كانت ستدعو إلى عزل الرئيس نيكسون وعزله من منصبه، وذلك مع استمرار تناقل فضيحة ووترغيت في عام 1973. حدث تعارض داخلي في عام 2005 حول ما إذا كان ينبغي فرض قانون تقييد المناقشة على موظفي الاتحاد الأمريكي للحريات المدنية أم لا لمنع نشر النزاعات الداخلية.

### التمويل

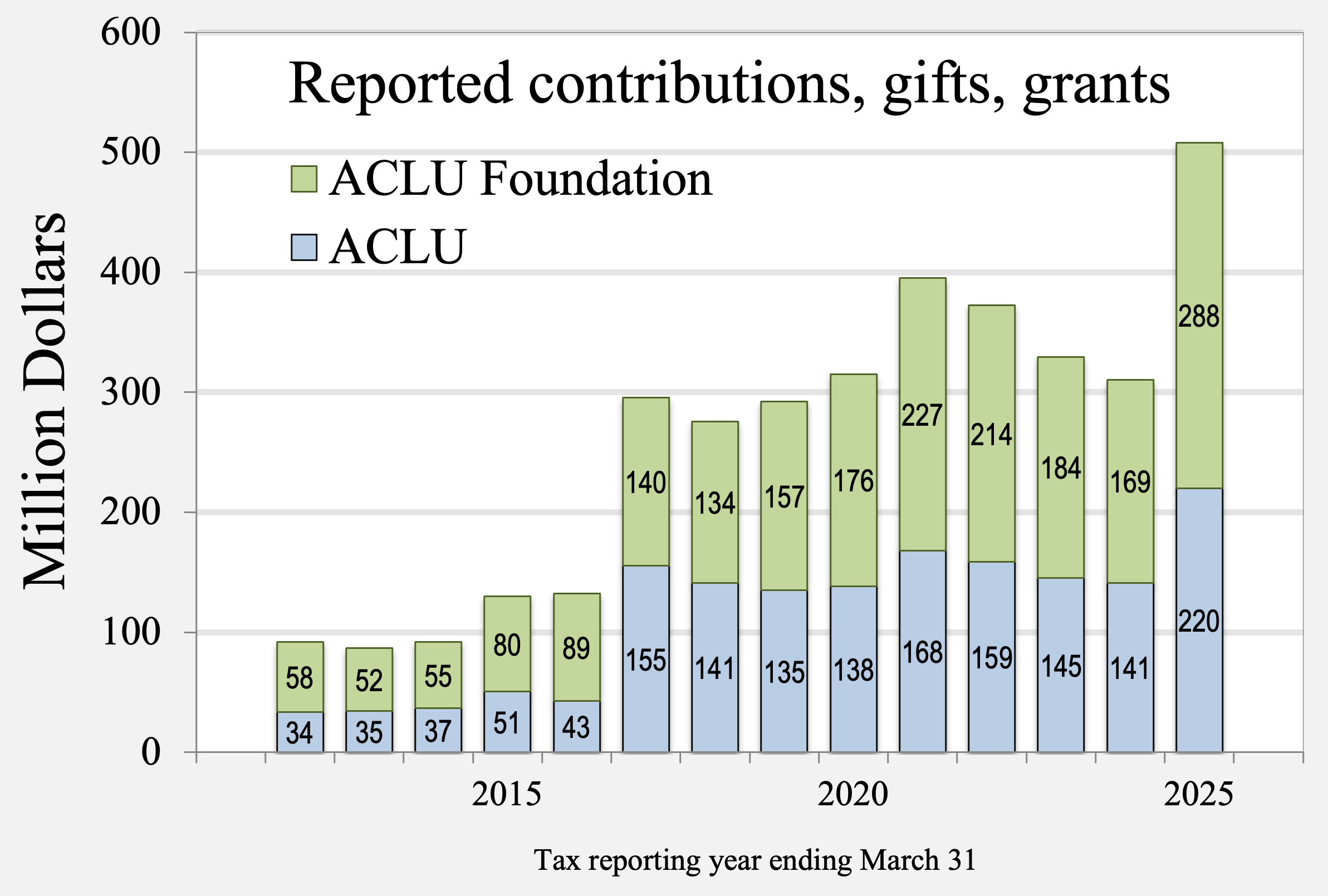
المبالغ التي تم الإبلاغ عنها إلى مصلحة الضرائب على أنها "مساهمات وهدايا ومنح ومبالغ أخرى مماثلة" من قبل اتحاد الحريات المدنية ومؤسسة ACLU. يعكس الرسم البياني زيادة التبرعات بعد الأمر التنفيذي الذي أصدره الرئيس الأمريكي ترامب في يناير 2017 بحظر ملايين اللاجئين والمواطنين من سبع دول ذات أغلبية مسلمة.

حقق الاتحاد الأمريكي للحريات المدنية ومؤسسة الاتحاد الأمريكي للحريات المدنية إيرادات مجتمعة من الدعم وأرباحًا بقيمة 100.4 مليون دولار يعود مصدرها من المنح بنسبة 50.5% وتبرعات عضوية بنسبة 25.4% وخدمات قانونية متبرع بها بنسبة 7.6% والتوريث بوصايا بنسبة 16.2% والأرباح بنسبة 0.9% وذلك في السنة المنتهية في 31 مارس في عام 2014. تُعامل رسوم العضوية بمثابة تبرعات، ويختار الأعضاء المبلغ الذي يدفعونه سنويًا إذ يبلغ متوسطه حوالي 50 دولارًا لكل عضو.
بلغت نفقات كل من الاتحاد والمؤسسة مجتمعين مبلغًا قدره 133.4 مليون دولار في السنة المنتهية في 31 مارس في عام 2014، وصُرفت على البرامج بنسبة 86.2% والإدارة بنسبة 7.4% وتوفير التمويل بنسبة 8.2%. (انخفض صافي الأصول العام للمنظمة بقيمة 2.1 مليون دولار بعد الأخذ في الاعتبار التغيرات الأخرى في صافي الأصول بقيمة تزيد عن 30.9 مليون دولار من مصادر مثل دخل الاستثمار). قيّدت المؤسسة نحو 70% من الميزانية العامة في الفترة من عام 2011 إلى عام 2014 بشكل متوسط، وقيّد الاتحاد الأمريكي للحريات المدنية نحو 30% منها.
يطلب الاتحاد الأمريكي للحريات المدنية التبرعات لمؤسسته الخيرية. اعتمد مكتب الأعمال الأفضل على الاتحاد، وصنف مستكشف الأعمال الخيرية الاتحاد بتصنيف أربع نجوم. تسعى الشركات التابعة المحلية إلى الحصول على تمويلها الخاص، ويتلقى البعض أيضًا أموالًا من الاتحاد الأمريكي للحريات المدنية الوطني مع حجم ومقدار هذه المساعدة واختلافها من ولاية إلى أخرى. تقدم المنظمة الوطنية إعانات للشركات الصغيرة التابعة التي تفتقر إلى الموارد الكافية لتحقق الاكتفاء الذاتي، فتلقى فرع الاتحاد في ولاية وايومنغ مثل هذه الإعانات حتى أبريل في عام 2015، وذلك عندما أُغلق المكتب هناك باعتبار هذا جزءًا من جولة لتسريح العمال في مركز الاتحاد الوطني.
رفض الاتحاد الأمريكي للحريات المدنية في أكتوبر في عام 2004 مبلغًا قيمته 1.5 مليون دولار من كل من مؤسسة فورد ومؤسسة روكفلر؛ بسبب تبني هذه المؤسسات بعضًا من قانون باتريوت في الولايات المتحدة الأمريكية في اتفاقات التبرع الخاصة بهم، ومن ضمنها بند ينص على عدم ذهاب أي من الأموال إلى «تغطية نفقات الإرهاب أو غيره من أنشطة غير مقبولة». ينظر الاتحاد إلى هذا البند، سواء في القانون الفيدرالي أو في اتفاقيات المتبرعين، باعتباره تهديدًا للحريات المدنية قائلًا إنه فضفاض للغاية وغامض.
نظرًا لطبيعة عملها القانوني، غالبًا ما يشارك الاتحاد الأمريكي للحريات المدنية في التقاضي ضد الهيئات الحكومية، والتي تكون محمية بشكل عام من الأحكام النقدية السلبية؛ قد يُطلب من مدينة أو ولاية أو وكالة فيدرالية تغيير قوانينها أو التصرف بشكل مختلف، ولكن لا يتعين عليها دفع تعويضات مالية إلا بموجب تنازل قانوني صريح. في بعض الحالات، يسمح القانون للمدعين الذين يقاضون الهيئات الحكومية بنجاح لجمع تعويضات مالية أو تعويضات مالية أخرى. على وجه الخصوص، فإن قانون منح أتعاب محامي الحقوق المدنية لعام 1976 يترك الحكومة مسؤولة في بعض قضايا الحقوق المدنية. تعتبر رسوم الرسوم بموجب قانون الحقوق المدنية هذا بمثابة «تعويض عادل» وليس تعويضات، ولا تتمتع الهيئات الحكومية بالحصانة من التعويض العادل. بموجب قوانين مثل هذه، فإن اتحاد الحريات المدنية والفروع التابعة له في الدولة يشاركون أحيانًا في الأحكام النقدية ضد الوكالات الحكومية. في عام 2006، سعى قانون حماية التعبيرات العامة عن الدين إلى منع الأحكام المالية في حالة خاصة لانتهاكات الفصل بين الكنيسة والدولة.
تلقى الاتحاد الأمريكي للحريات المدنية رسومًا من المحكمة من المعارضين، فتلقّت الشركة التابعة لجورجيا مثلًا رسومًا بقيمة 150 ألف دولار بعد مقاضاة المحافظة التي تطالب بإزالة عرض قضية الوصايا العشر من محكمتها، إذ أدت قضية الوصايا العشر الثانية في الولاية (ولكن في مقاطعة مختلفة) إلى حكم مالي بقيمة 74.462 دولار. طُلب من ولاية تينيسي دفع مبلغ قيمته 50 ألف دولار وولاية ألاباما مبلغ 175 ألف دولار وولاية كنتاكي مبلغ 121500 دولار بعد إصدار الحكم في قضايا مماثلة لقضية الوصايا العشر.

### الشركات التابعة للدولة

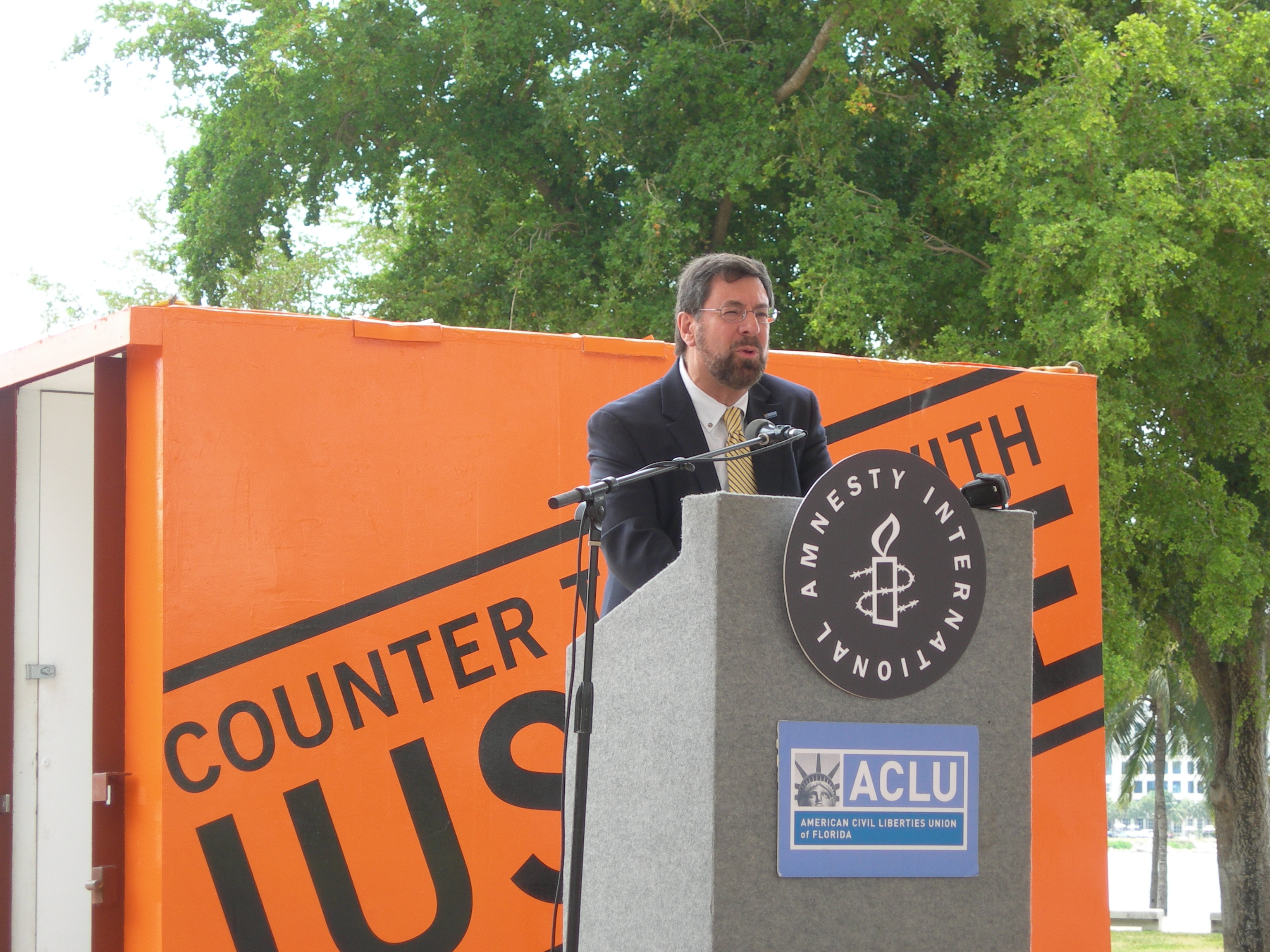
هوارد سيمون، المدير التنفيذي لاتحاد الحريات المدنية في فلوريدا، يشارك في الاحتجاج على الاعتقالات في خليج غوانتانامو مع منظمة العفو الدولية

يتم تنفيذ معظم عبء عمل المنظمة من قبل الشركات التابعة لها المحلية. هناك منظمة منتسبة واحدة على الأقل في كل ولاية، بالإضافة إلى منظمة واحدة في واشنطن العاصمة وفي بورتوريكو. كاليفورنيا لديها ثلاث شركات تابعة. تعمل الشركات التابعة بشكل مستقل عن المنظمة الوطنية؛ كل شركة منتسبة لديها طاقمها الخاص، والمدير التنفيذي، ومجلس الإدارة، والميزانية. تتكون كل شركة تابعة من شركتين غير ربحيين: شركة 501 (c) (3) لا تقوم بممارسة الضغط، وشركة 501 (c) (4) التي يحق لها ممارسة الضغط.
الشركات التابعة لاتحاد الحريات المدنية هي الوحدة الأساسية لمنظمة اتحاد الحريات المدنية الأمريكية وتشارك في التقاضي والضغط والتعليم العام. على سبيل المثال، في فترة عشرين شهرًا بدءًا من يناير 2004، شارك فرع نيوجيرسي التابع لاتحاد الحريات المدنية الأمريكي في 51 حالة وفقًا لتقريرهم السنوي – خمسة وثلاثون قضية في محاكم الولايات، وستة عشر في محكمة اتحادية. قدموا التمثيل القانوني في ثلاث وثلاثين من تلك القضايا، وعملوا كصديق في الثمانية عشر المتبقية. وأدرجوا قائمة بأربعة وأربعين محاميا متطوعا ساعدوهم في تلك القضايا. [بحاجة لتحديث]
| الشركات التابعة للاتحاد الأمريكي للحريات المدنية | الشركات التابعة للاتحاد الأمريكي للحريات المدنية | الشركات التابعة للاتحاد الأمريكي للحريات المدنية |
| ولاية                                            | شركة تابعة للاتحاد الأمريكي للحريات المدنية | ملاحظات                                          |
| ------------------------------------------------ | --- | ------------------------------------------------ |
| ألاباما                                          | |                                                  |
| ألاسكا                                           | |                                                  |
| أريزونا                                          | |                                                  |
| أركنساس                                          | |                                                  |
| كاليفورنيا                                       | الاتحاد الأمريكي للحريات المدنية في شمال كاليفورنيا الاتحاد الأمريكي للحريات المدنية في جنوب كاليفورنيا الاتحاد الأمريكي للحريات المدنية في سان دييغو والمقاطعات الإمبراطورية |                                                  |
| كولورادو                                         | الاتحاد الأمريكي للحريات المدنية في كولورادو ‏ |                                                  |
| كونيتيكت                                         | |                                                  |
| ديلاوير                                          | |                                                  |
| مقاطعة كولومبيا                                  | |                                                  |
| فلوريدا                                          | الاتحاد الأمريكي للحريات المدنية في فلوريدا |                                                  |
| جورجيا                                           | |                                                  |
| هاواي                                            | الاتحاد الأمريكي للحريات المدنية من هاواي |                                                  |
| ايداهو                                           | |                                                  |
| إلينوي                                           | |                                                  |
| إنديانا                                          | |                                                  |
| ايوا                                             | |                                                  |
| كانساس                                           | |                                                  |
| كنتاكي                                           | |                                                  |
| لويزيانا                                         | |                                                  |
| مين                                              | الاتحاد الأمريكي للحريات المدنية في مين |                                                  |
| ماريلاند                                         | |                                                  |
| ماساتشوستس                                       | الاتحاد الأمريكي للحريات المدنية من ماساتشوستس |                                                  |
| ميشيغان                                          | |                                                  |
| مينيسوتا                                         | |                                                  |
| ميسيسيبي                                         | |                                                  |
| ميسوري                                           | الاتحاد الأمريكي للحريات المدنية من ميسوري |                                                  |
| مونتانا                                          | |                                                  |
| نبراسكا                                          | |                                                  |
| نيفادا                                           | |                                                  |
| نيو هامبشاير                                     | |                                                  |
| نيو جيرسي                                        | اتحاد الحريات المدنية الأمريكية بنيوجيرسي ‏ |                                                  |
| نيو ميكسيكو                                      | |                                                  |
| نيويورك                                          | اتحاد الحريات المدنية في نيويورك ‏ |                                                  |
| شمال كارولينا                                    | |                                                  |
| شمال داكوتا                                      | |                                                  |
| أوهايو                                           | |                                                  |
| أوكلاهوما                                        | |                                                  |
| أوريغون                                          | |                                                  |
| بنسلفانيا                                        | الاتحاد الأمريكي للحريات المدنية بنسلفانيا |                                                  |
| بورتوريكو                                        | الاتحاد الأمريكي للحريات المدنية من الفرع الوطني لبورتوريكو |                                                  |
| رود آيلاند                                       | |                                                  |
| كارولينا الجنوبية                                | |                                                  |
| جنوب داكوتا                                      | |                                                  |
| تينيسي                                           | |                                                  |
| تكساس                                            | |                                                  |
| يوتا                                             | |                                                  |
| فيرمونت                                          | |                                                  |
| فرجينيا                                          | |                                                  |
| واشنطن                                           | |                                                  |
| فرجينيا الغربية                                  | |                                                  |
| ويسكونسن                                         | |                                                  |
| وايومنغ                                          | الاتحاد الأمريكي للحريات المدنية في وايومنغ |                                                  |

### المناصب
اعتبارًا من يناير 2012، تضمنت بيانات الموقف الرسمي لاتحاد الحريات المدنية السياسات التالية:
- العمل الإيجابي  [لغات أخرى]‏ - يدعم الاتحاد الأمريكي للحريات المدنية العمل الإيجابي.[28]
- تحديد النسل والإجهاض  [لغات أخرى]‏ - يدعم اتحاد الحريات المدنية الأمريكي الحق في الإجهاض، على النحو المنصوص عليه في قرار رو ضد وايد. يؤمن اتحاد الحريات المدنية الأمريكي بضرورة حصول الجميع على مجموعة كاملة من خيارات وسائل منع الحمل بتكلفة ميسورة. يدير مشروع الحرية الإنجابية التابع لاتحاد الحريات المدنية الجهود المتعلقة بالحقوق الإنجابية.[29]
- تمويل الحملة  [لغات أخرى]‏ - يعتقد اتحاد الحريات المدنية الأمريكي أن النظام الحالي معيب بشدة، ويدعم نظامًا يعتمد على التمويل العام. يدعم الاتحاد الأمريكي للحريات المدنية الشفافية الكاملة لتحديد الجهات المانحة. ومع ذلك، يعارض اتحاد الحريات المدنية محاولات السيطرة على الإنفاق السياسي. أيد اتحاد الحريات المدنية الأمريكي قرار المحكمة العليا في قضية المواطنين المتحدون  [لغات أخرى]‏ ضد لجنة الانتخابات الفيدرالية، والتي سمحت للشركات والنقابات بمزيد من حقوق التعبير السياسي.[30]
- استغلال الأطفال في المواد الإباحية  [لغات أخرى]‏ - يعتقد فرع أريزونا من اتحاد الحريات المدنية الأمريكي أن إنتاج المواد الإباحية للأطفال يجب أن يكون غير قانوني، لكن امتلاكها محمي بالحق في الخصوصية. «سياستنا هي أن حيازة حتى المواد الإباحية عن الأطفال لا ينبغي أن تكون بحد ذاتها جريمة. طريقة التعامل مع هذه القضية هي مقاضاة صانعي المواد الإباحية للأطفال لاستغلالهم للقصر».[31]
- إصلاح القانون الجنائي  [لغات أخرى]‏ - يسعى اتحاد الحريات المدنية الأمريكي إلى إنهاء ما يشعر به من أحكام قاسية للغاية «تقف في طريق مجتمع عادل ومتساوٍ». يركز مشروع إصلاح القانون الجنائي التابع لاتحاد الحريات المدنية على هذه المسألة.[32]
- عقوبة الإعدام - يعارض اتحاد الحريات المدنية الأمريكي عقوبة الإعدام في جميع الظروف. يركز مشروع عقوبة الإعدام التابع لاتحاد الحريات المدنية الأمريكي على هذه المسألة.[33]
- حرية التعبير - يدعم اتحاد الحريات المدنية الأمريكي حرية التعبير، بما في ذلك الحق في التعبير عن الأفكار غير الشعبية أو المثيرة للجدل، مثل تدنيس العلم أو الآراء العنصرية أو الجنسية، وما إلى ذلك. ومع ذلك، ذكرت مذكرة مسربة من يونيو 2018 أن الكلام يمكن أن «يلحق أضرارًا جسيمة» وقد يكون «إعاقة التقدم نحو المساواة» أولوية أقل للمنظمة.[34][35][36]
- حقوق السلاح - موقف الاتحاد الأمريكي للحريات المدنية هو أن التعديل الثاني يحمي حقًا جماعيًا لامتلاك الأسلحة وليس حقًا فرديًا، على الرغم من قرار المحكمة العليا لعام 2008 في مقاطعة كولومبيا ضد هيلر  [لغات أخرى]‏ بأن التعديل الثاني هو حق فردي. ويستند موقف المنظمة الوطنية إلى عبارات «ميليشيا منظمة بشكل جيد» و «أمن دولة حرة». ومع ذلك، يعارض اتحاد الحريات المدنية الأمريكي أي جهد لإنشاء سجل لأصحاب الأسلحة وعمل مع الجمعية الوطنية للبنادق لمنع إنشاء السجل، وقد فضل حماية الحق في حمل الأسلحة بموجب التعديل الرابع.[37][38][39]
- فيروس نقص المناعة البشرية / الإيدز - تتمثل سياسة اتحاد الحريات المدنية في «خلق عالم ينتهي فيه التمييز على أساس حالة فيروس نقص المناعة البشرية، ويتحكم الأشخاص المصابون بفيروس نقص المناعة البشرية في معلوماتهم الطبية ورعايتهم، وحيث تعزز سياسة الحكومة الخاصة بفيروس نقص المناعة البشرية الصحة العامة والاحترام والتعاطف للأشخاص المصابين بفيروس نقص المناعة البشرية والإيدز». يدير مشروع الإيدز التابع لاتحاد الحريات المدنية هذا الجهد.[40]
- حقوق الإنسان - يدافع مشروع حقوق الإنسان التابع لاتحاد الحريات المدنية الأمريكي (بشكل أساسي في سياق دولي) عن حقوق الأطفال وحقوق المهاجرين وحقوق المثليين والالتزامات الدولية الأخرى.[41]
- حقوق المهاجرين - يدعم اتحاد الحريات المدنية الأمريكي الحريات المدنية للمهاجرين إلى الولايات المتحدة.[42]
- حقوق المثليات والمثليين ومزدوجي الميل الجنسي ومغايري الهوية الجنسانية - يدعم مشروع حقوق المثليين التابع لاتحاد الحريات المدنية الأمريكي الحقوق المتساوية لجميع المثليين والمثليات، ويعمل على القضاء على التمييز. يدعم اتحاد الحريات المدنية الأمريكي المساواة في التوظيف والسكن والزواج المدني وحقوق التبني للأزواج المثليين.[43]
- الأمن القومي - يعارض اتحاد الحريات المدنية الأمريكي المساس بالحريات المدنية باسم الأمن القومي. في هذا السياق، أدان الاتحاد الأمريكي للحريات المدنية استخدام الحكومة للتجسس والاحتجاز لأجل غير مسمى دون تهمة أو محاكمة، والتعذيب الذي ترعاه الحكومة. يقود هذا الجهد مشروع الأمن القومي لاتحاد الحريات المدنية.[44]
- حقوق السجناء - يعتقد مشروع السجون الوطني التابع لاتحاد الحريات المدنية أن الحبس يجب ألا يستخدم إلا كملاذ أخير، وأن السجون يجب أن تركز على إعادة التأهيل. يعمل اتحاد الحريات المدنية الأمريكي على ضمان معاملة السجون للسجناء وفقًا للدستور والقانون المحلي.[45]
- الخصوصية والتكنولوجيا - يشجع مشروع اتحاد الحريات المدنية بشأن الكلام والخصوصية والتكنولوجيا «الاستخدامات المسؤولة للتكنولوجيا التي تعزز حماية الخصوصية»، ويعارض الاستخدامات «التي تقوض حرياتنا وتقربنا من مجتمع المراقبة».[46]
- القضايا العنصرية - يكافح برنامج العدالة العرقية التابع لاتحاد الحريات المدنية الأمريكي التمييز العنصري في جميع جوانب المجتمع، بما في ذلك النظام التعليمي ونظام العدالة وتطبيق عقوبة الإعدام. ومع ذلك، يعارض اتحاد الحريات المدنية الأمريكي رقابة الدولة على علم الكونفدرالية.[47][48]
- الدين - يدعم اتحاد الحريات المدنية الأمريكي حق الأشخاص المتدينين في ممارسة معتقداتهم دون تدخل الحكومة. يعتقد اتحاد الحريات المدنية الأمريكي أنه لا ينبغي للحكومة أن تفضل الدين على غير الديني، ولا تفضل أديان معينة على غيرها. يعارض اتحاد الحريات المدنية الأمريكي الصلاة التي تقودها المدرسة، ولكنه يحمي حق الطلاب في الصلاة في المدرسة. وهي تعارض استخدام المعتقدات الدينية للتمييز، مثل رفض تقديم تغطية للإجهاض أو تقديم خدمات إلى مجتمع الميم.[49][50]

- التربية الجنسية - يعارض اتحاد الحريات المدنية الأمريكي خيارات التعليم أحادي الجنس. وتعتقد أن التعليم أحادي الجنس يساهم في التنميط الجنساني ويقارن التعليم أحادي الجنس بالفصل العنصري.[51]
- حقوق التصويت - يعتقد اتحاد الحريات المدنية أنه ينبغي إزالة العوائق التي تحول دون التصويت، لا سيما إذا كانت تؤثر بشكل غير متناسب على الأقليات أو المواطنين الفقراء. يعتقد اتحاد الحريات المدنية أن الإدانات بجنح لا ينبغي أن تؤدي إلى فقدان حقوق التصويت. يقود مشروع حقوق التصويت لاتحاد الحريات المدنية هذا الجهد.
- حقوق المرأة - يعمل اتحاد الحريات المدنية الأمريكي على القضاء على التمييز ضد المرأة في جميع المجالات. يشجع اتحاد الحريات المدنية الحكومة على أن تكون استباقية في وقف العنف ضد المرأة. يقود هذه الجهود مشروع حقوق المرأة التابع لاتحاد الحريات المدنية.

### الدعم والمعارضة
يتم دعم الاتحاد الأمريكي للحريات المدنية من قبل مجموعة متنوعة من الأشخاص والمنظمات. كان هناك أكثر من مليون عضو في عام 2017، ويتلقى اتحاد الحريات المدنية الأمريكي سنويًا آلاف المنح من مئات المؤسسات الخيرية. شمل حلفاء اتحاد الحريات المدنية في الإجراءات القانونية الرابطة الوطنية لتقدم الملونين، والمؤتمر اليهودي الأمريكي، والناس من أجل الطريقة الأمريكية، والرابطة الوطنية للبنادق، ومؤسسة الحدود الإلكترونية، والأمريكيون المتحدون من أجل الفصل بين الكنيسة والدولة والمنظمة الوطنية للمرأة.
تم انتقاد اتحاد الحريات المدنية من قبل الليبراليين مثل عندما استبعد الشيوعيين من صفوف قيادته، عندما دافع عن النازيين الجدد، عندما رفض الدفاع عن بول روبسون، أو عندما عارض إقرار قانون علاقات العمل الوطنية  على العكس من ذلك، فقد انتقدها المحافظون مثل عندما جادلوا ضد الصلاة الرسمية في المدارس العامة، أو عندما عارضوا قانون باتريوت. دعم اتحاد الحريات المدنية الأمريكي شخصيات محافظة مثل راش ليمبو وجورج والاس وهنري فورد وأوليفر نورث بالإضافة إلى شخصيات ليبرالية مثل ديك جريجوري وروكويل كينت وبنجامين سبوك.
أحد المصادر الرئيسية للنقد هي القضايا القانونية التي يمثل فيها اتحاد الحريات المدنية الأمريكي فردًا أو منظمة تروج لوجهات نظر هجومية أو غير شعبية مثل كو كلوكس كلان والنازيين الجدد وأمة الإسلام وجمعية حب الرجل / الفتى في أمريكا الشمالية وويستبورو الكنيسة المعمدانية أو تجمع اليمين. اعتبارًا من عام 2000، استجاب اتحاد الحريات المدنية الأمريكي تاريخيًا لهذا النقد بالقول «من السهل الدفاع عن حرية التعبير عندما تكون الرسالة شيئًا يجده كثير من الناس معقولًا على الأقل. لكن الدفاع عن حرية التعبير يكون أكثر أهمية عندما تكون الرسالة من أكثر الناس إثارة للاشمئزاز». ومع ذلك، بعد مسيرة توحيد اليمين في 17 أغسطس 2017، أعلن المدير التنفيذي لاتحاد الحريات المدنية أن «اتحاد الحريات المدنية الأمريكي لن يدافع بعد الآن عن مجموعات الكراهية التي تحتج بالأسلحة النارية».
ردّ الاتحاد الأمريكي للحريات المدنية على هذه الانتقادات بقوله: «من السهل الدفاع عن حرية التعبير عندما تكون الرسائل شيئًا يجده الكثير من الناس منطقيًا، ولكن يكون الدفاع عن حرية التعبير أكثر انتقادًا عندما تكون هذه الرسالة من أكثر الرسائل بُغضًا في نظر الناس».

## السنوات المبكرة

### عصر المكتب الوطني للحريات المدنية

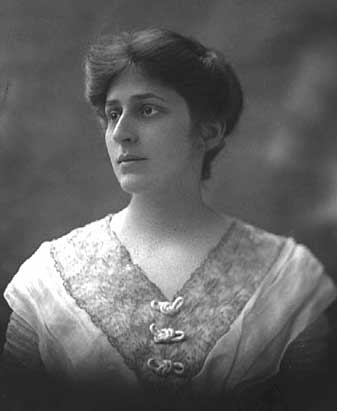
كان Crystal Eastman أحد مؤسسي CLB، سلف اتحاد الحريات المدنية ACLU

تم تطوير اتحاد الحريات المدنية من المكتب الوطني للحريات المدنية (CLB)، الذي شارك في تأسيسه في عام 1917 أثناء الحرب العالمية الأولى من قبل المحامي الناشط كريستال إيستمان وروجر ناش بالدوين. كان تركيز CLB على حرية التعبير، وبشكل أساسي الخطاب المناهض للحرب، وعلى دعم المستنكفين ضميريًا الذين لا يريدون الخدمة في الحرب العالمية الأولى.
أيدت ثلاثة قرارات للمحكمة العليا للولايات المتحدة في عام 1919 إدانات بموجب قوانين ضد أنواع معينة من الخطاب المناهض للحرب. في عام 1919، أيدت المحكمة إدانة زعيم الحزب الاشتراكي تشارلز شينك لنشره أدبيات مناهضة للحرب. في Debs v. الولايات المتحدة، أيدت المحكمة إدانة يوجين دبس. بينما أيدت المحكمة إدانة للمرة الثالثة في قضية أبرامز ضد. الولايات المتحدة، كتب القاضي أوليفر ويندل هولمز معارضة مهمة تم استيعابها تدريجياً كمبدأ أمريكي: حث المحكمة على معاملة حرية التعبير كحق أساسي، والذي نادراً ما يجب تقييده.
في عام 1918، استقال كريستال ايستمان من المنظمة بسبب مشاكل صحية. بعد تولي القيادة الوحيدة لـ CLB، أصر بالدوين على إعادة تنظيم المنظمة. أراد تغيير تركيزها من التقاضي إلى العمل المباشر والتعليم العام.
وافق مديرو CLB، وفي 19 يناير 1920، شكلوا منظمة تحت اسم جديد، الاتحاد الأمريكي للحريات المدنية. على الرغم من أن عددًا قليلاً من المنظمات الأخرى في الولايات المتحدة في ذلك الوقت ركزت على الحقوق المدنية، مثل الرابطة الوطنية لتقدم الملونين (NAACP) ورابطة مكافحة التشهير (ADL)، كان اتحاد الحريات المدنية الاتحاد الأمريكي للحريات المدنية أول من لم يمثل مجموعة معينة من الأشخاص، أو موضوع واحد. مثل المكتب الوطني للحريات المدنية، تابعت الرابطة الوطنية لتقدم الملونين التقاضي للعمل على الحقوق المدنية، بما في ذلك الجهود لإلغاء حرمان الأمريكيين الأفارقة في الجنوب الذي حدث منذ مطلع القرن.
خلال العقود الأولى لاتحاد الحريات المدنية، استمر بالدوين كقائد له. جذبت جاذبيته وطاقته العديد من المؤيدين لمجلس إدارة الاتحاد الأمريكي للحريات المدنية ورتب القيادة. كان بالدوين زاهدًا، وكان يرتدي ثيابًا بسيطة، ويقرص البنسات، ويعيش براتب ضئيل للغاية. تم توجيه اتحاد الحريات المدنية الأمريكي من قبل لجنة تنفيذية، ولم يكن ديمقراطيًا أو مساواتًا بشكل خاص. أسفرت قاعدة الاتحاد الأمريكي للحريات المدنية في نيويورك عن هيمنتها على أشخاص من المدينة والولاية. جاء معظم تمويل الاتحاد الأمريكي للحريات المدنية من المؤسسات الخيرية، مثل صندوق جارلاند.

### عصر حرية الكلام
في عشرينيات القرن الماضي، كانت الرقابة الحكومية شائعة. تمت مصادرة المجلات بشكل روتيني بموجب قوانين كومستوك لمكافحة الفحش ؛ ورُفضت تصاريح التجمعات العمالية في كثير من الأحيان ؛ وعمليًا تم حظر جميع الأدبيات المناهضة للحرب أو الحكومة. امتلك المحافظون اليمينيون قدرًا هائلاً من السلطة، وغالبًا ما تم استنكار النشطاء الذين روجوا للنقابات أو الاشتراكية أو الإصلاح الحكومي على أنهم غير أمريكيين أو غير وطنيين. في إحدى الأمثلة النموذجية في عام 1923، تم القبض على المؤلف أبتون سنكلير لمحاولته قراءة التعديل الأول خلال مسيرة عمال الصناعة في العالم.

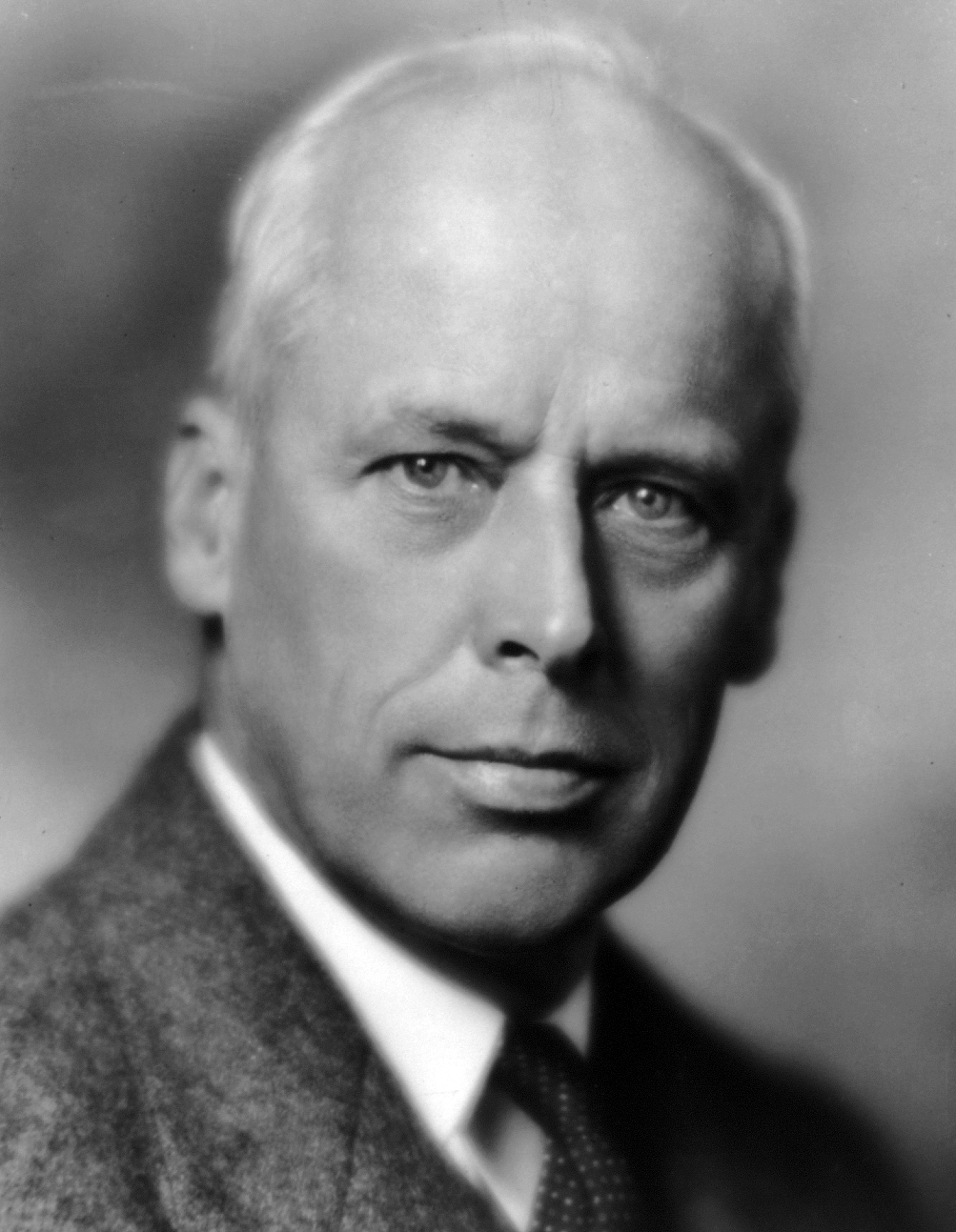
كان نورمان توماس أحد القادة الأوائل لاتحاد الحريات المدنية

كانت قيادة الاتحاد الأمريكي للحريات المدنية منقسمة حول كيفية مواجهة انتهاكات الحقوق المدنية. اعتقد أحد الفصائل، بما في ذلك بالدوين وآرثر جارفيلد هايز ونورمان توماس، أن العمل العسكري المباشر هو أفضل طريق. كان هايز هو الأول من بين العديد من المحامين الناجحين الذين تخلوا عن ممارساتهم الخاصة للعمل في اتحاد الحريات المدنية. مجموعة أخرى، بما في ذلك والتر نيليس ووالتر بولاك شعرت أن الدعاوى القضائية المرفوعة إلى المحكمة العليا هي أفضل طريقة لتحقيق التغيير. عملت كلتا المجموعتين جنبًا إلى جنب، لكنهما تبجلتا بنفس القدر قانون الحقوق ودستور الولايات المتحدة.
خلال عشرينيات القرن الماضي، كان التركيز الأساسي لاتحاد الحريات المدنية على حرية التعبير بشكل عام، والتعبير داخل الحركة العمالية بشكل خاص. نظرًا لأن معظم جهود الاتحاد الأمريكي للحريات المدنية كانت مرتبطة بالحركة العمالية، فقد تعرض اتحاد الحريات المدنية نفسه لهجوم شديد من الجماعات المحافظة، مثل الفيلق الأمريكي، والاتحاد المدني الوطني، ورابطة الدفاع الصناعي والجمعيات الوطنية المتحالفة.
بالإضافة إلى العمل، قاد اتحاد الحريات المدنية أيضًا جهودًا في المجالات غير العمالية، على سبيل المثال، تعزيز حرية التعبير في المدارس العامة. تم منع اتحاد الحريات المدنية الأمريكي نفسه من التحدث في المدارس العامة بنيويورك في عام 1921. كما دعم اتحاد الحريات المدنية، الذي يعمل مع الجمعية الوطنية للنهوض بالملونين، قضايا التمييز العنصري. دافع اتحاد الحريات المدنية الأمريكي عن حرية التعبير بغض النظر عن الآراء التي يتم تبنيها. على سبيل المثال، كان «كو كلوكس كلان» (KKK) الرجعي المناهض للكاثوليكية والمناهض للسود هدفًا متكررًا لجهود الاتحاد الأمريكي للحريات المدنية، لكن اتحاد الحريات المدنية دافع عن حق كو كلوكس كلان في عقد اجتماعات في عام 1923  كانت هناك بعض الحقوق المدنية التي لم يبذل الاتحاد الأمريكي للحريات المدنية جهداً للدفاع عنها في عشرينيات القرن الماضي، بما في ذلك الرقابة على الفنون، وقضايا البحث والمصادرة الحكومية، والحق في الخصوصية، أو التنصت على المكالمات الهاتفية.
تعرض الحزب الشيوعي في الولايات المتحدة للمضايقة والقمع بشكل روتيني من قبل المسؤولين الحكوميين، مما جعله العميل الأساسي لاتحاد الحريات المدنية. في الوقت نفسه، كان الشيوعيون عدوانيين للغاية في تكتيكاتهم، وغالبًا ما شاركوا في سلوك غير قانوني مثل حرمانهم من عضوية الحزب تحت القسم. أدى هذا إلى صراعات متكررة بين الشيوعيين واتحاد الحريات المدنية. هاجم القادة الشيوعيون أحيانًا اتحاد الحريات المدنية، لا سيما عندما دافع اتحاد الحريات المدنية عن حقوق حرية التعبير للمحافظين، بينما حاول الشيوعيون تعطيل خطابات منتقدي الاتحاد السوفيتي. استمرت هذه العلاقة المضطربة بين المجموعتين لعقود.

### المدارس العامة

#### محاكمة النطاقات
عندما وصل عام 1925  –  بعد خمس سنوات من تشكيل اتحاد الحريات المدنية  –  لم تحقق المنظمة أي نجاح تقريبًا في إظهار جهودها. تغير ذلك في عام 1925، عندما أقنع اتحاد الحريات المدنية الأمريكي جون تي سكوبس بتحدي قانون تينيسي المناهض للتطور في قضية ولاية تينيسي ضد. جون توماس سكوبس . ترأس كلارنس دارو، عضو اللجنة الوطنية لاتحاد الحريات المدنية، الفريق القانوني لشركة سكوبس. ادعى الادعاء، بقيادة وليام جينينغز بريان، أن الكتاب المقدس يجب أن يفسر حرفيا في تعليم الخلق في المدرسة. خسر اتحاد الحريات المدنية القضية وتم تغريم سكوبس بمبلغ 100 دولار. وفي وقت لاحق أيدت المحكمة العليا في تينيسي القانون لكنها أبطلت الحكم لأسباب فنية.
كانت محاكمة سكوبس نجاحًا استثنائيًا في العلاقات العامة لاتحاد الحريات المدنية. أصبح اتحاد الحريات المدنية الأمريكي معروفًا في جميع أنحاء أمريكا، وأدت القضية إلى أول تأييد لاتحاد الحريات المدنية من قبل صحيفة أمريكية كبرى. واصل اتحاد الحريات المدنية الأمريكي النضال من أجل فصل الكنيسة عن الدولة في الفصول الدراسية، عقدًا بعد عقد، بما في ذلك قضية عام 1982 ماكلين ضد. أركنساس وقضية كيتسميلر ضد مدارس دائرة مدارس منطقة دوفر لعام 2005.
شارك بالدوين نفسه في انتصار مهم لحرية التعبير في عشرينيات القرن الماضي، بعد أن قُبض عليه لمحاولته التحدث في تجمع حاشد لعمال المطاحن المضربين في نيوجيرسي. على الرغم من أن القرار اقتصر على ولاية نيو جيرسي، إلا أن حكم محكمة الاستئناف في عام 1928 أعلن أن الضمانات الدستورية لحرية التعبير يجب أن تُعطى «بناء ليبرالي وشامل»، وكان ذلك بمثابة نقطة تحول رئيسية في حركة الحقوق المدنية، مما يشير إلى تحول الرأي القضائي لصالح الحقوق المدنية.
كانت قضية جيتاو ضد نيويورك، حيث تم اعتقال بنيامين جيتلو لانتهاكه قانون الولاية ضد التحريض على الفوضى والعنف، عندما وزع مؤلفات تروج للشيوعية. على الرغم من أن المحكمة العليا لم تنقض إدانة غيتلو، إلا أنها تبنت موقف الاتحاد الأمريكي للحريات المدنية (الذي سمي لاحقًا بمبدأ التأسيس) بأن التعديل الأول لحرية التعبير ينطبق على قوانين الولاية، وكذلك القوانين الفيدرالية.

#### بيرس v.جمعية الأخوات
بعد الحرب العالمية الأولى، عاد العديد من الأمريكيين المولودين في البلاد إلى المخاوف بشأن استيعاب المهاجرين والمخاوف بشأن القيم «الأجنبية»؛ أرادوا أن تقوم المدارس العامة بتعليم الأطفال أن يكونوا أمريكيين. صاغت العديد من الولايات قوانين مصممة لاستخدام المدارس للترويج لثقافة أمريكية مشتركة، وفي عام 1922، أقر ناخبو ولاية أوريغون قانون التعليم الإلزامي في ولاية أوريغون. كان القانون يهدف في المقام الأول إلى القضاء على المدارس الضيقة، بما في ذلك المدارس الكاثوليكية. تم الترويج لها من قبل مجموعات مثل فرسان بيثياس، واتحاد الجمعيات الوطنية، ورابطة أوريغون للحكومة الجيدة، والنظام البرتقالي، وكو كلوكس كلان. 
طلب قانون التعليم الإلزامي في ولاية أوريغون من جميع الأطفال تقريبًا في ولاية أوريغون الذين تتراوح أعمارهم بين ثمانية وستة عشر عامًا الالتحاق بالمدارس العامة بحلول عام 1926.  المدير المساعد روجر ناش بالدوين، وهو صديق شخصي للوك إي هارت، المحامي الأعلى والمستقبل آنذاك عرض الفارس الأعلى لفرسان كولومبوس الانضمام إلى الفرسان لتحدي القانون. تعهد فرسان كولومبوس بتقديم 10 آلاف دولار على الفور لمحاربة القانون وأي أموال إضافية ضرورية لإلحاق الهزيمة به. 
أصبحت القضية معروفة باسم قضية بيرس ضد جمعية الأخوات، وهو قرار أساسي للمحكمة العليا بالولايات المتحدة أدى إلى توسيع نطاق تغطية بند الإجراءات القانونية الواجبة في التعديل الرابع عشر. في قرار بالإجماع، رأت المحكمة أن القانون غير دستوري وأن الوالدين، وليس الدولة، لديهم السلطة لتعليم الأطفال كما يظنون أنه الأفضل.  أيد الحرية الدينية للآباء والأمهات في تعليم أبنائهم في المدارس الدينية.

### إستراتيجية مبكرة
انقسم قادة اتحاد الحريات المدنية الأمريكي حول أفضل التكتيكات التي يمكن استخدامها لتعزيز الحريات المدنية. شعرت فيليكس فرانكفورتر كان هذا التشريع أفضل حل على المدى الطويل لأن المحكمة العليا لم يكن  –  في رأيه  –  أن لا) ولاية تفسيرات ليبرالية من لائحة الحقوق. لكن والتر بولاك وموريس إرنست وزعماء آخرين شعروا أن قرارات المحكمة العليا هي أفضل طريق لضمان الحريات المدنية. تنبأت سلسلة من قرارات المحكمة العليا في عشرينيات القرن الماضي بتغير المناخ الوطني ؛ كانت المشاعر المعادية للراديكالية تتضاءل، وكان هناك استعداد متزايد لحماية حرية التعبير والتجمع من خلال قرارات المحكمة.

### حرية التعبير

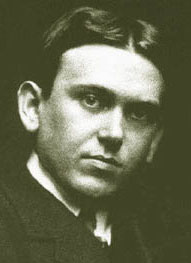
دافع اتحاد الحريات المدنية الأمريكي عن HL Mencken عندما تم القبض عليه لتوزيعه أدبيات محظورة

كانت الرقابة شائعة في أوائل القرن العشرين. تحظر قوانين الولاية ومراسيم المدينة بشكل روتيني الكلام الذي يعتبر فاحشًا أو مسيئًا، وتحظر الاجتماعات أو الأدبيات التي تروج للنقابات أو المنظمات العمالية. ابتداءً من عام 1926، بدأ اتحاد الحريات المدنية في توسيع أنشطته المتعلقة بحرية التعبير لتشمل الرقابة على الفن والأدب. في ذلك العام، انتهك إتش إل مينكين قانون بوسطن عن طريق توزيع نسخ من مجلته الأمريكية المحظورة ميركوري . دافع عنه اتحاد الحريات المدنية وفاز بالبراءة. واصل اتحاد الحريات المدنية الأمريكي تحقيق انتصارات إضافية، بما في ذلك القضية التاريخية للولايات المتحدة ضد كتاب واحد بعنوان يوليسيس في عام 1933، والذي عكس الحظر الذي فرضته إدارة الجمارك على كتاب يوليسيس لجيمس جويس. حقق اتحاد الحريات المدنية الأمريكي نتائج مختلطة فقط في السنوات الأولى، ولم توضح المحكمة العليا أخيرًا قوانين الفحش في قضية روث ضد الولايات المتحدة والمذكرات ضد. حالات ماساتشوستس.
حظرت قوانين كومستوك توزيع معلومات التثقيف الجنسي، بناءً على فرضية أنها كانت فاحشة وأدت إلى سلوك منحل  تم تغريم ماري وير دينيت 300 دولار في عام 1928، لتوزيعها كتيبًا يحتوي على مواد للتربية الجنسية. استأنف اتحاد الحريات المدنية الأمريكي، بقيادة موريس إرنست، إدانتها وفاز بالعكس، حيث حكمت القاضية ليرند هاند بأن الغرض الرئيسي من الكتيب هو «تعزيز التفاهم».
دفع النجاح اتحاد الحريات المدنية الأمريكي إلى توسيع جهوده في حرية التعبير إلى ما وراء العمل والخطاب السياسي، ليشمل الأفلام والصحافة والراديو والأدب. شكل اتحاد الحريات المدنية اللجنة الوطنية للتحرر من الرقابة في عام 1931 لتنسيق هذا الجهد. بحلول أوائل الثلاثينيات، كانت الرقابة في الولايات المتحدة تتضاءل.
عزز انتصاران كبيران في الثلاثينيات من القرن الماضي حملة اتحاد الحريات المدنية للترويج لحرية التعبير. في سترومبرغ ضد كاليفورنيا، قررت المحكمة العليا في عام 1931، انحازت إلى اتحاد الحريات المدنية الأمريكية وأكدت حق عضو في الحزب الشيوعي بتحية العلم الشيوعي. كانت النتيجة هي المرة الأولى التي تستخدم فيها المحكمة العليا شرط الإجراءات القانونية في التعديل الرابع عشر لإخضاع الولايات لمتطلبات التعديل الأول. في قضية نيير ضد مينيسوتا، كما قررت في عام 1931، قضت المحكمة العليا بأنه لا يجوز للولايات ممارسة ضبط النفس المسبق وتمنع صحيفة من النشر، لمجرد أن الصحيفة اشتهرت بكونها فاضحة.

## الثلاثينيات
شهدت أواخر الثلاثينيات ظهور حقبة جديدة من التسامح في الولايات المتحدة. أشاد القادة الوطنيون بشرعة الحقوق، لا سيما أنها تحمي الأقليات، باعتبارها جوهر الديمقراطية. قرار المحكمة العليا لعام 1939 في قضية لاهاي ضد. وأكدت لجنة التنظيم الصناعي حق الشيوعيين في تعزيز قضيتهم. حتى العناصر المحافظة، مثل نقابة المحامين الأمريكيين، بدأت في شن حملة من أجل الحريات المدنية، والتي كانت تعتبر لفترة طويلة مجالًا للمنظمات ذات الميول اليسارية. بحلول عام 1940، حقق الاتحاد الأمريكي للحريات المدنية العديد من الأهداف التي حددها في عشرينيات القرن الماضي، وكانت العديد من سياساته هي قانون الأرض.

### توسيع
في عام 1929، بعد انتصارات سكوبس ودينيت، أدرك بالدوين أن هناك دعمًا واسعًا وغير مستغل للحريات المدنية في الولايات المتحدة. اقترح بالدوين برنامجًا توسعًا لاتحاد الحريات المدنية، يركز على وحشية الشرطة، وحقوق الأمريكيين الأصليين، وحقوق الأمريكيين من أصل أفريقي، والرقابة في الفنون، والحريات المدنية الدولية. وافق مجلس الإدارة على خطة توسع بلدوين، باستثناء الجهود الدولية.
لعب اتحاد الحريات المدنية دورًا رئيسيًا في تمرير قانون نوريس لاغوارديا لعام 1932، وهو قانون فيدرالي يحظر على أرباب العمل منع الموظفين من الانضمام إلى النقابات، وأوقف ممارسة حظر الإضرابات والنقابات وأنشطة تنظيم العمل باستخدام الأوامر الزجرية. كما لعب اتحاد الحريات المدنية الأمريكي دورًا رئيسيًا في بدء جهود وطنية للحد من سوء السلوك (مثل انتزاع اعترافات كاذبة) داخل أقسام الشرطة، من خلال نشر تقرير «الخروج عن القانون في تطبيق القانون» في عام 1931، تحت رعاية لجنة ويكرشام التابعة لهربرت هوفر. في عام 1934، ضغط اتحاد الحريات المدنية الأمريكي من أجل تمرير قانون إعادة التنظيم الهندي، الذي أعاد بعض الحكم الذاتي إلى قبائل الأمريكيين الأصليين، وفرض عقوبات على اختطاف الأطفال الأمريكيين الأصليين.
على الرغم من تأجيل اتحاد الحريات المدنية إلى NAACP للتقاضي لتعزيز الحريات المدنية للأمريكيين من أصل أفريقي، شارك اتحاد الحريات المدنية في جهود تعليمية، ونشر بلاك جاستيس في عام 1931، وهو تقرير وثق العنصرية المؤسسية في جميع أنحاء الجنوب، بما في ذلك عدم وجود حقوق التصويت، والفصل العنصري، والتمييز في نظام العدالة. بتمويل من صندوق جارلاند، شارك اتحاد الحريات المدنية الأمريكي أيضًا في إنتاج تقرير مارغولد المؤثر، والذي حدد إستراتيجية للنضال من أجل الحقوق المدنية للسود. كانت خطة الاتحاد الأمريكي للحريات المدنية هي إثبات أن السياسات «المنفصلة ولكن المتساوية» التي تحكم التمييز الجنوبي كانت غير قانونية لأن السود، في الواقع، لم يعاملوا على قدم المساواة.

### عصر الكساد والصفقة الجديدة
في عام 1932 – بعد مرور اثني عشر عامًا على تأسيس اتحاد الحريات المدنية – لقد حققت نجاحًا كبيرًا ؛ تبنت المحكمة العليا مبادئ حرية التعبير التي تبناها اتحاد الحريات المدنية، وأصبح عامة الناس أكثر دعمًا للحقوق المدنية بشكل عام. لكن الكساد الكبير جلب اعتداءات جديدة على الحريات المدنية. شهد عام 1930 زيادة كبيرة في عدد المحاكمات المتعلقة بحرية التعبير، ومضاعفة عدد حالات الإعدام خارج نطاق القانون، وتم حظر جميع اجتماعات العاطلين عن العمل في فيلادلفيا.
اقترحت إدارة فرانكلين دي روزفلت الصفقة الجديدة لمكافحة الكساد. كان لقادة اتحاد الحريات المدنية الأمريكي آراء متباينة حول الصفقة الجديدة، حيث شعر الكثيرون أنها تمثل زيادة في تدخل الحكومة في الشؤون الشخصية، ولأن إدارة التعافي الوطني علقت تشريعات مكافحة الاحتكار. لم يكن روزفلت مهتمًا شخصيًا بالحقوق المدنية، لكنه عين العديد من المدافعين عن الحريات المدنية في مناصب رئيسية، بما في ذلك وزير الداخلية هارولد إيكيس، عضو اتحاد الحريات المدنية.
غالبًا ما كانت السياسات الاقتصادية لقادة الصفقة الجديدة تتماشى مع أهداف اتحاد الحريات المدنية، لكن الأهداف الاجتماعية لم تكن كذلك. على وجه الخصوص، تعرضت الأفلام إلى وابل من المراسيم المحلية التي تحظر العروض التي اعتبرت غير أخلاقية أو فاحشة. تم حظر حتى أفلام الصحة العامة التي تصور الحمل والولادة ؛ وكذلك كان عدد مجلة لايف في 11 أبريل 1938 والذي تضمن صورًا لعملية الولادة. حارب اتحاد الحريات المدنية الأمريكي هذا الحظر، لكنه لم ينتصر.
اكتسبت الكنيسة الكاثوليكية نفوذًا سياسيًا متزايدًا في الثلاثينيات من القرن الماضي، واستخدمت نفوذها لتعزيز الرقابة على الأفلام، وتثبيط نشر معلومات تحديد النسل. أدى هذا الصراع بين اتحاد الحريات المدنية والكنيسة الكاثوليكية إلى استقالة آخر كاهن كاثوليكي من قيادة اتحاد الحريات المدنية في عام 1934 ؛ لن يتم تمثيل القس الكاثوليكي هناك مرة أخرى حتى السبعينيات.
لم يتخذ اتحاد الحريات المدنية الأمريكي أي موقف رسمي بشأن خطة تعبئة المحكمة التي وضعها الرئيس فرانكلين ديلانو روزفلت لعام 1937، والتي هددت بزيادة عدد قضاة المحكمة العليا، ما لم تعكس المحكمة العليا مسارها وبدأت في الموافقة على تشريع الصفقة الجديدة. استجابت المحكمة العليا بإجراء تحول كبير في السياسة، ولم تعد تطبق قيودًا دستورية صارمة على البرامج الحكومية، وبدأت أيضًا في القيام بدور أكثر نشاطًا في حماية الحريات المدنية.
كان القرار الأول الذي ميز الاتجاه الجديد للمحكمة هو دي جونج ضد أوريغون، حيث تم إلقاء القبض على منظم عمالي شيوعي لدعوته إلى اجتماع لمناقشة النقابات. دافع محامي الاتحاد الأمريكي للحريات المدنية أوزموند فراينكل، الذي يعمل مع الدفاع عن العمل الدولي، عن دي جونج في عام 1937، وحقق انتصارًا كبيرًا عندما قضت المحكمة العليا بأن "التجمع السلمي لمناقشة قانونية لا يمكن اعتباره جريمة. كانت قضية دي جونج بمثابة بداية لحقبة استمرت لعشرات السنين، أسس خلالها المعينون من قبل روزفلت (بقيادة هوغو بلاك، وويليام أو دوغلاس، وفرانك مورفي) مجموعة من قانون الحريات المدنية. في عام 1938، كتب القاضي هارلان ف. ستون "الحاشية الرابعة" الشهيرة في قضية الولايات المتحدة ضد شركة منتجات كارولين. حيث اقترح أن قوانين الدولة التي تعرقل الحريات المدنية سوف – من الآن فصاعدا – تتطلب تبريرًا مقنعًا.
اقترح السناتور روبرت ف.فاغنر قانون علاقات العمل الوطنية في عام 1935، والذي مكّن العمال من تكوين نقابات. ومن المفارقات أن اتحاد الحريات المدنية الأمريكي، بعد 15 عامًا من النضال من أجل حقوق العمال، عارض القانون في البداية (لم يتخذ موقفًا فيما بعد بشأن التشريع) لأن بعض قادة اتحاد الحريات المدنية كانوا يخشون زيادة السلطة التي يمنحها القانون للحكومة. شكل المجلس الوطني للعلاقات العمالية (NLRB) الذي تم تشكيله حديثًا معضلة لاتحاد الحريات المدنية، لأنه أصدر في عام 1937 أمرًا إلى هنري فورد، يمنع فورد من نشر الأدبيات المناهضة للاتحاد. اعتاد جزء من قيادة اتحاد الحريات المدنية (ACLU) على الانحياز إلى جانب العمال، وهذا الفصيل دعم عمل المجلس الوطني للعلاقات العمالية. لكن جزءًا من اتحاد الحريات المدنية الأمريكي أيد حق فورد في حرية التعبير. اقترح زعيم الاتحاد الأمريكي للحريات المدنية، آرثر غارفيلد هايز، حلاً وسطًا (يدعم نقابة عمال السيارات، ويؤيد أيضًا حق فورد في التعبير عن آرائه الشخصية)، لكن الانقسام سلط الضوء على انقسام أعمق سيصبح أكثر بروزًا في السنوات القادمة.
كان دعم اتحاد الحريات المدنية لـ المجلس الوطني للعلاقات العمالية تطوراً رئيسياً لاتحاد الحريات المدنية، لأنه كان المرة الأولى التي يقبل فيها أن تكون وكالة حكومية مسؤولة عن دعم الحريات المدنية. حتى عام 1937، شعر الاتحاد الأمريكي للحريات المدنية أن الحقوق المدنية يتم دعمها بشكل أفضل من قبل المواطنين والمنظمات الخاصة.
اقترحت بعض الفصائل في الاتحاد الأمريكي للحريات المدنية اتجاهات جديدة للتنظيم. في أواخر الثلاثينيات من القرن الماضي، اقترحت بعض الشركات التابعة المحلية تحويل تركيزها من إجراءات استئناف الحريات المدنية، إلى جمعية مساعدة قانونية، تتمحور حول المكاتب الأمامية للمخازن في الأحياء ذات الدخل المنخفض. رفض مدراء اتحاد الحريات المدنية الأمريكي هذا الاقتراح. أراد أعضاء آخرون من اتحاد الحريات المدنية الأمريكي أن يحول اتحاد الحريات المدنية تركيزه إلى الساحة السياسية، وأن يكون أكثر استعدادًا للتنازل عن مثلهم العليا من أجل عقد صفقات مع السياسيين. كما تم رفض هذه المبادرة من قبل قيادة اتحاد الحريات المدنية.

### شهود يهوه
أدى دعم اتحاد الحريات المدنية الأمريكي للمتهمين بوجهات نظر لا تحظى بشعبية، وأحيانًا متطرفة، إلى ظهور العديد من القضايا التاريخية في المحاكم وأرسى الحريات المدنية الجديدة. أحد هؤلاء المتهمين كان شهود يهوه، الذين شاركوا في عدد كبير من قضايا المحكمة العليا. تضمنت الحالات التي دعمها اتحاد الحريات المدنية لوفيل ضد. مدينة غريفين (التي ألغت قانون المدينة الذي يتطلب تصريحًا قبل أن يتمكن أي شخص من توزيع «المطبوعات من أي نوع»)؛ في قضية مارتن ضد ستروثرز (التي ألغت مرسومًا يحظر التصويت من الباب إلى الباب)؛ وكانتويل ضد. كونيتيكت (التي نقضت إدانة شاهد كان يلقي خطابًا مهينًا في زاوية شارع).
وشملت أهم القضايا القوانين التي تتطلب تحية العلم. شعر شهود يهوه أن تحية العلم يتعارض مع معتقداتهم الدينية. أُدين طفلان في عام 1938 بتهمة عدم تحية العلم. دعم اتحاد الحريات المدنية الأمريكي استئنافهم أمام المحكمة العليا، لكن المحكمة أكدت الإدانة، في عام 1940. ولكن بعد ثلاث سنوات، في قضية مجلس ولاية فرجينيا الغربية للتعليم ضد بارنيت، عكست المحكمة العليا نفسها وكتبت «إذا كان هناك أي نجم ثابت في مجموعتنا الدستورية، فهو أنه لا يوجد مسؤول، رفيع أو تافه، يمكنه وصف ما يجب أن يكون أرثوذكسيًا في السياسة أو القومية أو الدين أو غير ذلك من مسائل الرأي إجبار المواطنين على الاعتراف بالقول أو العمل بإيمانهم فيه». لتأكيد قرارها، أعلنت المحكمة العليا ذلك في يوم العلم.

### الشيوعية والشمولية

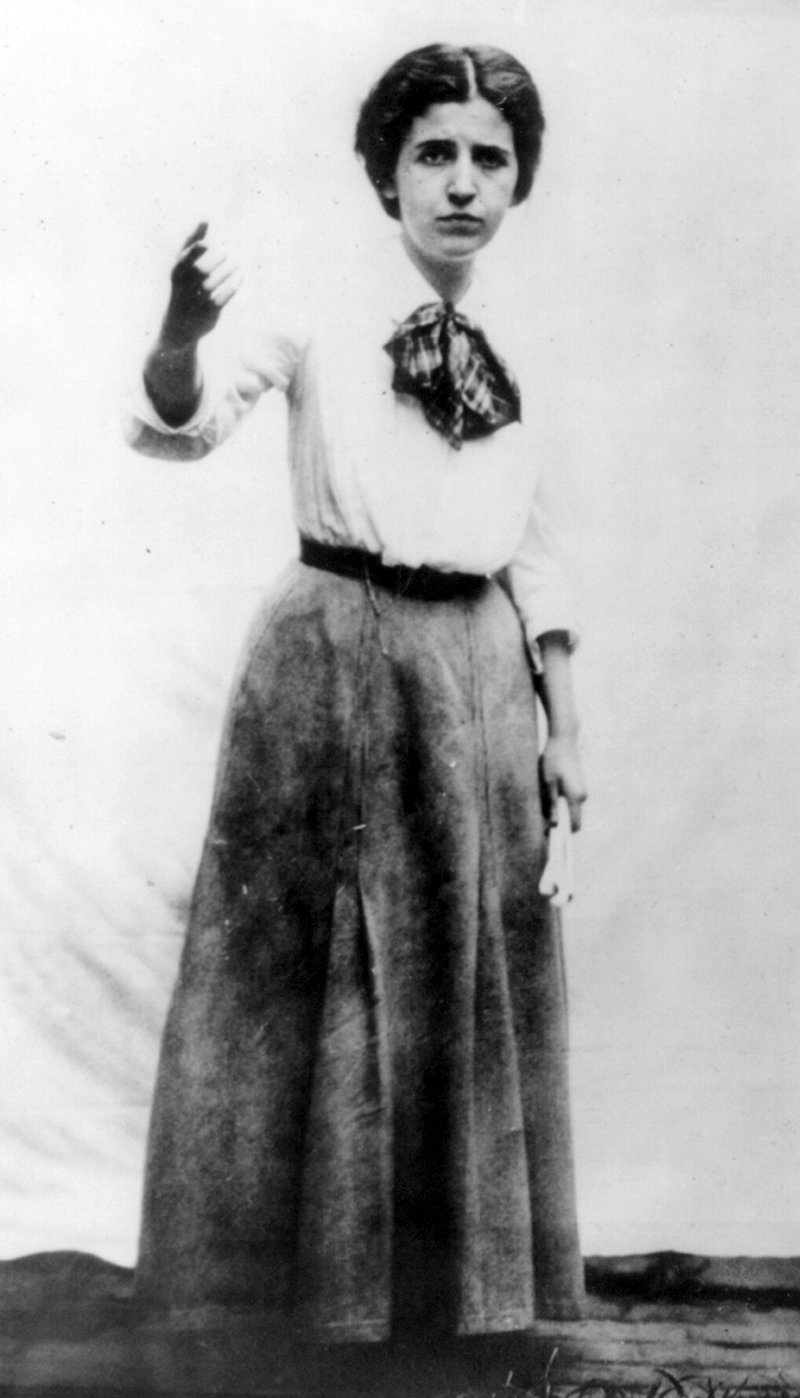
تم التصويت على إليزابيث جورلي فلين من مجلس إدارة اتحاد الحريات المدنية في عام 1940 بسبب عضويتها في الحزب الشيوعي، ولكن أعيدت بعد وفاتها في عام 1970

كان لصعود الأنظمة الشمولية في ألمانيا وروسيا ودول أخرى رفضت حرية التعبير وتكوين الجمعيات تأثير كبير على حركة الحريات المدنية في الولايات المتحدة ؛ ارتفعت المشاعر المعادية للشيوعية وتقلصت الحريات المدنية.
انقسمت قيادة الاتحاد الأمريكي للحريات المدنية حول ما إذا كانت ستدافع عن الخطاب المؤيد للنازية في الولايات المتحدة أم لا. كانت العناصر المؤيدة للعمل داخل الاتحاد الأمريكي للحريات المدنية معادية للنازية والفاشية، واعترضت عندما دافع اتحاد الحريات المدنية عن النازيين. أصدرت عدة ولايات قوانين تحظر خطاب الكراهية الموجه إلى الجماعات العرقية. كان أول شخص قُبض عليه بموجب قانون خطاب الكراهية لعام 1935 لنيوجيرسي هو أحد شهود يهوه الذي اتُهم بنشر مطبوعات مناهضة للكاثوليكية. دافع اتحاد الحريات المدنية الأمريكي عن شهود يهوه، وأسقطت التهم الموجهة إليهم. شرع اتحاد الحريات المدنية في الدفاع عن العديد من الجماعات المؤيدة للنازية، ودافع عن حقوقهم في حرية التعبير وحرية تكوين الجمعيات.
في أواخر ثلاثينيات القرن الماضي، تحالف اتحاد الحريات المدنية مع الجبهة الشعبية، وهو تحالف من المنظمات الليبرالية ينسقه الحزب الشيوعي الأمريكي. استفاد اتحاد الحريات المدنية الأمريكي لأن المنتسبين من الجبهة الشعبية يمكن أن يخوضوا في كثير من الأحيان معارك الحقوق المدنية المحلية بشكل أكثر فاعلية بكثير من اتحاد الحريات المدنية ومقره نيويورك. أدى الارتباط بالحزب الشيوعي إلى اتهامات بأن اتحاد الحريات المدنية كان «جبهة شيوعية»، خاصة لأن هاري إف وارد كان رئيسًا لاتحاد الحريات المدنية الأمريكي ورئيس الرابطة الأمريكية ضد الحرب والفاشية، وهي منظمة شيوعية.
تم إنشاء لجنة الأنشطة غير الأمريكية في مجلس النواب (HUAC) في عام 1938 للكشف عن الفتنة والخيانة داخل الولايات المتحدة. عندما أدلى الشهود بشهاداتهم في جلسات الاستماع، تم ذكر اتحاد الحريات المدنية عدة مرات، مما دفع HUAC إلى ذكر اتحاد الحريات المدنية بشكل بارز في تقرير عام 1939. وقد أضر هذا بسمعة اتحاد الحريات المدنية الأمريكية بشدة، على الرغم من أن التقرير ذكر أنه لا يمكن «تحديد ما إذا كان» اتحاد الحريات المدنية الأمريكي منظمة شيوعية أم لا.
بينما سارع اتحاد الحريات المدنية الأمريكي للدفاع عن صورته ضد مزاعم كونه جبهة شيوعية، عمل أيضًا على حماية الشهود الذين تعرضوا للمضايقة من قبل HUAC. كان اتحاد الحريات المدنية أحد المنظمات القليلة التي احتجت (دون جدوى) على تمرير قانون سميث في عام 1940، والذي سيُستخدم لاحقًا لسجن العديد من الأشخاص الذين دعموا الشيوعية. دافع اتحاد الحريات المدنية الأمريكي عن العديد من الأشخاص الذين حوكموا بموجب قانون سميث، بما في ذلك الزعيم العمالي هاري بريدجز.
انقسمت قيادة اتحاد الحريات المدنية الأمريكي بشأن تطهير قيادتها من الشيوعيين. كان نورمان توماس وجون هاينز هولمز وموريس إرنست مناهضين للشيوعية وأرادوا إبعاد اتحاد الحريات المدنية عن الشيوعية. عارضهم هاري إف وارد وكورليس لامونت وإليزابيث جورلي فلين، الذين رفضوا أي اختبار سياسي لقيادة اتحاد الحريات المدنية. تلا ذلك صراع مرير طوال عام 1939، وانتصر مناهضو الشيوعية في فبراير 1940، عندما صوت مجلس الإدارة لحظر أي شخص يدعم الشمولية من الأدوار القيادية لاتحاد الحريات المدنية. استقال وارد على الفور، و – بعد مناقشة شائكة استمرت ست ساعات – تم التصويت على Flynn من مجلس إدارة ACLU. اعتبر الكثيرون قرار 1940 خيانة لمبادئه الأساسية. تم إلغاء القرار في عام 1968، وأعيد فلين بعد وفاته إلى اتحاد الحريات المدنية في عام 1970.

## منتصف القرن

### الحرب العالمية الثانية
عندما اجتاحت الحرب العالمية الثانية الولايات المتحدة، تم تكريس قانون الحقوق كوثيقة مقدسة، ودافعت العديد من المنظمات عن الحريات المدنية. أعلنت شيكاغو ونيويورك عن أسابيع «الحقوق المدنية»، وأعلن الرئيس فرانكلين ديلانو روزفلت عن يوم وطني لشرعة الحقوق. كانت إليانور روزفلت المتحدث الرئيسي في مؤتمر اتحاد الحريات المدنية لعام 1939. على الرغم من هذا الاحترام الجديد للحقوق المدنية، أصبح الأمريكيون مناهضين للشيوعية بشدة، وكانوا يعتقدون أن استبعاد الشيوعيين من المجتمع الأمريكي كان خطوة أساسية للحفاظ على الديمقراطية.
على عكس الحرب العالمية الأولى، كان هناك انتهاك قليل نسبيًا للحريات المدنية خلال الحرب العالمية الثانية. كان الرئيس روزفلت مؤيدًا قويًا للحريات المدنية، لكن – أكثر أهمية – كان هناك عدد قليل من النشطاء المناهضين للحرب خلال الحرب العالمية الثانية. كان الاستثناء الأكثر أهمية هو اعتقال الأمريكيين اليابانيين.

#### الاعتقال الأمريكي الياباني

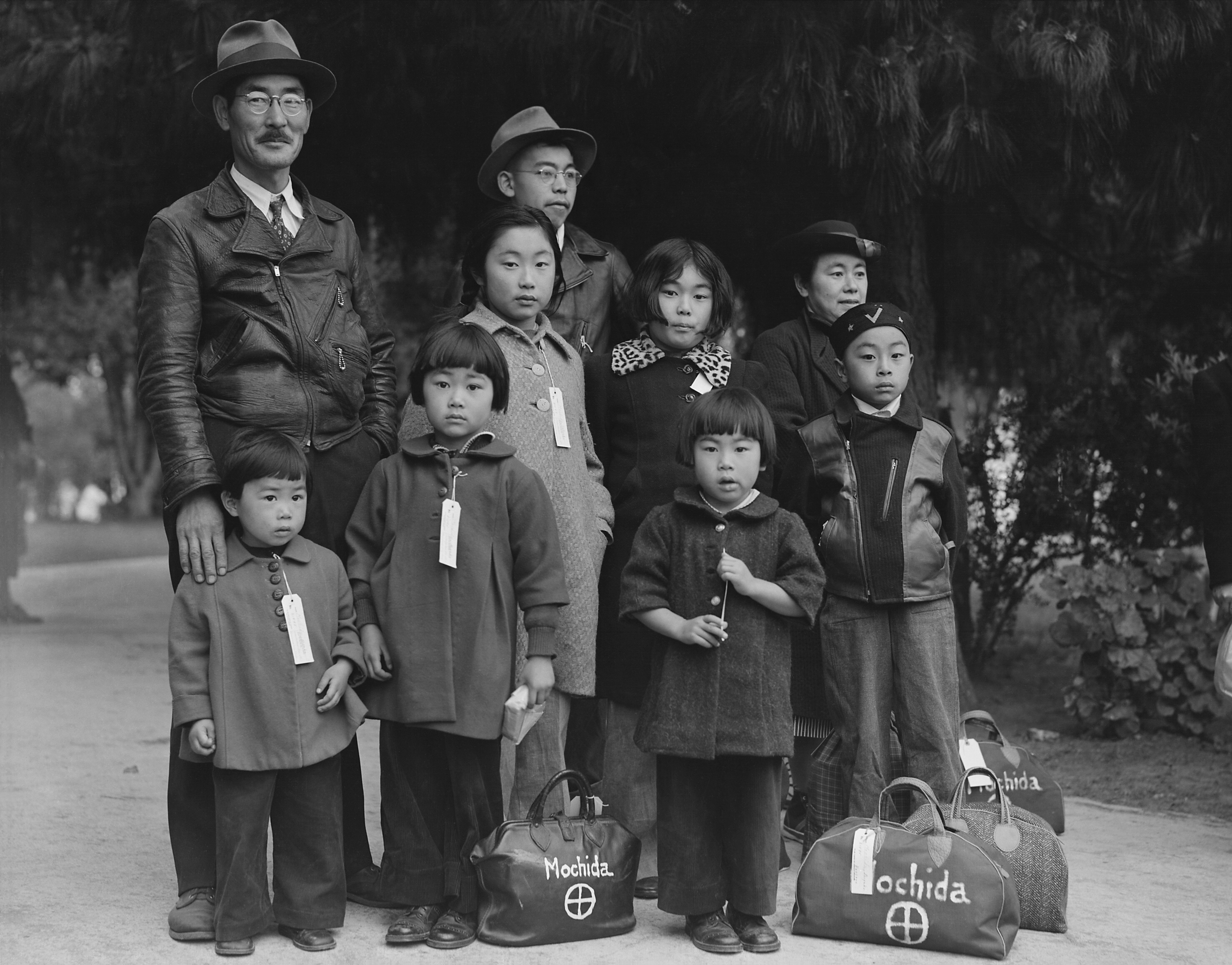
كان اتحاد الحريات المدنية الأمريكي منقسمًا داخليًا عندما تعلق الأمر بالدفاع عن حقوق الأمريكيين اليابانيين الذين تم نقلهم قسراً إلى معسكرات الاعتقال

بعد شهرين من الهجوم الياباني على بيرل هاربور، أذن روزفلت بإنشاء «مناطق حظر» عسكرية بأمر تنفيذي رقم 9066، مما مهد الطريق لاحتجاز جميع الأمريكيين اليابانيين في الساحل الغربي في معسكرات داخلية. بالإضافة إلى Issei غير المواطن (الممنوع من التجنس كأعضاء في عرق «غير قابل للاندماج»)، كان أكثر من ثلثي الذين تم اجتاحتهم مواطنون أمريكيون المولد. احتج الاتحاد الأمريكي للحريات المدنية على الفور أمام روزفلت، وقارن الإجلاء بمعسكرات الاعتقال النازية. كان اتحاد الحريات المدنية هو المنظمة الرئيسية الوحيدة التي اعترضت على خطة الاعتقال،  وكان موقفهم غير مرغوب فيه للغاية، حتى داخل المنظمة. لم يرغب كل قادة اتحاد الحريات المدنية الأمريكي في الدفاع عن الأمريكيين اليابانيين. أراد الموالون لروزفلت، مثل موريس إرنست، دعم جهود روزفلت الحربية، لكن دعاة السلام مثل بالدوين ونورمان توماس شعروا أن الأمريكيين اليابانيين بحاجة إلى الوصول إلى الإجراءات القانونية الواجبة قبل أن يتم سجنهم. في 20 مارس 1942، رسالة إلى روزفلت، دعا بالدوين الإدارة إلى السماح للأمريكيين اليابانيين بإثبات ولائهم في جلسات الاستماع الفردية، واصفًا دستورية الإزالة المخطط لها بأنها «مفتوحة على سؤال خطير». لم تذهب اقتراحاته إلى أي مكان، وأصبحت الآراء داخل المنظمة منقسمة بشكل متزايد عندما بدأ الجيش «إخلاء» الساحل الغربي. في مايو، قام الفصيلان، أحدهما يدفع لمحاربة أوامر الإقصاء التي صدرت حينها، والآخر يؤيد سياسة الرئيس المتمثلة في إبعاد المواطنين الذين «قد يعرض وجودهم للأمن القومي للخطر»، قراراتهما المعارضة للتصويت أمام مجلس الإدارة والقادة الوطنيون لاتحاد الحريات المدنية. قرروا عدم الطعن في إخلاء المواطنين الأمريكيين اليابانيين، وفي 22 يونيو تم إرسال تعليمات إلى فروع الساحل الغربي بعدم دعم القضايا التي جادلت بأن الحكومة ليس لها حق دستوري للقيام بذلك.
كانت مكاتب اتحاد الحريات المدنية على الساحل الغربي أكثر مشاركة بشكل مباشر في معالجة موجة التحيز ضد اليابانيين منذ البداية، حيث كانوا أقرب جغرافيًا إلى هذه القضية، وكانوا يعملون بالفعل على قضايا تتحدى الاستبعاد بحلول هذا الوقت. أنشأ مكتب سياتل، الذي ساعد في دعوى جوردون هيراباياشي، لجنة غير منتسبة لمواصلة العمل الذي بدأه اتحاد الحريات المدنية، بينما في لوس أنجلوس، واصل المحامي آل ويرين تمثيل إرنست كينزو واكاياما ولكن دون معالجة المسائل الدستورية للقضية. (سيفقد ويرين عملاء خاصين بسبب دفاعه عن واكاياما والأمريكيين اليابانيين الآخرين.)  ومع ذلك، رفض فرع سان فرانسيسكو، بقيادة إرنست بيسيج، التوقف عن دعمه لفريد كوريماتسو، الذي تم النظر في قضيته قبل توجيه 22 يونيو، وركز المحامي واين كولينز، بدعم كامل من بيسيج، الدفاع عن عدم شرعية استبعاد كوريماتسو.
أرادت مكاتب الساحل الغربي رفع قضية اختبارية إلى المحكمة، لكنها واجهت صعوبة في العثور على أمريكي ياباني كان مستعدًا لخرق أوامر الاعتقال وقادرًا على تلبية معايير الاتحاد الأمريكي للحريات المدنية لمدعي متعاطف ومتأمر. من بين 120.000 أمريكي ياباني تأثروا بالأمر، لم يطيع سوى 12 شخصًا، وكان كوريماتسو وهيراباياشي واثنان آخران هم المقاومون الوحيدون الذين تم رفع قضاياهم في النهاية إلى المحكمة العليا. هيراباياشي ضد الولايات المتحدة الأمريكية مثُل أمام المحكمة في مايو 1943، وأيد القضاة حق الحكومة في استبعاد الأمريكيين اليابانيين من الساحل الغربي ؛  على الرغم من أنه قد أجبر مكتبه المحلي في لوس أنجلوس في وقت سابق على التوقف عن مساعدة هيراباياشي، فقد تبرع اتحاد الحريات المدنية الأمريكي بمبلغ 1000 دولار للقضية (أكثر من ثلث الميزانية الإجمالية للفريق القانوني) وقدم موجزًا صديقًا . قدم بيسيج، غير راضٍ عن دفاع مروض أوزموند فرانكل، موجزًا إضافيًا صديقًا تناول بشكل مباشر الحقوق الدستورية لهيراباياشي. في غضون ذلك، عمل آل ويرين كأحد المحامين في قضية ياسوي ضد. الولايات المتحدة (تم البت في قضية حيراباياشي في نفس اليوم، وبنفس النتائج)، لكنه احتفظ بحججه ضمن الحدود التي وضعها المكتب الوطني. القضية الوحيدة التي تلقت حكمًا إيجابيًا، من جانب إندو، كانت مدعومة أيضًا بموجزين صديقين من اتحاد الحريات المدنية، أحدهما من فرانكل الأكثر تحفظًا والآخر من واين كولينز المفترض.
كوريماتسو v. الولايات المتحدة الأمريكية ثبت أنها الأكثر إثارة للجدل من بين هذه الحالات، حيث رفض بيسيج وكولينز الانصياع لضغوط المكتب الوطني لاتحاد الحريات المدنية لمتابعة القضية دون الطعن في حق الحكومة في إبعاد المواطنين من منازلهم. هدد مجلس إدارة الاتحاد الأمريكي للحريات المدنية بإلغاء الانتماء الوطني لفرع سان فرانسيسكو، بينما حاول بالدوين دون جدوى إقناع كولينز بالتنحي حتى يتمكن من استبداله كمحامي رئيسي في القضية. في النهاية وافق كولينز على عرض القضية جنبًا إلى جنب مع تشارلز هورسكي، على الرغم من أن حججهم أمام المحكمة العليا ظلت قائمة على عدم دستورية أمر الاستبعاد الذي خالفه كوريماتسو. تم الفصل في القضية في ديسمبر 1944، عندما أيدت المحكمة مرة أخرى حق الحكومة في نقل الأمريكيين اليابانيين،  على الرغم من إلغاء إدانات كوريماتسو وهيراباياشي وياسوي في وقت لاحق في إجراءات كورام نوبيس في الثمانينيات.
كان المكتب الوطني لاتحاد الحريات المدنية أكثر ترددًا في الدفاع عن المتظاهرين المناهضين للحرب. أصدرت غالبية أعضاء مجلس الإدارة قرارًا في عام 1942 أعلن أن اتحاد الحريات المدنية الأمريكي غير راغب في الدفاع عن أي شخص يتدخل في المجهود الحربي للولايات المتحدة. ومن ضمن هذه المجموعة الآلاف من نيسي الذين تخلوا عن جنسيتهم الأمريكية أثناء الحرب لكنهم أعربوا فيما بعد عن أسفهم للقرار وحاولوا إلغاء طلباتهم «للعودة إلى الوطن». (عدد كبير ممن كان من المقرر أن «يعودوا» إلى اليابان لم يذهبوا إلى البلاد في الواقع، وكانوا في الواقع قد تم ترحيلهم بدلاً من إعادتهم إلى أوطانهم.) قام إرنست بيسيج في عام 1944 بزيارة مركز وحدة بحيرة تولي ، الحرب العالمية الثانية ، فالور في النصب التذكاري الوطني للمحيط الهادئ، حيث تركز غالبية هؤلاء «المرتدين»، وبعد ذلك قام بتجنيد مساعدة واين كولينز في رفع دعوى قضائية نيابة عنهم، بحجة أن التنازل قد تم بالإكراه. منعت المنظمة الوطنية الفروع المحلية من تمثيل المرتدين، مما أجبر كولينز على متابعة القضية بمفرده، على الرغم من أن بيسيج ومكتب شمال كاليفورنيا قدموا بعض الدعم.
خلال زيارته عام 1944 لبحيرة تول، كان بيسيج على دراية أيضًا بحاجز تم تشييده على عجل حيث يتعرض المعتقلون الأمريكيون اليابانيون بشكل روتيني لمعاملة وحشية واحتجازهم لعدة أشهر دون اتباع الإجراءات القانونية الواجبة. منع مكتب الاتحاد الأمريكي للحريات المدنية بيسيج من التدخل نيابة عن سجناء الحاجز أو حتى زيارة معسكر تول ليك دون موافقة خطية مسبقة من بالدوين. غير قادر على المساعدة مباشرة، لجأ بيسيج إلى واين كولينز للحصول على المساعدة. كولينز، باستخدام التهديد ببدلات المثول أمام المحكمة، تمكن من إغلاق الحاجز. بعد عام، بعد أن علم أن الحاجز قد أعيد تأسيسه، عاد إلى المخيم وأغلقه نهائيًا.

#### نهاية الحرب العالمية الثانية عام 1945
عندما انتهت الحرب في عام 1945، كان اتحاد الحريات المدنية يبلغ من العمر 25 عامًا، وحقق مجموعة رائعة من الانتصارات القانونية. أرسل الرئيس هاري س. ترومان برقية تهنئة إلى الاتحاد الأمريكي للحريات المدنية بمناسبة الذكرى السنوية الخامسة والعشرين لتأسيسه. تغيرت المواقف الأمريكية منذ الحرب العالمية الأولى، وتم التسامح مع معارضة الأقليات بمزيد من الاستعداد. حظيت شرعة الحقوق باحترام أكبر، وأصبحت حقوق الأقليات أكثر انتشارًا. خلال مؤتمرهم السنوي لعام 1945، قام قادة الاتحاد الأمريكي للحريات المدنية بتكوين قائمة بقضايا الحقوق المدنية الهامة للتركيز عليها في المستقبل، وتضمنت القائمة التمييز العنصري والفصل بين الكنيسة والدولة.
دعم اتحاد الحريات المدنية الأمريكي المتهمين الأمريكيين من أصل أفريقي في قضية شيلي ضد كريمر، عندما حاولوا احتلال منزل كانوا قد اشتروه في حي كان فيه مواثيق سكن مقيدة عنصريًا. فاز المشترون الأمريكيون من أصل أفريقي بالقضية في عام 1945.

### حقبة الحرب الباردة
سيطرت المشاعر المعادية للشيوعية على الولايات المتحدة خلال الحرب الباردة التي بدأت في عام 1946. تسببت التحقيقات الفيدرالية في فقدان العديد من الأشخاص ذوي الانتماءات الشيوعية أو اليسارية وظائفهم، أو إدراجهم في القائمة السوداء، أو سجنهم. خلال الحرب الباردة، على الرغم من أن الولايات المتحدة تجاهلت بشكل جماعي الحقوق المدنية للشيوعيين، والحريات المدنية الأخرى – مثل الإجراءات القانونية الواجبة والفصل بين الكنيسة والدولة – استمرت في التعزيز وحتى التوسع.
كان اتحاد الحريات المدنية منقسما داخليا عندما طرد الشيوعيين من قيادته في عام 1940، واستمر هذا التناقض عندما قرر الدفاع عن الشيوعيين المزعومين خلال أواخر الأربعينيات. كان بعض قادة اتحاد الحريات المدنية مناهضين للشيوعية، وشعروا أن اتحاد الحريات المدنية لا ينبغي أن يدافع عن أي ضحايا. شعر بعض قادة اتحاد الحريات المدنية الأمريكي أن الشيوعيين يستحقون حماية حرية التعبير، ويجب على اتحاد الحريات المدنية أن يدافع عنهم. كان قادة آخرون لاتحاد الحريات المدنية غير متأكدين من التهديد الذي يشكله الشيوعيون، وحاولوا التوصل إلى حل وسط بين الطرفين. استمرت هذه الحالة المتناقضة حتى عام 1954، عندما ساد فصيل الحريات المدنية، مما أدى إلى استقالة معظم القادة المناهضين للشيوعية.
في عام 1947، أصدر الرئيس ترومان الأمر التنفيذي رقم 9835، الذي أنشأ برنامج الولاء الفيدرالي. سمح هذا البرنامج للمدعي العام بإنشاء قائمة بالمنظمات التي تم اعتبارها تخريبية. كان أي ارتباط بهذه البرامج أساسًا لمنع الشخص من العمل. لم يتم إخطار المنظمات المدرجة في القائمة بأنه تم النظر في إدراجها في القائمة، ولم تتح لها الفرصة لتقديم حجج مضادة ؛ ولم تفصح الحكومة عن أي أساس واقعي لإدراجها في القائمة. على الرغم من أن قيادة الاتحاد الأمريكي للحريات المدنية كانت منقسمة حول ما إذا كان يجب تحدي برنامج الولاء الفيدرالي، فقد تم إجراء بعض التحديات بنجاح.
في عام 1947 أيضًا، استدعت لجنة الأنشطة غير الأمريكية التابعة لمجلس النواب (HUAC) عشرة مخرجين وكتاب من هوليوود، هوليوود تين، بهدف مطالبتهم بالتعرف على الشيوعيين، لكن الشهود رفضوا الإدلاء بشهاداتهم. تم سجنهم جميعًا بتهمة ازدراء الكونغرس. دعم اتحاد الحريات المدنية نداءات العديد من الفنانين، لكنه خسر في الاستئناف. أصيبت مؤسسة هوليوود بالذعر بعد جلسات الاستماع في HUAC، وأنشأت قائمة سوداء تمنع أي شخص لديه روابط يسارية من العمل. دعم اتحاد الحريات المدنية الأمريكي الطعون القانونية على القائمة السوداء، لكن تلك التحديات باءت بالفشل. كان اتحاد الحريات المدنية الأمريكي أكثر نجاحًا بجهد تعليمي ؛ وصف تقرير عام 1952 القضاة والمستشارين، الذي أعد بتوجيه من اتحاد الحريات المدنية الأمريكي ردًا على القائمة السوداء للممثلة جان موير، الإجراءات غير العادلة وغير الأخلاقية وراء عملية الإدراج في القائمة السوداء، وساعدت تدريجياً في قلب الرأي العام ضد المكارثية.

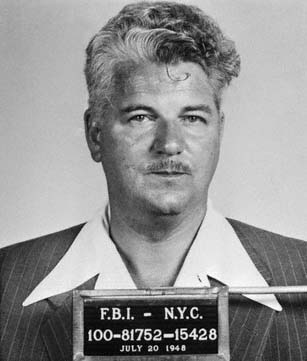
اختار اتحاد الحريات المدنية الأمريكي عدم دعم يوجين دينيس أو غيره من قادة الحزب الشيوعي الأمريكي، وقد سُجنوا جميعًا، جنبًا إلى جنب مع محاميهم

استهدفت الحكومة الفيدرالية الحزب الشيوعي الأمريكي بشكل مباشر في عام 1948 عندما وجهت الاتهام إلى كبار قادة الحزب الإثني عشر في محاكمة فولي سكوير. توقفت القضية على ما إذا كانت مجرد العضوية في حزب سياسي شمولي كافية أم لا لاستنتاج أن الأعضاء دافعوا عن الإطاحة بحكومة الولايات المتحدة. اختار اتحاد الحريات المدنية عدم تمثيل أي من المتهمين، وأدينوا جميعًا وحُكم عليهم بالسجن لمدة تتراوح بين ثلاث وخمس سنوات. تم الاستشهاد بمحامي الدفاع عنهم جميعًا بتهمة الازدراء، وتم سجنهم وفُصلوا من عضويتهم. عندما أدانت الحكومة أعضاء آخرين في الحزب، لم يتمكن المتهمون من العثور على محامين لتمثيلهم. احتج الشيوعيون خارج قاعة المحكمة. تم تقديم مشروع قانون لحظر الاعتصامات في المحاكم في الكونغرس، وأيد اتحاد الحريات المدنية الأمريكي قانون مكافحة الاعتصامات.
قام اتحاد الحريات المدنية الأمريكي، في تغيير رأيه، بدعم قادة الحزب أثناء عملية الاستئناف. أيدت المحكمة العليا الإدانات في قرار قضية دينيس ضد الولايات المتحدة بتخفيف متطلبات حرية التعبير من اختبار «خطر واضح وقائم» إلى اختبار «خطير ومحتمل». وأصدر اتحاد الحريات المدنية الأمريكي إدانة علنية لقرار دينيس وقرر محاربته. كان أحد أسباب دعم المحكمة العليا لتشريعات الحرب الباردة وفاة قاضيي المحكمة العليا فرانك مورفي وويلي روتليدج في عام 1949، تاركين هوغو بلاك وويليام أو دوغلاس باعتبارهما الحريات المدنية الوحيدين المتبقيين في المحكمة.
وقد مهد قرار دينيس الطريق لمحاكمة مئات من أعضاء الحزب الشيوعي الآخرين. دعم اتحاد الحريات المدنية الأمريكي العديد من الشيوعيين خلال مناشداتهم (على الرغم من أن معظم المبادرة نشأت مع فروع محلية لاتحاد الحريات المدنية، وليس المقر الوطني) ولكن تم تأييد معظم الإدانات. شعرت الشركتان المنتسبتان في كاليفورنيا، على وجه الخصوص، أن المقر الوطني لاتحاد الحريات المدنية لا يدعم الحريات المدنية بقوة كافية، وشرعوا في قضايا الحرب الباردة أكثر مما فعل المقر الوطني.
كما تحدى اتحاد الحريات المدنية الأمريكي العديد من متطلبات قسم الولاء في جميع أنحاء البلاد، لكن المحاكم أيدت معظم قوانين قسم الولاء. تحدى المنتسبون لاتحاد الحريات المدنية في كاليفورنيا قسم الولاء الخاص بولاية كاليفورنيا. أيدت المحكمة العليا، حتى عام 1957، كل القوانين التي قيدت حريات الشيوعيين.
على الرغم من أن الاتحاد الأمريكي للحريات المدنية قلص دفاعه عن الشيوعيين خلال الحرب الباردة، إلا أنه لا يزال يتعرض لانتقادات شديدة باعتباره «جبهة» للشيوعية. ومن بين النقاد الفيلق الأمريكي، والسناتور جوزيف مكارثي، و HUAC، و FBI. كان العديد من قادة اتحاد الحريات المدنية متعاطفين مع مكتب التحقيقات الفيدرالي، ونتيجة لذلك، نادراً ما حقق اتحاد الحريات المدنية في أي من الشكاوى العديدة التي تزعم إساءة استخدام السلطة من قبل مكتب التحقيقات الفيدرالي خلال الحرب الباردة.
في عام 1950، دافع ريموند ل. وايز، عضو مجلس إدارة الاتحاد الأمريكي للحريات المدنية 1933-1951، عن ويليام بيرل، أحد الجواسيس الآخرين المتورطين في قضايا التجسس الذري (التي اشتهرت بإعدام يوليوس روزنبرغ وإثيل روزنبرغ).

### التغيير التنظيمي
في عام 1950، طلب مجلس إدارة اتحاد الحريات المدنية الأمريكي من المدير التنفيذي بالدوين الاستقالة، حيث شعر أنه يفتقر إلى المهارات التنظيمية لقيادة المنظمة الأعضاء البالغ عددها 9000 (والمتنامية). اعترض بالدوين، لكن أغلبية أعضاء مجلس الإدارة اختاروا إقالته من المنصب، وتم استبداله باتريك مورفي مالين . بتوجيه من مالين، تضاعفت العضوية ثلاث مرات إلى 30.000 بحلول عام 1955 – بداية فترة 24 عامًا من النمو المستمر أدت إلى 275000 عضو في عام 1974. كما ترأس مالين أيضًا توسعًا في الشركات المحلية التابعة لاتحاد الحريات المدنية.
أصبح اتحاد الحريات المدنية، الذي كانت تسيطر عليه نخبة من بضع عشرات من سكان نيويورك، أكثر ديمقراطية في الخمسينيات. في عام 1951، عدل اتحاد الحريات المدنية لوائحه الداخلية للسماح للشركات التابعة المحلية بالمشاركة مباشرة في التصويت على قرارات سياسة اتحاد الحريات المدنية. تم إنشاء مؤتمر نصف سنوي، مفتوح لجميع الأعضاء، في نفس العام، وفي العقود اللاحقة أصبح منبرًا للأعضاء النشطاء، الذين اقترحوا اتجاهات جديدة لاتحاد الحريات المدنية، بما في ذلك حقوق الإجهاض، وعقوبة الإعدام، وحقوق فقير.

### عصر المكارثية

في الخمسينيات من القرن الماضي، اختار الاتحاد الأمريكي للحريات المدنية عدم دعم بول روبسون وغيره من المتهمين اليساريين، وهو قرار سيواجه انتقادات شديدة في المستقبل.

خلال أوائل الخمسينيات من القرن الماضي، واصل الاتحاد الأمريكي للحريات المدنية توجيه مسار معتدل خلال الحرب الباردة. عندما رُفض جواز سفر المغني اليساري بول روبسون عام 1950، على الرغم من عدم اتهامه بأي أعمال غير قانونية، اختار اتحاد الحريات المدنية عدم الدفاع عنه. عكس الاتحاد الأمريكي للحريات المدنية موقفه في وقت لاحق، ودعم ويليام ورثي وروكويل كينت في قضايا مصادرة جوازات السفر، مما أدى إلى انتصارات قانونية في أواخر الخمسينيات.
ردًا على مطاردة الساحرات الشيوعية، اختار العديد من الشهود والموظفين استخدام التعديل الخامس للحماية ضد تجريم الذات لتجنب إفشاء معلومات حول معتقداتهم السياسية. رداً على ذلك، وضعت الوكالات الحكومية والمنظمات الخاصة سياسات استنتجت عضوية الحزب الشيوعي لكل من استند إلى التعديل الخامس. كان اتحاد الحريات المدنية الأمريكي منقسمًا حول ما إذا كان يجب الدفاع عن الموظفين الذين تم فصلهم لمجرد تقديمهم التعديل الخامس، لكن الشركة التابعة في نيويورك ساعدت بنجاح المعلم هاري سلوتشوير في قضيته أمام المحكمة العليا التي عكست إنهاء خدمته.
أصبحت قضية التعديل الخامس حافزًا لحدث فاصل في عام 1954، والذي حل أخيرًا تناقض اتحاد الحريات المدنية الأمريكي من خلال طرد المناهضين للشيوعية من قيادة اتحاد الحريات المدنية. في عام 1953، اقترح المناهضون للشيوعية، بقيادة نورمان توماس وجيمس فلاي، مجموعة من القرارات التي استنتجت ذنب الأشخاص الذين استندوا إلى التعديل الخامس. كانت هذه القرارات هي الأولى التي تندرج ضمن القواعد التنظيمية الجديدة لاتحاد الحريات المدنية التي تسمح للمنتسبين المحليين بالمشاركة في التصويت ؛ وانتخب المنتسبون أصواتهم على المقار الوطنية ورفضوا القرارات المناهضة للشيوعية. رفض القادة المناهضون للشيوعية قبول نتائج التصويت، وطرحوا القضية للمناقشة مرة أخرى في المؤتمر نصف السنوي لعام 1954. هاجم فرانك جراهام، عضو اتحاد الحريات المدنية الأمريكي، رئيس جامعة نورث كارولينا، مناهضي الشيوعية باقتراح مضاد، والذي ذكر أن اتحاد الحريات المدنية الأمريكي «يقف ضد الجرم بالتبعية، والحكم عن طريق الاتهام، وانتهاك خصوصية الآراء الشخصية والمعتقدات وخلط المخالفين مع عدم الولاء». واصل المناهضون للشيوعية محاربة اقتراح جراهام، لكنهم كانوا يفوقون عددهم من قبل المنتسبين. استسلم المناهضون للشيوعية أخيرًا وغادروا مجلس الإدارة في أواخر 1954 و 1955، منهينًا فترة ثماني سنوات من التناقض داخل صفوف قيادة اتحاد الحريات المدنية. بعد ذلك، واصل الاتحاد الأمريكي للحريات المدنية تصميمًا أقوى ضد تشريعات الحرب الباردة المناهضة للشيوعية. يعتبر الكثيرون الفترة الممتدة من قرار 1940 (وتطهير إليزابيث فلين) إلى استقالة القادة المناهضين للشيوعية عام 1954 حقبة تخلى فيها اتحاد الحريات المدنية الأمريكي عن مبادئه الأساسية.
تراجعت المكارثية في أواخر عام 1954 بعد أن قام الصحفي التلفزيوني إدوارد آر مورو وآخرون بتوبيخ مكارثي علانية. أدت الخلافات حول وثيقة الحقوق التي ولّدتها الحرب الباردة إلى حقبة جديدة في الحريات المدنية الأمريكية. في عام 1954، في قضية براون ضد. مجلس التعليم، ألغت المحكمة العليا بالإجماع الفصل بين المدارس الذي أقرته الدولة، وبعد ذلك سيطر طوفان من انتصارات الحقوق المدنية على المشهد القانوني.
منحت المحكمة العليا اتحاد الحريات المدنية انتصارين رئيسيين في عام 1957، في قضية واتكينز ضد. الولايات المتحدة وياتس ضد. الولايات المتحدة، وكلاهما قوض قانون سميث ومثل بداية نهاية التحقيقات في عضوية الحزب الشيوعي. في عام 1965، أصدرت المحكمة العليا بعض القرارات، بما في ذلك في قضية لامونت ضد مدير مكتب البريد (الذي كان المدعي فيه كورليس لامونت، عضو سابق في مجلس إدارة الاتحاد الأمريكي للحريات المدنية)، والذي أيد حماية التعديل الخامس ووضع حدًا للقيود المفروضة على النشاط السياسي.

## الستينيات
كان العقد من 1954 إلى 1964 أنجح فترة في تاريخ اتحاد الحريات المدنية. ارتفعت العضوية من 30.000 إلى 80.000، وبحلول عام 1965 كان لديها فروع في سبعة عشر ولاية. خلال المؤتمر نصف السنوي لـ ACLU في كولورادو في عام 1964، أصدرت المحكمة العليا أحكامًا بشأن ثماني قضايا شارك فيها اتحاد الحريات المدنية ؛ ساد اتحاد الحريات المدنية في سبعة من الثمانية. لعب اتحاد الحريات المدنية الأمريكي دورًا في قرارات المحكمة العليا التي تقلل من الرقابة على الأدب والفنون، وحماية حرية تكوين الجمعيات، وحظر الفصل العنصري، واستبعاد الدين من المدارس العامة، وتوفير الإجراءات القانونية الواجبة للمشتبه فيهم جنائيين. نشأ نجاح اتحاد الحريات المدنية من تغيير المواقف العامة ؛ كان الشعب الأمريكي أكثر تعليماً، وأكثر تسامحاً، وأكثر استعداداً لقبول السلوك غير التقليدي.

### الفصل بين الكنيسة والدولة

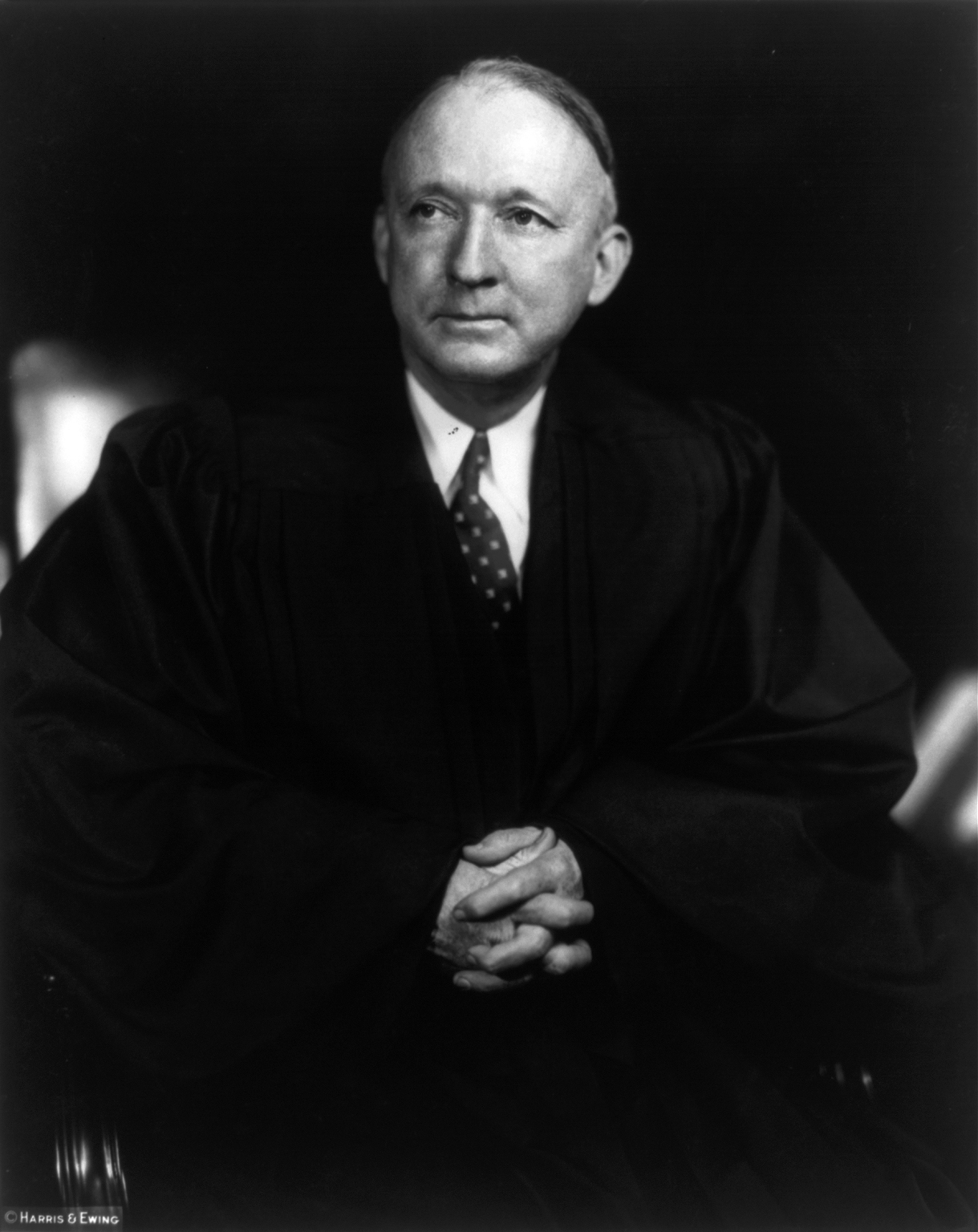
غالبًا ما أيد قاضي المحكمة العليا هوغو بلاك موقف اتحاد الحريات المدنية الأمريكي بشأن الفصل بين الكنيسة والدولة

نشأت المعارك القانونية المتعلقة بالفصل بين الكنيسة والدولة في القوانين التي يرجع تاريخها إلى عام 1938 والتي تطلبت تعليمًا دينيًا في المدرسة، أو قدمت تمويلًا حكوميًا للمدارس الدينية. كانت الكنيسة الكاثوليكية من أبرز المؤيدين لمثل هذه القوانين. وكان المعارضون الرئيسيون («الانفصاليون») هم اتحاد الحريات المدنية، والأمريكيون المتحدون من أجل الفصل بين الكنيسة والدولة، والكونغرس اليهودي الأمريكي . قاد اتحاد الحريات المدنية الأمريكي التحدي في قضية إيفرسون ضد إيفرسون عام 1947 . قضية مجلس التعليم، التي كتب فيها القاضي هوغو بلاك «أقام التعديل الأول جدارًا بين الكنيسة والدولة. . . . يجب أن يظل هذا الجدار مرتفعًا ومنيعًا». لم يكن من الواضح ما إذا كانت وثيقة الحقوق تمنع حكومات الولايات من دعم التعليم الديني، وقدم مؤيدو الدين حججًا قانونية قوية، بحجة أن المحكمة العليا لا ينبغي أن تكون بمثابة «مجلس مدرسة وطني»، وأن الدستور لا يحكم القضايا الاجتماعية. ومع ذلك، فإن اتحاد الحريات المدنية الأمريكي وغيره من المدافعين عن الفصل بين الكنيسة والدولة أقنعوا المحكمة بإعلان مثل هذه الأنشطة غير دستورية. كتب المؤرخ صمويل ووكر أن «التأثير الأكبر لاتحاد الحريات المدنية على الحياة الأمريكية» كان دوره في إقناع المحكمة العليا بـ «دسترة» الكثير من الخلافات العامة.
في عام 1948، ساد اتحاد الحريات المدنية في قضية McCollum v. قضية مجلس التعليم، والتي طعنت في الفصول الدينية بالمدارس العامة التي يدرسها رجال الدين مدفوعة الأجر من الأموال الخاصة. وربح اتحاد الحريات المدنية الأمريكي أيضًا قضايا تمثل تحديًا للمدارس في نيومكسيكو والتي تم تدريسها من قبل رجال الدين وكان بها صلبان معلقة في الفصول الدراسية. في الستينيات، وجه اتحاد الحريات المدنية، استجابة لإصرار الأعضاء، اهتمامه إلى الترويج للدين داخل الصف. في عام 1960، تضمنت 42 بالمائة من المدارس الأمريكية قراءة الكتاب المقدس. في عام 1962، نشر الاتحاد الأمريكي للحريات المدنية بيانًا سياسيًا يدين الصلاة في المدرسة، والاحتفال بالأعياد الدينية، وقراءة الكتاب المقدس. ووافقت المحكمة العليا على موقف اتحاد الحريات المدنية الأمريكي، عندما حظرت الصلاة داخل المدرسة في نيويورك في عام 1962 إنجل ضد. قرار فيتالي . تمردت الفصائل الدينية في جميع أنحاء البلاد ضد قرارات مناهضة الصلاة، مما دفعهم إلى اقتراح التعديل الدستوري للصلاة المدرسية، والذي أعلن أن الصلاة في المدرسة قانونية. شارك اتحاد الحريات المدنية في جهود الضغط ضد التعديل، وفشل تصويت الكونغرس عام 1966 على التعديل في الحصول على أغلبية الثلثين المطلوبة.
ومع ذلك، لم تكن كل القضايا انتصارات. خسر اتحاد الحريات المدنية الأمريكي قضايا في عامي 1949 و 1961 والتي تحدت قوانين الدولة التي تتطلب إغلاق الشركات التجارية يوم الأحد، يوم السبت المسيحي. لم تقم المحكمة العليا مطلقًا بإلغاء مثل هذه القوانين، على الرغم من أن بعض الولايات ألغت لاحقًا العديد من القوانين تحت ضغط من المصالح التجارية.

### حرية التعبير
خلال الأربعينيات والخمسينيات من القرن الماضي، واصل اتحاد الحريات المدنية معركته ضد الرقابة على الفن والأدب. في عام 1948، تلقت الشركة التابعة لاتحاد الحريات المدنية في نيويورك نتائج متباينة من المحكمة العليا، حيث فازت باستئناف كارل جاكوب كونز، الذي أدين للتحدث دون تصريح من الشرطة، لكنه خسر استئناف إيرفينغ فاينر الذي تم اعتقاله لمنع حدوث خرق. السلام، بناءً على خطبته التي تندد بالرئيس ترومان والفيلق الأمريكي. خسر اتحاد الحريات المدنية الأمريكية قضية جوزيف بوهارنايس، الذي تم القبض عليه بتهمة التشهير الجماعي عندما وزع مؤلفات تشكك في شخصية الأمريكيين الأفارقة.
حظرت المدن في جميع أنحاء أمريكا بشكل روتيني الأفلام لأنها اعتبرت «ضارة» أو «مسيئة» أو «غير أخلاقية» – الرقابة التي تم التصديق عليها من قبل عام 1915. في قضية شركة ميوتشوال فيلم ضد اللجنة الصناعية بولاية أوهايو قرار المحكمة العليا في أوهايو الذي اعتبر الأفلام مجرد تجارة، ولا يستحق حماية التعديل الأول. تم حظر فيلم ذا ميركل في نيويورك في عام 1951، بناءً على طلب من الكنيسة الكاثوليكية، لكن اتحاد الحريات المدنية الأمريكي (ACLU) أيد موزع الفيلم في استئناف الحظر، وحقق انتصارًا كبيرًا في قرار 1952 جوزيف بورستين ضد ويلسون. قادت الكنيسة الكاثوليكية الجهود طوال الخمسينيات من القرن الماضي في محاولة لإقناع المدعين المحليين بحظر الكتب والأفلام المختلفة، مما أدى إلى صراع مع اتحاد الحريات المدنية عندما نشر الاتحاد الأمريكي للحريات المدنية بيانًا يدين تكتيكات الكنيسة. دافعت الإجراءات القانونية الإضافية التي اتخذها اتحاد الحريات المدنية الأمريكي بنجاح عن أفلام مثل M و لا روند، مما أدى في نهاية المطاف إلى تفكيك الرقابة على الأفلام. استمرت هوليوود في استخدام الرقابة الذاتية مع قانون الإنتاج الخاص بها، ولكن في عام 1956 دعا اتحاد الحريات المدنية هوليوود إلى إلغاء القانون.
دافع اتحاد الحريات المدنية الأمريكي عن فناني جيل الإيقاع، بمن فيهم ألين جينسبيرغ الذي حوكم بسبب قصيدته «العواء»؛ و – في حالة غير تقليدية – ساعد اتحاد الحريات المدنية الأمريكي مقهى في استعادة رخصة مطعمه التي تم إلغاؤها لأن عملاء بيت كانوا يزعجون السلام والهدوء في الحي.
خسر اتحاد الحريات المدنية الأمريكي قضية مهمة تتعلق بالرقابة على الصحافة عندما أيدت المحكمة العليا في عام 1957 إدانة الناشر صمويل روث بالفحش لتوزيعه مجلات للبالغين. في أواخر عام 1953، كانت الكتب مثل مدار السرطان و من هنا إلى الخلود لا تزال محظورة. لكن المعايير العامة سرعان ما أصبحت أكثر ليبرالية على الرغم من الستينيات، وكان من الصعب تحديد الفحش، لذلك بحلول عام 1971 توقفت الملاحقات القضائية بتهمة الفحش.

### التمييز العنصري
كان أحد الجوانب الرئيسية لتقدم الحريات المدنية بعد الحرب العالمية الثانية هو التراجع عن قرون من العنصرية في الحكومات الفيدرالية وحكومات الولايات والحكومات المحلية – جهد مرتبط بشكل عام بحركة الحقوق المدنية . عملت العديد من منظمات الحريات المدنية معًا من أجل التقدم، بما في ذلك الرابطة الوطنية لتقدم الملونين (NAACP)، والاتحاد الأمريكي للحريات المدنية، والكونغرس اليهودي الأمريكي . تولى الرابطة الوطنية لتقدم الملونين المسؤولية الأساسية عن قضايا المحكمة العليا (غالبًا بقيادة محامي الرابطة الوطنية لتقدم الملونين الرئيسي ثورغود مارشال)، مع تركيز الاتحاد الأمريكي للحريات المدنية على سوء سلوك الشرطة، ودعم الرابطة الوطنية لتقدم الملونين بموجزات صديقة . حقق الرابطة الوطنية لتقدم الملونين انتصارًا رئيسيًا في عام 1950 مع قرار هندرسون ضد الولايات المتحدة الذي أنهى الفصل العنصري في النقل بالحافلات والسكك الحديدية بين الولايات.
في عام 1954، قدم اتحاد الحريات المدنية الاتحاد الأمريكي للحريات المدنية مذكرة صديقة في قضية براون ضد مجلس التعليم، مما أدى إلى حظر الفصل العنصري في المدارس الحكومية الأمريكية. أقامت الولايات الجنوبية حملة مطاردة على غرار المكارثية ضد الرابطة الوطنية لتقدم الملونين، في محاولة لإجبارها على الكشف عن قوائم العضوية. لم يقتصر كفاح اتحاد الحريات المدنية الأمريكي ضد العنصرية على التمييز العنصري. في عام 1964، قدم الاتحاد الأمريكي للحريات المدنية دعمًا رئيسيًا للمدعين، وخاصة من سكان الحضر ذوي الدخل المنخفض، في قضية رينولدز ضد سيمز، التي تطلبت من الولايات إنشاء الدوائر الانتخابية وفقًا لمبدأ «شخص واحد، صوت واحد».

### سوء سلوك الشرطة
عالج اتحاد الحريات المدنية الأمريكي بانتظام قضايا سوء سلوك الشرطة، بدءًا من قضية باول ضد. ألاباما (الحق في الاستعانة بمحام)، بما في ذلك قضية Betts v. برادي (الحق في الاستعانة بمحام)، وقضية روشين عام 1951 . كاليفورنيا (ضخ المعدة اللاإرادي). في أواخر الأربعينيات من القرن الماضي، أنشأ العديد من المنتسبين المحليين لاتحاد الحريات المدنية لجانًا دائمة لمعالجة قضايا الشرطة. خلال الخمسينيات والستينيات من القرن الماضي، كان اتحاد الحريات المدنية الأمريكي (ACLU) مسؤولاً بشكل كبير عن تعزيز الحماية القانونية ضد سوء سلوك الشرطة. كانت الشركة التابعة لفيلادلفيا مسؤولة عن التسبب في قيام مدينة فيلادلفيا، في عام 1958، بإنشاء أول مجلس مراجعة للشرطة المدنية في البلاد. في عام 1959، نشر فرع إلينوي أول تقرير في البلاد بعنوان «الاعتقال السري من قبل شرطة شيكاغو»، والذي وثق الاحتجاز غير القانوني من قبل الشرطة.
جاءت بعض أكثر نجاحات اتحاد الحريات المدنية شهرة في الستينيات، عندما انتصر اتحاد الحريات المدنية في سلسلة من القضايا التي حدت من قوة الشرطة في جمع الأدلة ؛ في عام 1961 ماب ضد. أوهايو، طلبت المحكمة العليا من الولايات الحصول على مذكرة قبل تفتيش منزل الشخص. جدعون ضد. قدم قرار قضية جدعون ضد وينرايت في عام 1963 التمثيل القانوني للمعوزين. في عام 1964، أقنع الاتحاد الأمريكي للحريات المدنية المحكمة، في إسكوبيدو ضد. إلينوي، للسماح للمشتبه بهم بحضور محام أثناء الاستجواب. وفي عام 1966، ميراندا ضد. طلب القرار الفيدرالي في ولاية أريزونا من الشرطة إخطار المشتبه بهم بحقوقهم الدستورية، والتي تم تمديدها لاحقًا لتشمل الأحداث في العام التالي في قرار غولت الفيدرالي (1967). على الرغم من أن العديد من مسؤولي إنفاذ القانون انتقدوا اتحاد الحريات المدنية الأمريكي لتوسيعه حقوق المشتبه بهم، إلا أن ضباط الشرطة أنفسهم استغلوا اتحاد الحريات المدنية. على سبيل المثال، عندما مثل اتحاد الحريات المدنية الأمريكي رجال شرطة مدينة نيويورك في دعواهم القضائية التي اعترضت على عمليات البحث في خزانات مكان العمل. في أواخر الستينيات، ألغيت مجالس المراجعة المدنية في مدينة نيويورك وفيلادلفيا، بسبب اعتراض اتحاد الحريات المدنية.

### ثورة الحريات المدنية في الستينيات
كانت الستينيات حقبة مضطربة في الولايات المتحدة، وشهد الاهتمام العام بالحريات المدنية نموًا هائلاً. غالبًا ما قاد الشباب أعمال الحريات المدنية في الستينيات، واستخدموا غالبًا تكتيكات مثل الاعتصامات والمسيرات. غالبًا ما كانت الاحتجاجات سلمية، لكنها استخدمت في بعض الأحيان تكتيكات متشددة. لعب اتحاد الحريات المدنية الأمريكي دورًا مركزيًا في جميع مناقشات الحريات المدنية الرئيسية في الستينيات، بما في ذلك المجالات الجديدة مثل حقوق المثليين وحقوق السجناء والإجهاض وحقوق الفقراء وعقوبة الإعدام. زادت العضوية في اتحاد الحريات المدنية من 52000 في بداية العقد، إلى 104000 في عام 1970. في عام 1960، كانت هناك شركات تابعة في سبع ولايات، وبحلول عام 1974 كانت هناك شركات تابعة في 46 ولاية. خلال الستينيات، خضع الاتحاد الأمريكي للحريات المدنية لتكتيكات تحول رئيسية. لقد حولت التركيز من الاستئنافات القانونية (التي تشمل عمومًا موجزات صديقة مقدمة إلى المحكمة العليا) إلى التمثيل المباشر للمتهمين عندما تم القبض عليهم في البداية. في نفس الوقت، قام اتحاد الحريات المدنية الأمريكي بتحويل أسلوبه من «المنفصل والنخبوي» إلى «المنخرط عاطفياً». نشر الاتحاد الأمريكي للحريات المدنية وثيقة اختراق في عام 1963، بعنوان كيف يحتج الأمريكيون، والتي تحملت الإحباط من التقدم البطيء في مكافحة العنصرية، والتي أيدت تقنيات الاحتجاج العدوانية، وحتى المتشددة.
تسارعت الاحتجاجات الأمريكية الأفريقية في الجنوب في أوائل الستينيات، وساعد اتحاد الحريات المدنية في كل خطوة. بعد أن نظم أربعة طلاب جامعيين أمريكيين من أصل أفريقي اعتصامًا في متجر متعدد الأقسام منفصل في ولاية كارولينا الشمالية، اكتسبت حركة الاعتصام زخمًا في جميع أنحاء الولايات المتحدة. خلال الفترة 1960–61، دافع اتحاد الحريات المدنية الأمريكي عن الطلاب السود الذين تم اعتقالهم بسبب التظاهر في نورث كارولينا وفلوريدا ولويزيانا. قدم اتحاد الحريات المدنية الأمريكي أيضًا مساعدة قانونية لـ Freedom Rides في عام 1961، ودمج جامعة ميسيسيبي، وحملة برمنغهام في عام 1963، وصيف الحرية لعام 1964.
كانت NAACP مسؤولة عن إدارة معظم القضايا ذات الصلة بالاعتصام التي وصلت إلى المحكمة العليا، وفازت بكل قرار تقريبًا. لكن الأمر يعود إلى اتحاد الحريات المدنية وغيره من المتطوعين القانونيين لتوفير التمثيل القانوني لمئات المحتجين – أبيض وأسود – الذين اعتقلوا أثناء احتجاجهم في الجنوب. انضم اتحاد الحريات المدنية مع مجموعات الحريات المدنية الأخرى لتشكيل لجنة الدفاع الدستوري للمحامين (LCDC) التي وفرت لاحقًا التمثيل القانوني للعديد من المتظاهرين. قدمت ACLU غالبية التمويل لـ LCDC.
في عام 1964، افتتح الاتحاد الأمريكي للحريات المدنية مكتبًا رئيسيًا في أتلانتا، جورجيا، مكرسًا لخدمة القضايا الجنوبية. كان الكثير من التقدم الذي أحرزه اتحاد الحريات المدنية في الجنوب يرجع إلى تشارلز مورجان جونيور، الزعيم الكاريزمي لمكتب أتلانتا. كان مسؤولاً عن إلغاء الفصل بين هيئات المحلفين (ويتوس ضد جورجيا)، إلغاء الفصل العنصري في السجون (لي ضد واشنطن)، وإصلاح قوانين الانتخابات . كما دافع المكتب الجنوبي لاتحاد الحريات المدنية الأمريكي عن عضو الكونغرس الأمريكي من أصل أفريقي جوليان بوند في قضية بوند ضد. فلويد، عندما رفض مؤتمر جورجيا إدخال بوند رسميًا إلى الهيئة التشريعية. قضية أخرى حظيت بتغطية إعلامية واسعة ودافع عنها مورغان هي قضية طبيب الجيش هوارد ليفي، الذي أدين برفض تدريب القوات الخاصة الأمريكية . على الرغم من رفع الدفاع عن أن القوات الخاصة الأمريكية كانوا يرتكبون جرائم حرب في فيتنام، فقد خسر ليفي في الاستئناف في قضية باركر ضد ليفي، 417 الولايات المتحدة 733 (1974).
في عام 1969، حقق الاتحاد الأمريكي للحريات المدنية انتصارًا كبيرًا لحرية التعبير، عندما دافع عن ديك غريغوري بعد اعتقاله بسبب احتجاجه السلمي على رئيس بلدية شيكاغو. حكمت المحكمة في قضية جريجوري ضد. قالت شيكاغو إنه لا يمكن إلقاء القبض على متحدث لزعزعة السلام عندما يبدأ العداء من قبل شخص ما في الجمهور، لأن ذلك من شأنه أن يرقى إلى «فيتو المقاطع».

### حرب فيتنام
كان اتحاد الحريات المدنية في قلب العديد من الجوانب القانونية لحرب فيتنام: الدفاع عن مقاومة التجنيد، والطعن في دستورية الحرب، واحتمال عزل ريتشارد نيكسون، واستخدام مخاوف الأمن القومي لفرض رقابة استباقية على الصحف.
كان ديفيد ج. ميللر أول شخص حوكم بتهمة حرق بطاقته المسودة . استأنف فرع نيويورك لاتحاد الحريات المدنية الأمريكي في إدانته لعام 1965، لكن المحكمة العليا رفضت الاستماع إلى الاستئناف. بعد ذلك بعامين، رفعت الشركة التابعة لماساتشوستس قضية حرق البطاقات الخاصة بديفيد أوبراين إلى المحكمة العليا، بحجة أن فعل الحرق كان شكلاً من أشكال الكلام الرمزي، لكن المحكمة العليا أيدت الإدانة في قضية الولايات المتحدة ضد. أوبراين، 391 الولايات المتحدة 367 (1968). ارتدت ماري تينكر، طالبة الإعدادية البالغة من العمر ثلاثة عشر عامًا، شارة سوداء إلى المدرسة في عام 1965 للاعتراض على الحرب، وتم تعليقها من المدرسة. استأنف اتحاد الحريات المدنية الأمريكي قضيتها أمام المحكمة العليا وفاز في قضية تينكر ضد. دائرة مدارس دي موين المستقلة المجتمعية . أثبتت هذه الحالة الحرجة أن الحكومة لا يجوز لها إنشاء «جيوب» مثل المدارس أو السجون حيث يتم مصادرة جميع الحقوق.

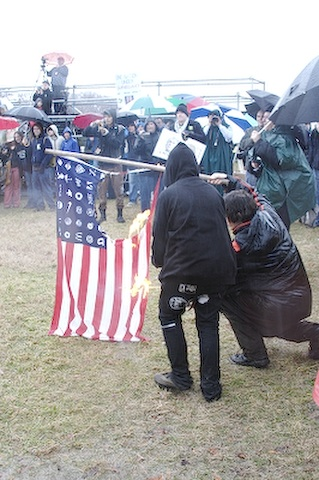
يؤكد اتحاد الحريات المدنية الأمريكي أن قانون الحقوق يحمي الأفراد الذين يحرقون العلم الأمريكي كشكل من أشكال التعبير

دافع اتحاد الحريات المدنية الأمريكي عن شارع سيدني، الذي قُبض عليه بتهمة حرق العلم الأمريكي احتجاجًا على اغتيال زعيم الحقوق المدنية جيمس ميريديث . في الشارع v. في قرار نيويورك، اتفقت المحكمة مع اتحاد الحريات المدنية الأمريكي على أن تشجيع البلاد على التخلي عن أحد رموزها الوطنية هو شكل من أشكال التعبير المحمي دستوريًا. نجح اتحاد الحريات المدنية في الدفاع عن بول كوهين، الذي قُبض عليه لارتدائه سترة كتب على ظهرها «اللعنة على التيار»، بينما كان يسير في محكمة لوس أنجلوس. المحكمة العليا، في قضية كوهين ضد كاليفورنيا، اعتبرت أن الابتذال في الصياغة ضروري لنقل شدة الرسالة.
كما تم تعزيز حقوق حرية التعبير غير المتعلقة بالحرب خلال حقبة حرب فيتنام ؛ في عام 1969، دافع اتحاد الحريات المدنية عن أحد أعضاء كو كلوكس كلان الذي دعا إلى عنف طويل الأمد ضد الحكومة، ووافقت المحكمة العليا على حجة اتحاد الحريات المدنية في القرار التاريخي براندنبورغ ضد أوهايو، التي اعتبرت أن الخطاب الوحيد الذي يدعو إلى العنف الوشيك هو الذي يمكن تحريمه.
اجتاحت أزمة كبيرة اتحاد الحريات المدنية في عام 1968 عندما اندلع نقاش حول ما إذا كان يجب الدفاع عن بنيامين سبوك وخمسة بوسطن ضد الاتهامات الفيدرالية التي شجعوا المجندين على تجنب المسودة. انقسم مجلس إدارة الاتحاد الأمريكي للحريات المدنية بشدة حول ما إذا كان يجب الدفاع عن النشطاء. كان نصف المجلس يحمل مشاعر معادية للحرب، وشعروا أن اتحاد الحريات المدنية الأمريكي يجب أن يقرض موارده لقضية فريق بوسطن فايف. يعتقد النصف الآخر من المجلس أن الحريات المدنية ليست على المحك، وأن الاتحاد الأمريكي للحريات المدنية سوف يتخذ موقفًا سياسيًا. وراء النقاش كان التقليد الراسخ لاتحاد الحريات المدنية الأمريكي والذي كان محايدًا سياسياً، وقدم المشورة القانونية دون اعتبار للآراء السياسية للمتهمين. وافق المجلس أخيرًا على حل وسط يسمح لاتحاد الحريات المدنية بالدفاع عن النشطاء المناهضين للحرب، دون تأييد الآراء السياسية للناشط. يقترح بعض منتقدي اتحاد الحريات المدنية الأمريكي أن اتحاد الحريات المدنية الأمريكي أصبح منظمة سياسية حزبية في أعقاب قضية سبوك. بعد إطلاق النار في ولاية كينت عام 1970، اتخذ قادة اتحاد الحريات المدنية الأمريكي خطوة أخرى نحو السياسة من خلال إصدار قرار يدين حرب فيتنام. استند القرار إلى مجموعة متنوعة من الحجج القانونية، بما في ذلك انتهاكات الحريات المدنية والادعاء بأن الحرب كانت غير قانونية.
في عام 1968 أيضًا، عقد اتحاد الحريات المدنية ندوة داخلية لمناقشة أدواره المزدوجة: توفير الدعم القانوني «المباشر» (الدفاع عن المتهمين في محاكمتهم الأولية، والاستفادة فقط من المتهمين الفرديين)، ودعم الاستئناف (تقديم موجزات صديق أثناء عملية الاستئناف، لإنشاء سابقة قانونية واسعة النطاق). تاريخياً، كان اتحاد الحريات المدنية الأمريكي معروفًا بعمله الاستئنافي الذي أدى إلى قرارات تاريخية للمحكمة العليا، ولكن بحلول عام 1968، تضمنت 90 ٪ من الأنشطة القانونية لاتحاد الحريات المدنية تمثيلًا مباشرًا. وخلصت الندوة إلى أن كلا الدورين صالحان لاتحاد الحريات المدنية.

## السبعينيات والثمانينيات

### عصر ووترغيت

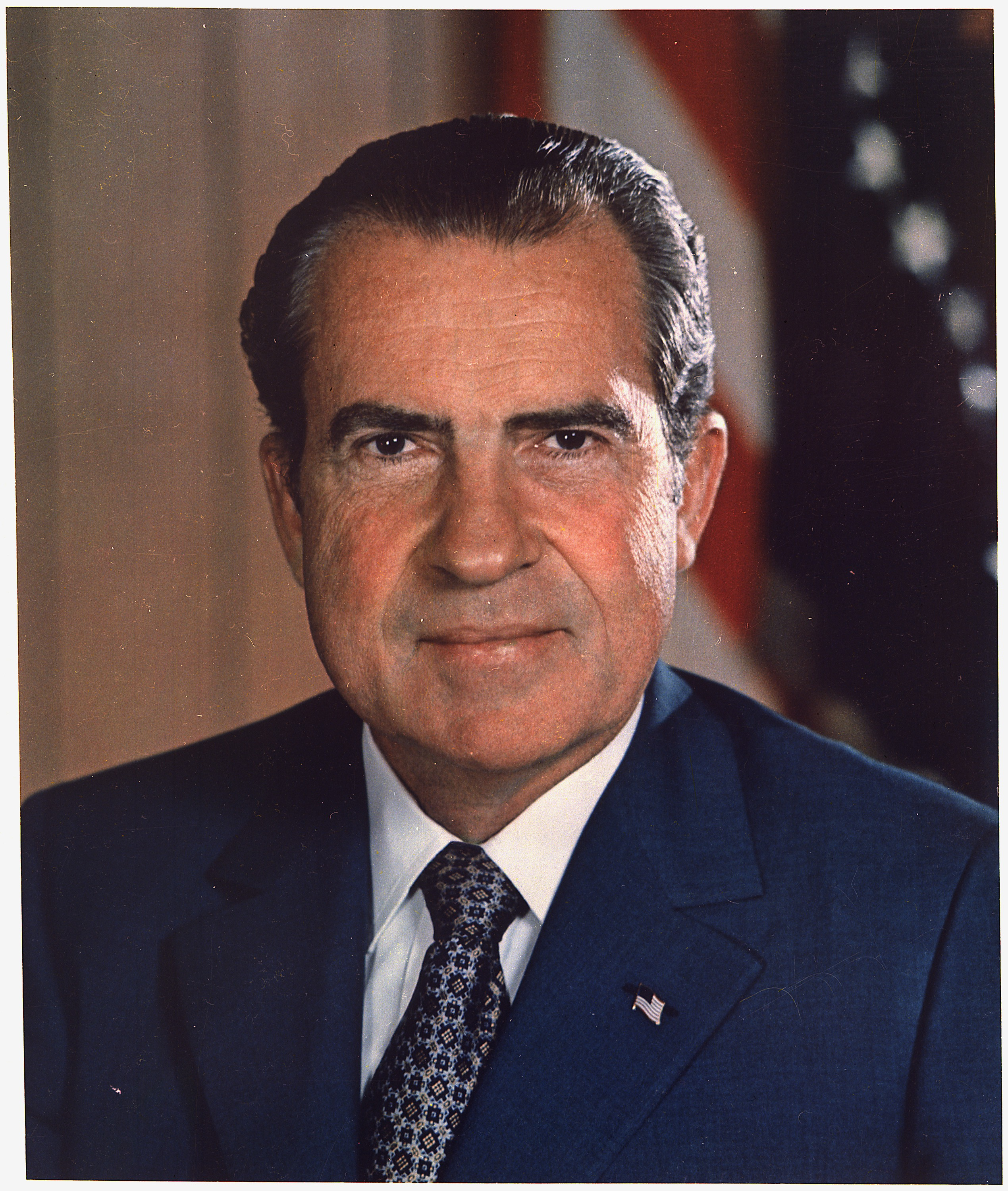
كان اتحاد الحريات المدنية الأمريكي أول منظمة وطنية تدعو إلى عزل ريتشارد نيكسون

دعم الاتحاد الأمريكي للحريات المدنية صحيفة نيويورك تايمز في الدعوى التي رفعتها عام 1971 ضد الحكومة، وطلب الإذن بنشر أوراق البنتاجون . أيدت المحكمة التايمز واتحاد الحريات المدنية في قضية شركة نيويورك تايمز ضد. حكم الولايات المتحدة، الذي قضى بأنه لا يمكن للحكومة أن تحظر بشكل استباقي نشر معلومات سرية وكان عليها الانتظار حتى بعد نشرها لاتخاذ إجراء.
في 30 سبتمبر 1973، أصبح اتحاد الحريات المدنية الأمريكي أول منظمة وطنية تدعو علانية إلى عزل الرئيس ريتشارد نيكسون وعزله من منصبه. تم الاستشهاد بستة انتهاكات للحريات المدنية كأسباب: “انتهاكات محددة مؤكدة لحقوق المعارضة السياسية ؛ اغتصاب الكونجرس لسلطات صنع الحرب ؛ إنشاء شرطة سرية شخصية ارتكبت جرائم ؛ حاول التدخل في محاكمة دانيال إلسبرغ ؛ تشويه نظام العدالة وتحريف الوكالات الفيدرالية الأخرى ". بعد شهر واحد، بعد أن بدأ مجلس النواب تحقيقًا لعزله، أصدرت المنظمة كتيبًا من 56 صفحة يوضح بالتفصيل "17 شيئًا يمكن للمواطنين القيام بها لتحقيق عزل الرئيس نيكسون. هذا القرار، عند وضعه بجانب القرار السابق المعارض لحرب فيتنام، أقنع العديد من نقاد اتحاد الحريات المدنية، ولا سيما المحافظون، بأن المنظمة قد تحولت إلى منظمة سياسية ليبرالية.

### الجيوب والحريات المدنية الجديدة
شهد العقد الممتد من 1965 إلى 1975 توسعًا في مجال الحريات المدنية. إدارياً، استجاب اتحاد الحريات المدنية الأمريكي بتعيين أرييه نير لتولي المنصب من بيمبرتون كمدير تنفيذي في عام 1970. شرع نيير في برنامج طموح لتوسيع ACLU ؛ أنشأ مؤسسة ACLU لجمع الأموال، وأنشأ العديد من البرامج الجديدة لتركيز الجهود القانونية لاتحاد الحريات المدنية. بحلول عام 1974، وصل عدد أعضاء اتحاد الحريات المدنية إلى 275000.
خلال تلك السنوات، قاد اتحاد الحريات المدنية الطريق في توسيع الحقوق القانونية في ثلاثة اتجاهات: حقوق جديدة للأشخاص داخل «الجيوب» التي تديرها الحكومة، وحقوق جديدة لمجموعات الضحايا، وحقوق الخصوصية للمواطنين العاديين. في الوقت نفسه، نمت المنظمة بشكل كبير. ساعد اتحاد الحريات المدنية في تطوير مجال القانون الدستوري الذي يحكم «الجيوب»، وهي مجموعات من الأشخاص الذين يعيشون في ظروف تحت سيطرة الحكومة. تشمل الجيوب مرضى المستشفيات العقلية وأفراد الجيش والسجناء والطلاب (أثناء وجودهم في المدرسة). نشأ مصطلح جيب باستخدام قاضي المحكمة العليا أبي فورتاس لعبارة «قد لا تكون المدارس جيوبًا من الشمولية» في قضية تينكر ضد دي موين أيدت قرار دي موين .
بدأ اتحاد الحريات المدنية الأمريكي المجال القانوني لحقوق الطلاب مع قضية تينكر ضد دي موين وتم توسيعها بقضايا مثل Goss v. طلب لوبيز من المدارس منح الطلاب فرصة للطعن في قرارات التعليق.
في وقت مبكر من عام 1945، اتخذ اتحاد الحريات المدنية الأمريكي موقفًا لحماية حقوق المرضى عقليًا، عندما صاغ قانونًا نموذجيًا يحكم الالتزامات العقلية. في الستينيات، عارض اتحاد الحريات المدنية ACLU الالتزامات غير الطوعية، ما لم يكن من الممكن إثبات أن الشخص يمثل خطرًا على نفسه أو على المجتمع. في المعلم 1975 O'Connor v. يمثل قرار دونالدسون أن اتحاد الحريات المدنية الأمريكي يمثل مريضًا للصحة العقلية غير عنيف كان محبوسًا ضد إرادته لمدة 15 عامًا، وأقنع المحكمة العليا بإصدار حكم بأن مثل هذه الحبس غير الطوعي غير قانونية. كما دافع اتحاد الحريات المدنية الأمريكي عن حقوق الأفراد المصابين بأمراض عقلية الذين لا يشكلون خطورة، ولكنهم يتسببون في اضطرابات. دافع فرع الاتحاد الأمريكي للحريات المدنية في نيويورك عن بيلي بوجز، وهي امرأة مريضة عقليًا كشفت عن نفسها وتغوطت وتبولت في الأماكن العامة.
قبل عام 1960، لم يكن لدى السجناء حق اللجوء إلى نظام المحاكم، لأن المحاكم اعتبرت أن السجناء ليس لهم حقوق مدنية. تغير ذلك في أواخر الخمسينيات، عندما بدأ اتحاد الحريات المدنية الأمريكي في تمثيل السجناء الذين تعرضوا لوحشية الشرطة، أو المحرومين من مواد القراءة الدينية. في عام 1968، رفع اتحاد الحريات المدنية الأمريكي دعوى قضائية ناجحة لإلغاء الفصل العنصري في نظام سجن ألاباما ؛ وفي عام 1969، تبنى فرع نيويورك مشروعًا لتمثيل السجناء في سجون نيويورك. اكتشف المحامي الخاص فيل هيرشكوب ظروفًا مهينة في سجون فرجينيا في أعقاب إضراب سجن ولاية فرجينيا، وحقق انتصارًا مهمًا في قضية Landman v. رويستر الذي منع فيرجينيا من معاملة السجناء بطرق غير إنسانية. في عام 1972، عزز اتحاد الحريات المدنية الأمريكي العديد من جهود حقوق السجون في جميع أنحاء البلاد وأنشأ مشروع السجن الوطني . أدت جهود اتحاد الحريات المدنية الأمريكي إلى قضايا بارزة مثل Ruiz v. Estelle (تتطلب إصلاح نظام السجون في تكساس) وفي عام 1996 سن الكونغرس الأمريكي قانون إصلاح التقاضي في السجون (PLRA) الذي يقنن حقوق السجناء.

### مجموعات الضحايا

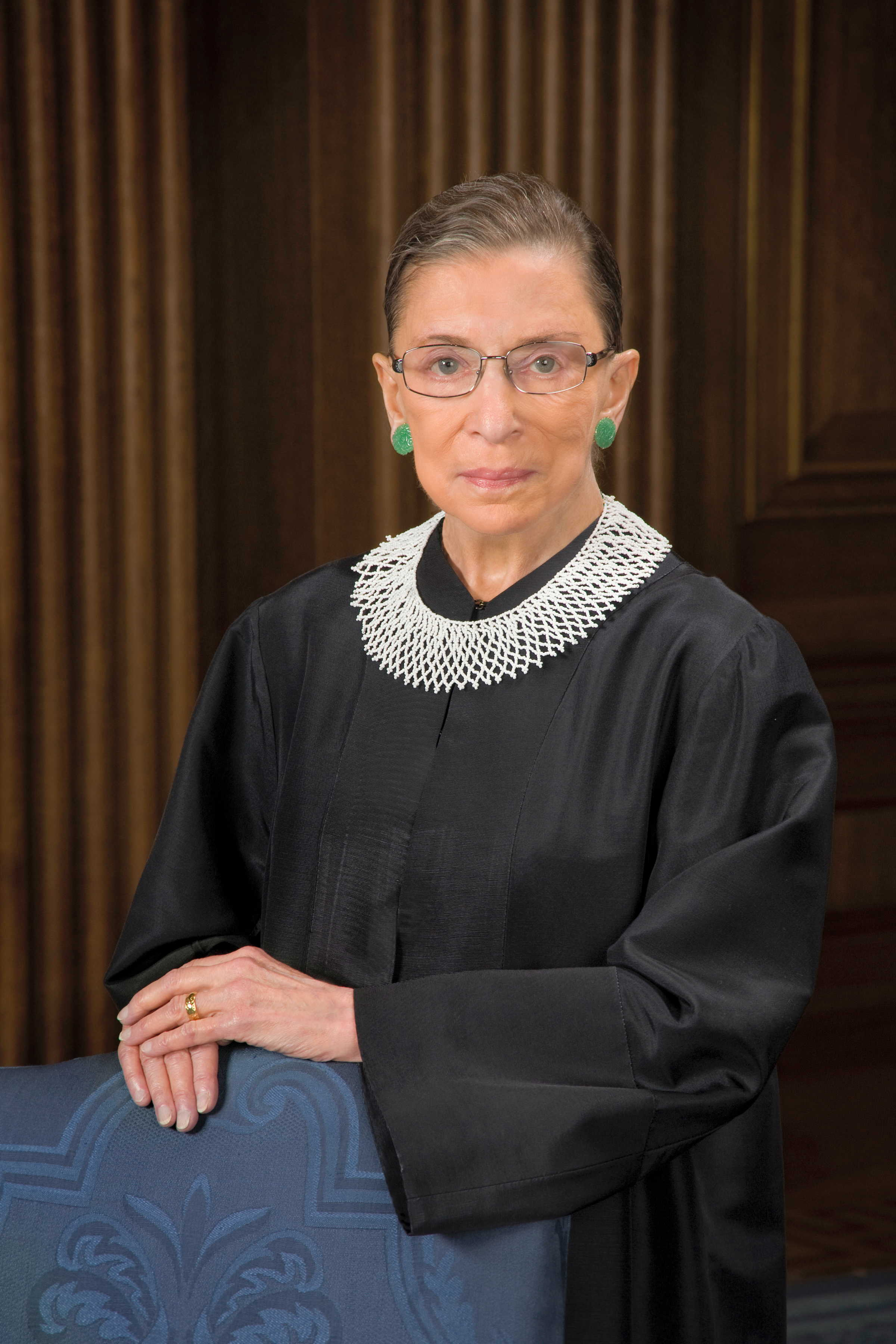
شاركت روث بادر جينسبيرغ في تأسيس مشروع حقوق المرأة التابع لاتحاد الحريات المدنية في عام 1971. تم تعيينها لاحقًا في المحكمة العليا للولايات المتحدة من قبل الرئيس بيل كلينتون.

قام اتحاد الحريات المدنية، خلال الستينيات والسبعينيات، بتوسيع نطاقه ليشمل ما كان يُشار إليه بـ «مجموعات الضحايا»، أي النساء والفقراء والمثليين جنسياً . استجابة لدعوة العضوات، أقر اتحاد الحريات المدنية تعديل الحقوق المتساوية في عام 1970  وأنشأ مشروع حقوق المرأة في عام 1971. سيطر مشروع حقوق المرأة على المجال القانوني، حيث تعامل مع أكثر من ضعف عدد القضايا التي تعاملت معها المنظمة الوطنية للمرأة، بما في ذلك قضايا اختراق مثل Reed v. ريد، فرونتيرو ضد. ريتشاردسون، وتايلور ضد. لويزيانا .
أثارت هارييت بيلبل، زعيمة اتحاد الحريات المدنية، قضية حقوق المثليين جنسياً في عام 1964، وبعد ذلك بعامين، أيد الاتحاد رسميًا حقوق المثليين . في عام 1972، قدم المحامون المتعاونون في اتحاد الحريات المدنية الأمريكي في ولاية أوريغون أول قضية حقوق مدنية اتحادية تنطوي على ادعاء بالتمييز غير الدستوري ضد معلم مدرسة عامة مثلي الجنس أو مثليه. رأت محكمة المقاطعة الأمريكية أن قانون الولاية الذي سمح للمناطق التعليمية بفصل المعلمين بسبب «الفسق» كان غامضًا بشكل غير دستوري، وحكمت بتعويضات مالية للمدرس. رفضت المحكمة إعادة المعلم، وأكدت محكمة الاستئناف بالدائرة التاسعة هذا الرفض بأغلبية 2 إلى 1. بيرتون ضد. مدرسة Cascade School District، 353 F. Supp. 254 (د. أو. 1972)، ملحق 512 F.2d 850 (1975). في عام 1973، أنشأ اتحاد الحريات المدنية الأمريكي مشروع الخصوصية الجنسية (فيما بعد مشروع حقوق المثليين والمثليات) الذي حارب التمييز ضد المثليين جنسياً. يستمر هذا الدعم حتى اليوم. بعد إلقاء القبض على السناتور لاري كريج، السناتور آنذاك، بتهمة التماس الجنس في مرحاض عام، كتب الاتحاد الأمريكي للحريات المدنية موجزًا صديقًا لكريغ، قائلًا إن ممارسة الجنس بين البالغين بالتراضي في الأماكن العامة محمية بموجب حقوق الخصوصية.
كانت حقوق الفقراء مجالًا آخر تم توسيعه من قبل اتحاد الحريات المدنية. في عام 1966 ومرة أخرى في عام 1968، شجع النشطاء داخل اتحاد الحريات المدنية المنظمة على تبني سياسة إصلاح نظام الرعاية الاجتماعية، وضمان الأسر ذات الدخل المنخفض الدخل الأساسي ؛ لكن مجلس إدارة الاتحاد الأمريكي للحريات المدنية لم يوافق على المقترحات. لعب اتحاد الحريات المدنية الأمريكي دورًا رئيسيًا في قضية King v. قرار سميث، حيث قضت المحكمة العليا بأن استحقاقات الرعاية الاجتماعية للأطفال لا يمكن أن تنكرها الدولة لمجرد أن الأم تعيش مع صديقها.

### مشروع الحرية الإنجابية

#### التاريخ
مشروع الحرية الإنجابية مؤسسة تأسست في عام 1974 (ضمن السياق الأوسع لاتحاد الحريات المدنية) وهي ملتزمة بالدفاع عن الأفراد الذين يشعرون بالإساءة من قبل الحكومة، لا سيما في القضايا المتعلقة بعدم الوصول إلى الإجهاض أو تحديد النسل أو التثقيف الجنسي.
يواصل اتحاد الحريات المدنية الأمريكي الدفاع عن الأفراد الذين يشعرون بالإساءة أو المعاملة غير اللائقة من قبل الحكومة. غالبًا ما يكون الاتحاد الأمريكي للحريات المدنية هو المجموعة التي تدافع عن فرد ما عند تعرضه للتمييز بسبب دينه أو جنسه أو جنسه أو جنسه أو عرقه أو طبقته، حتى عندما لا يكون الرأي العام. ومع ذلك، فإن مشروع الحرية الإنجابية أعمق من اتحاد الحريات المدنية. يعزز المشروع الصحة الجنسية والإنجابية من خلال تقديم دروس حول وسائل منع الحمل، ومعرفة الحقوق الإنجابية للفرد، والمساعدة في الأعباء المالية لعمليات الإجهاض وجميع الخدمات اللوجستية التي قد تدخل في ذلك.

#### مهمة
يعمل مشروع الحرية الإنجابية التابع لاتحاد الحريات المدنية، وفقًا لبيان رسالته، على توفير الوصول إلى أي وجميع رعاية الصحة الإنجابية لأي إنسان، بغض النظر عن العرق أو الجنس أو الحالة الاجتماعية والاقتصادية أو التوجه الجنسي أو الموقف السياسي. في بعض الحالات، تمول برامج الحرية الإنجابية الموجات فوق الصوتية والإجهاض وأي سكن أو وجبات أو وسيلة نقل مرتبطة بذلك  نظرًا لأن النساء أبلغن عن أنه من الضروري تجاوز حدود الولاية أو الانتظار لأسابيع للإجهاض، فإن مشروع الحرية الإنجابية ينص على أنهن يرغبن في النضال من أجل الأفراد «دولة تلو الأخرى والقانون بموجب القانون» حتى يتمكن كل فرد من اتباع نمط الحياة الذي يريد . كما هو مذكور على موقع الويب الخاص بهم، «فرضت الدول قيودًا على الإجهاض أكثر مما فعلت في السنوات العشر السابقة مجتمعة» [2] . يدعي اتحاد الحريات المدنية الأمريكي أنه ملتزم بمكافحة الظلم من خلال الوصول إلى التعليم حول إمكانيات الوصول إلى الإجهاض، وتحديد النسل، والحقوق الدينية، بالإضافة إلى محاولة تقليص التربية الجنسية الخاصة بالامتناع عن ممارسة الجنس فقط، لأن الاتحاد الأمريكي للحريات المدنية يدعي أن الامتناع عن ممارسة الجنس فقط التعليم يعزز الافتقار إلى الاستعداد لاستخدام موانع الحمل.

#### الإنجازات
كما هو مشار إليه في مقال ACLU الأكبر، في عام 1929، دافع اتحاد الحريات المدنية الأمريكي عن حق مارغريت سانجر في تثقيف الجمهور العام حول أشكال تحديد النسل. في عام 1980، قدم المشروع Poe v. مدرسة لينشبورغ للتدريب بعد تعقيم 8000 امرأة دون إذن منهن. في عام 1985، قررت الدولة تقديم المشورة والعلاج الطبي للمشاكل التي سببها ما حدث قبل 5 سنوات. في عام 1977، شارك اتحاد الحريات المدنية في قضية ووكر ضد. بيرس، قضية المحكمة العليا التي أنشأت لوائح فيدرالية لمنع تعقيم مرضى برنامج Medicaid دون علمهم أو موافقتهم. في 1981-1990، رفع المشروع دعوى قضائية ضد هودجسون ضد. مينيسوتا، قضية تدافع عن حقوق المراهقين الذين اختاروا عدم الامتثال لقانون الولاية الذي يطالبهم بالحصول على إذن الوالدين لإجراء عملية إجهاض. في التسعينيات، قدم المشروع المساعدة القانونية ومجموعات الموارد لأولئك الذين تعرضوا للهجوم لتثقيفهم حول الجنس والإيدز . في عام 1995، رفع المشروع قضية Curtis v. لجنة مدرسة فالماوث، أول برنامج لتوفير الواقي الذكري في الولايات المتحدة.

#### المبادرات
يركز مشروع الحرية الإنجابية على ثلاث أفكار: (1) «عكس النقص في مقدمي خدمات الإجهاض المدربين في جميع أنحاء البلاد» (2) من أجل «منع مقترحات» إصلاح «الرعاية الحكومية والفيدرالية التي تقطع المزايا عن الأطفال المولودين للنساء. يتلقون بالفعل الرعاية الاجتماعية، والنساء غير المتزوجات، أو المراهقات»  و (3)«لوقف القضاء على خدمات الصحة الإنجابية الحيوية نتيجة لعمليات دمج المستشفيات وشبكات الرعاية الصحية». يقترح المشروع تحقيق هذه الأهداف من خلال الإجراءات القانونية والتقاضي.

### خصوصية
لم يتم تحديد الحق في الخصوصية صراحة في دستور الولايات المتحدة، لكن اتحاد الحريات المدنية الأمريكي قاد التهمة لتأسيس مثل هذه الحقوق في قضية غير الحاسمة لعام 1961 Poe v. قضية أولمان، التي تناولت قانون الولاية الذي يحظر منع الحمل. نشأت المشكلة مرة أخرى في Griswold v. كونيتيكت (1965)، وهذه المرة تبنت المحكمة العليا موقف اتحاد الحريات المدنية، وأعلنت رسميًا الحق في الخصوصية. ضغطت الشركة التابعة لاتحاد الحريات المدنية في نيويورك لإلغاء قوانين مكافحة الإجهاض ابتداءً من عام 1964، أي قبل عام من قرار جريسوولد، وفي عام 1967، تبنى اتحاد الحريات المدنية نفسه رسميًا الحق في الإجهاض كسياسة. قاد ACLU الدفاع في الولايات المتحدة ضد. فويتش التي وسعت حق الأطباء في تحديد متى كانت عمليات الإجهاض ضرورية. تُوجت هذه الجهود بواحد من أكثر قرارات المحكمة العليا إثارة للجدل في كل العصور، قضية Roe v. وايد، الذي شرع الإجهاض في الأشهر الثلاثة الأولى من الحمل. جادل اتحاد الحريات المدنية الأمريكي بنجاح ضد الحظر الذي تفرضه الدولة على الزواج بين الأعراق، في قضية Loving v. فرجينيا (1967).
فيما يتعلق بالخصوصية، انخرط اتحاد الحريات المدنية في عدة معارك لضمان الحفاظ على سرية السجلات الحكومية حول الأفراد، ومنح الأفراد الحق في مراجعة سجلاتهم. دعم اتحاد الحريات المدنية الأمريكي العديد من الإجراءات، بما في ذلك قانون الإبلاغ عن الائتمان العادل لعام 1970 الذي يتطلب من وكالات الائتمان إفشاء المعلومات الائتمانية للأفراد ؛ قانون الخصوصية والحقوق التعليمية للأسرة لعام 1973، الذي منح الطلاب الحق في الوصول إلى سجلاتهم ؛ وقانون الخصوصية لعام 1974 الذي منع الحكومة الفيدرالية من الكشف عن المعلومات الشخصية دون سبب وجيه.

### ادعاءات التحيز
في أوائل السبعينيات، بدأ المحافظون والليبراليون في انتقاد اتحاد الحريات المدنية لكونه سياسيًا أكثر من اللازم وليبراليًا للغاية. كتب الباحث القانوني جوزيف دبليو بيشوب أن اتجاه اتحاد الحريات المدنية الأمريكي إلى الحزبية بدأ بدفاعه عن احتجاجات سبوك المناهضة للحرب. كما ألقى النقاد باللوم على اتحاد الحريات المدنية الأمريكي في تشجيعه المحكمة العليا على تبني النشاط القضائي . ادعى النقاد أن دعم اتحاد الحريات المدنية الأمريكي لقرارات مثيرة للجدل مثل Roe v. Wade and Griswold v. انتهكت ولاية كونيتيكت نية واضعي وثيقة الحقوق. أصبح اتحاد الحريات المدنية الأمريكي قضية في الحملة الانتخابية الرئاسية عام 1988، عندما اتهم المرشح الجمهوري جورج دبليو بوش المرشح الديمقراطي مايكل دوكاكيس (عضو في اتحاد الحريات المدنية) بأنه «عضو يحمل بطاقة في اتحاد الحريات المدنية».

### قضية Skokie
إن سياسة الاتحاد الأمريكي للحريات المدنية هي دعم الحريات المدنية للمتهمين بغض النظر عن موقفهم الأيديولوجي. يفخر اتحاد الحريات المدنية الأمريكي بالدفاع عن الأفراد ذوي وجهات النظر غير الشعبية، مثل جورج والاس، وجورج لينكولن روكويل، وأعضاء KKK . دافع اتحاد الحريات المدنية الأمريكي عن النازيين الأمريكيين عدة مرات، وغالبًا ما أثارت أفعالهم احتجاجات، خاصة من اليهود الأمريكيين.
في عام 1977، تقدمت مجموعة صغيرة من النازيين الأمريكيين، بقيادة فرانك كولين، بطلب إلى بلدة سكوكي، إلينوي، للحصول على إذن لتنظيم مظاهرة في حديقة المدينة. كانت سكوكي في ذلك الوقت غالبية سكانها من اليهود، وبلغ مجموعهم 40.000 مواطن من 70.000 مواطن، بعضهم من الناجين من معسكرات الاعتقال النازية . رفض Skokie منح الإذن، وأيد قاض من إلينوي Skokie وحظر المظاهرة. أصدر Skokie على الفور ثلاثة مراسيم تهدف إلى منع المجموعة من الاجتماع في Skokie. ساعد اتحاد الحريات المدنية الأمريكي كولين واستأنف الحكم أمام المحكمة الفيدرالية. استمر الاستئناف لمدة عام، وانتصر اتحاد الحريات المدنية في نهاية المطاف في قضية Smith v. كولين، 447 ف. 676.
تم نشر قضية Skokie بشكل كبير في جميع أنحاء أمريكا، ويرجع ذلك جزئيًا إلى أن الجماعات اليهودية مثل رابطة الدفاع اليهودية ورابطة مكافحة التشهير اعترضت بشدة على المظاهرة، مما دفع العديد من أعضاء اتحاد الحريات المدنية الأمريكي إلى إلغاء عضويتهم. خسر فرع إلينوي في اتحاد الحريات المدنية الأمريكي حوالي 25٪ من أعضائه وما يقرب من ثلث ميزانيته. أدت الضغوط المالية من الجدل إلى تسريح العمال في الفروع المحلية. بعد أن تلاشت أزمة العضوية، أرسل اتحاد الحريات المدنية الأمريكي نداءًا لجمع الأموال أوضح الأساس المنطقي لقضية Skokie، وجمع أكثر من 500000 دولار (2,109,555 دولارًا في عام 2020).  

### عصر ريغان

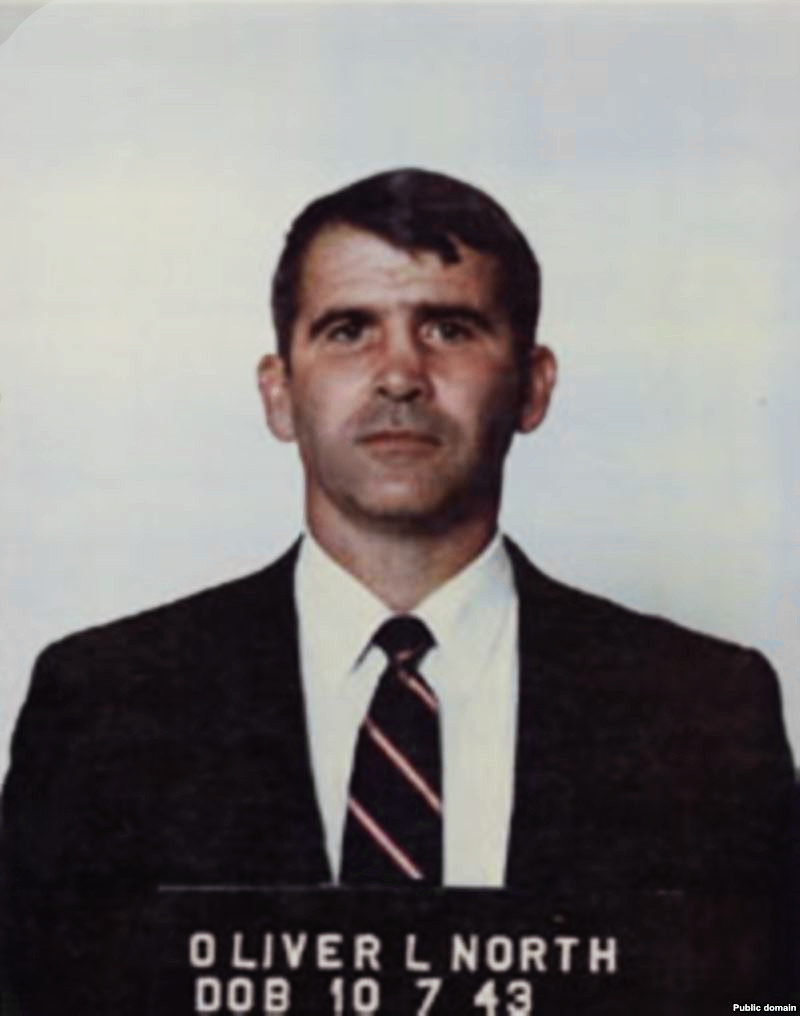
دافع اتحاد الحريات المدنية الأمريكي عن أوليفر نورث في عام 1990، بحجة أن إدانته تشوبها شهادة بالإكراه.

أدى تنصيب رونالد ريغان كرئيس في عام 1981 إلى فترة ثماني سنوات من القيادة المحافظة في حكومة الولايات المتحدة. تحت قيادة ريغان، دفعت الحكومة بأجندة اجتماعية محافظة.
بعد خمسين عامًا من تجربة سكوبس، وجد الاتحاد الأمريكي للحريات المدنية نفسه يحارب قضية أخرى في الفصل الدراسي، وهي قانون الخلق في أركنساس 1981، والذي يتطلب من المدارس تعليم التفسير الكتابي للخلق كبديل علمي للتطور. فاز اتحاد الحريات المدنية الأمريكي بالقضية في قضية McLean v. قرار أركنساس .
في عام 1982، تورط اتحاد الحريات المدنية في قضية تتعلق بتوزيع المواد الإباحية للأطفال (نيويورك ضد. فيربر). في موجز صديق، جادل اتحاد الحريات المدنية الأمريكي بأن المواد الإباحية للأطفال التي تنتهك اختبار الفحش الثلاثة يجب حظرها، لكن القانون المعني كان مقيدًا بشكل مفرط لأنه يحظر العروض الفنية والمواد غير الفاحشة. لم تتبن المحكمة موقف اتحاد الحريات المدنية.
خلال الانتخابات الرئاسية لعام 1988، أشار نائب الرئيس جورج دبليو بوش إلى أن خصمه حاكم ماساتشوستس مايكل دوكاكيس وصف نفسه بأنه «عضو يحمل بطاقة في اتحاد الحريات المدنية الأمريكي» واستخدم ذلك كدليل على أن دوكاكيس كان «ليبراليًا قويًا وعاطفيًا» و «خارج التيار». تم استخدام العبارة لاحقًا من قبل المنظمة في حملة إعلانية.

## حقبة ما بعد الحرب الباردة

### 1990 إلى 2000

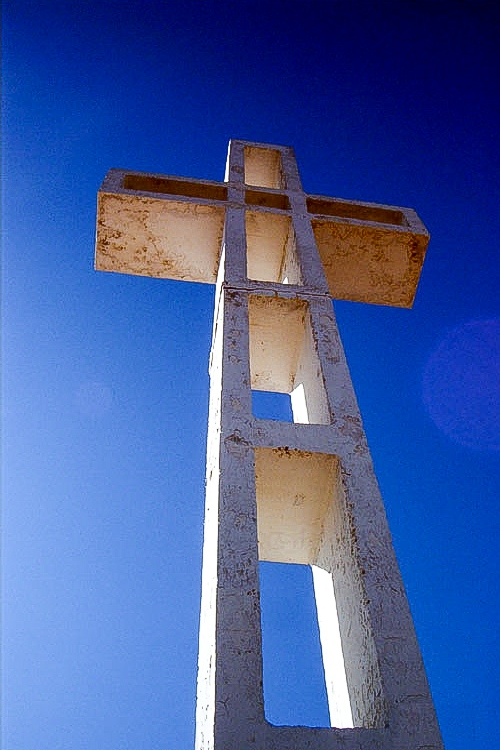
رفعت شركة تابعة لاتحاد الحريات المدنية في كاليفورنيا دعوى قضائية لإزالة جبل. عبور سوليداد من الأراضي العامة في سان دييغو

في عام 1990، دافع اتحاد الحريات المدنية الأمريكي عن المقدم أوليفر نورث،  الذي شاب إدانته بشهادة بالإكراه – انتهاك حقوقه في التعديل الخامس – خلال قضية إيران كونترا، حيث تورط أوليفر نورث في مبيعات أسلحة غير مشروعة لإيران من أجل تمويل مقاتلي الكونترا بشكل غير قانوني.
في عام 1997، صدر الحكم بالإجماع في قضية Reno v. صوت الاتحاد الأمريكي للحريات المدنية، المحكمة العليا ضد الأحكام المناهضة للآداب في قانون آداب الاتصالات (CDA)، ووجدت أنها تنتهك أحكام حرية التعبير في التعديل الأول . في قرارها، رأت المحكمة العليا أن "استخدام CDA للمصطلحات غير المحددة" غير اللائق "و" المسيء بشكل واضح "سيثير عدم اليقين بين المتحدثين حول كيفية ارتباط المعيارين ببعضهما البعض وماذا يعنيان فقط."  في عام 2000، صرح مارفن جونسون، المستشار التشريعي لاتحاد الحريات المدنية الأمريكي، أن التشريع المقترح لمكافحة البريد الإلكتروني العشوائي ينتهك حرية التعبير من خلال إنكار عدم الكشف عن هويته وإجبار البريد الإلكتروني العشوائي على أن يتم تصنيفها على هذا النحو، "التصنيف القياسي هو كلام إلزامي. وذكر أيضًا، "من السهل نسبيًا النقر والحذف."  وجد النقاش أن اتحاد الحريات المدنية الأمريكي ينضم إلى جمعية التسويق المباشر ومركز الديمقراطية والتكنولوجيا في عام 2000 في انتقاد مشروع قانون من الحزبين في مجلس النواب . في وقت مبكر من عام 1997، اتخذ اتحاد الحريات المدنية الأمريكي موقفًا قويًا مفاده أن جميع تشريعات الرسائل الاقتحامية تقريبًا كانت غير مناسبة، على الرغم من أنها دعمت متطلبات " الانسحاب " في بعض الحالات. عارض اتحاد الحريات المدنية الأمريكي قانون CAN-SPAM لعام 2003  مشيرًا إلى أنه يمكن أن يكون له تأثير مخيف على الكلام في الفضاء الإلكتروني. لقد تم انتقاده لهذا الموقف.
في تشرين الثاني (نوفمبر) 2000، وجهت إلى 15 أمريكيًا من أصل أفريقي من سكان هيرن، تكساس، لائحة اتهام تتعلق بالمخدرات بعد القبض عليهم في سلسلة من «حملات مداهمات المخدرات». رفع اتحاد الحريات المدنية الأمريكي دعوى قضائية جماعية، كيلي ضد. باشال، نيابة عنهم، زاعمًا أن الاعتقالات كانت غير قانونية. أكد اتحاد الحريات المدنية الأمريكي أن 15 في المائة من السكان الأمريكيين من أصل أفريقي في هيرن الذين تتراوح أعمارهم بين 18 و 34 عامًا قد تم اعتقالهم بناءً على «كلمة غير مؤكدة لمخبر سري واحد غير موثوق به أجبرته الشرطة على رفع دعاوى». في 11 مايو 2005، أعلن اتحاد الحريات المدنية الأمريكي ومقاطعة روبرتسون عن تسوية سرية للدعوى، وهي نتيجة «صرح الجانبان أنهما راضيان عنها». رفض المدعي العام التهم الموجهة إلى المدعين في الدعوى. يصور فيلم American Violet لعام 2009 هذه الحالة.
في عام 2000، مثلت شركة ماساتشوستس التابعة لاتحاد أمريكا الشمالية رابطة حب الرجال في أمريكا الشمالية (NAMBLA)، على أساس التعديل الأول، في قضية Curley v. NAMBLA دعوى مدنية بالموت الخاطئ. تمت مقاضاة المنظمة لأن رجلاً اغتصب وقتل طفلاً قام بزيارة موقع NAMBLA. أيضًا في عام 2000، خسر اتحاد الحريات المدنية الكشافة الأمريكية ضد. قضية ديل، التي طلبت من المحكمة العليا مطالبة الكشافة الأمريكية بالتخلي عن سياستها في منع المثليين جنسياً من أن يصبحوا قادة الكشافة.

### القرن الحادي والعشرين

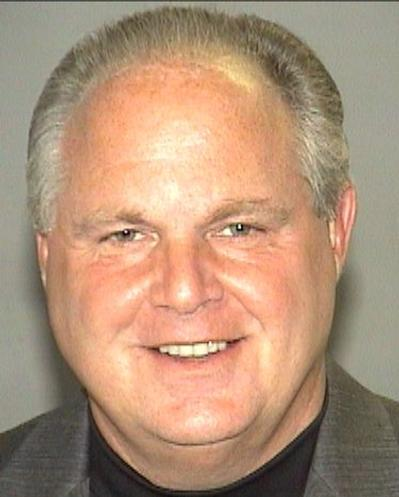
قدم اتحاد الحريات المدنية الأمريكية حججًا تدعم حق راش ليمبو في الخصوصية أثناء التحقيق الجنائي في تعاطيه المزعوم للمخدرات

أثناء محاكمة عام 2004 بشأن مزاعم تعاطي المخدرات لراش ليمبو، جادل اتحاد الحريات المدنية الأمريكي بأن خصوصيته لا ينبغي المساومة بالسماح لتطبيق القانون بفحص سجلاته الطبية. في يونيو 2004، طلبت المنطقة التعليمية في دوفر، بنسلفانيا، أن يستمع طلاب البيولوجيا في المدرسة الثانوية إلى بيان أكد أن نظرية التطور ليست حقيقة وذكر التصميم الذكي كنظرية بديلة. اتصل العديد من الآباء بالاتحاد لتقديم شكوى، لأنهم اعتقدوا أن المدرسة كانت تروج لفكرة دينية في الفصل وتنتهك بند التأسيس في التعديل الأول . مثل اتحاد الحريات المدنية الأمريكي، الذي انضم إليه الأمريكيون المتحدون من أجل الفصل بين الكنيسة والدولة، الآباء في دعوى قضائية ضد المنطقة التعليمية. بعد محاكمة مطولة، حكم القاضي جون إي جونز الثالث لصالح الوالدين في قضية Kitzmiller v. قرار منطقة مدرسة دوفر في المنطقة التعليمية، حيث وجد أن التصميم الذكي ليس علمًا ويمنع نظام مدرسة دوفر بشكل دائم من تدريس التصميم الذكي في فصول العلوم.
في أبريل 2006، رفع إدوارد جونز والاتحاد الأمريكي للحريات المدنية دعوى قضائية ضد مدينة لوس أنجلوس، نيابة عن روبرت لي بوري وخمسة مشردين آخرين، بسبب انتهاك المدينة للتعديلين الثامن والرابع عشر لدستور الولايات المتحدة، والمادة الأولى، الأقسام 7 و 17 من دستور كاليفورنيا (دعم الإجراءات القانونية الواجبة والحماية المتساوية، وحظر العقوبة القاسية وغير العادية). وحكمت المحكمة لصالح اتحاد الحريات المدنية، مشيرة إلى أن «شرطة لوس أنجلوس لا يمكنها اعتقال الأشخاص بسبب الجلوس أو الكذب أو النوم على الأرصفة العامة في سكيد رو». إن إنفاذ المادة 41.18 (د) على مدار 24 ساعة في اليوم ضد الأشخاص الذين ليس لديهم مكان آخر للجلوس أو الاستلقاء أو النوم، بخلاف الشوارع والأرصفة العامة، يخرق هذه التعديلات. وقالت المحكمة إن قانون مكافحة التخييم هو «أحد أكثر القوانين البلدية تقييدًا التي تنظم الأماكن العامة في الولايات المتحدة». أراد جونز واتحاد الحريات المدنية الأمريكي تسوية تُمنع بموجبه شرطة لوس أنجلوس من تنفيذ القسم 41.18 (د) (الاعتقال والضبط والسجن) في سكيد رو بين الساعة 9:00 مساءا و 6:30 صباحا. سمحت خطة التسوية للمشردين بالنوم على الرصيف، بشرط ألا يكونوا «على بعد 10 أقدام من أي مدخل تجاري أو سكني» وفقط بين هذه الساعات. كان أحد الدوافع وراء التسوية هو النقص في المساحة في نظام السجون. كانت المصالح التجارية لتطوير وسط المدينة ورابطة المدينة المركزية (CCA) ضد التسوية. وقال رئيس الشرطة ويليام براتون إن القضية أبطأت جهود الشرطة لمكافحة الجريمة وتنظيف سكيد رو، وأنه عندما سُمح له بتنظيف سكيد رو، استفادت العقارات. في 20 سبتمبر 2006، صوت مجلس مدينة لوس أنجلوس على رفض التسوية. في 3 أكتوبر 2006، ألقت الشرطة القبض على عابري سكيد رو لنومهم في الشوارع لأول مرة منذ شهور.

### حرية التعبير
في عام 2006، انضم اتحاد الحريات المدنية بولاية واشنطن إلى منظمة حقوقية مؤيدة للسلاح، وهي مؤسسة التعديل الثاني، وساد في دعوى قضائية ضد منطقة المكتبات الإقليمية المركزية الشمالية (NCRL) في واشنطن لسياستها المتمثلة في رفض تعطيل القيود المفروضة على شخص بالغ. طلب المستفيد. تم حظر رعاة المكتبة الذين يحاولون الوصول إلى مواقع الويب المؤيدة للسلاح، ورفضت المكتبة إزالة الكتل. في عام 2012، رفع اتحاد الحريات المدنية الأمريكي دعوى قضائية ضد نفس نظام المكتبة لرفضه مؤقتًا، بناءً على طلب مستفيد بالغ، تعطيل عوامل تصفية الإنترنت التي منعت الوصول إلى صور Google .
في عام 2006، تحدى اتحاد الحريات المدنية الأمريكي قانون ميزوري الذي يحظر الإضراب خارج جنازات قدامى المحاربين. تم رفع الدعوى لدعم كنيسة ويستبورو المعمدانية وشيرلي فيلبس روبر، اللذين هددا بالاعتقال. تشتهر كنيسة ويستبورو المعمدانية بعلامات اعتصامها التي تحتوي على رسائل مثل «الله يكره الفقير» و «الحمد لله على الجنود القتلى» و «الحمد لله على أحداث 11 سبتمبر». وأصدر الاتحاد الأمريكي للحريات المدنية بيانا وصف التشريع بأنه «قانون ينتهك حقوق شيرلي فيلبس روبر في الحرية الدينية وحرية التعبير». وساد اتحاد الحريات المدنية في الدعوى.
في 21 يونيو 2018، أظهرت مذكرة مسربة أن اتحاد الحريات المدنية الأمريكي قد أيد صراحة الرأي القائل بأن حرية التعبير يمكن أن تضر بالفئات المهمشة من خلال تقويض حقوقهم المدنية. أعلن اتحاد الحريات المدنية الأمريكي في المبادئ التوجيهية التي تحكم اختيار الحالة و «التضارب بين القيم أو الأولويات المتنافسة» أن «الخطاب الذي يشوه سمعة مثل هذه الجماعات يمكن أن يلحق أضرارًا جسيمة ويقصد به، وغالبًا ما يعيق التقدم نحو المساواة». سبق أن دافع اتحاد الحريات المدنية الأمريكي عن حقوق حرية التعبير لحركة KKK والنازيين.
جادل اتحاد الحريات المدنية الأمريكي بأن قانون ماساتشوستس، الذي ألغته المحكمة العليا لاحقًا بالإجماع، كان دستوريًا. منع القانون مستشاري الأرصفة من الاقتراب من النساء خارج مرافق الإجهاض وتقديم بدائل للإجهاض، لكنه سمح للمرافقين بالتحدث إليهن ومرافقتهن إلى المبنى. في نقض القانون في قضية McCullen v. Coakley، قضت المحكمة العليا بالإجماع بأنها انتهكت حرية المستشارين في التعبير وأنه كان تمييزًا في وجهة النظر .
في عام 2009، قدم اتحاد الحريات المدنية ACLU موجزًا صديقًا في قضية Citizens United v. FEC، بحجة أن قانون إصلاح الحملة من الحزبين لعام 2002 انتهك التعديل الأول للحق في حرية التعبير من خلال تقليص الخطاب السياسي. تسبب هذا الموقف من قضية المواطنون المتحدون في خلاف كبير داخل المنظمة، مما أدى إلى مناقشة حول موقفها المستقبلي خلال اجتماع مجلس الإدارة ربع السنوي في عام 2010. في 27 مارس 2012، أعاد اتحاد الحريات المدنية الأمريكي تأكيد موقفه الداعم لقرار المحكمة العليا «مواطنون متحدون»، وفي نفس الوقت أعرب عن دعمه للتمويل العام الموسع للحملات الانتخابية وذكر أن المنظمة ستعارض بشدة أي تعديل دستوري مستقبلي يحد من حرية التعبير.

### قضايا LGBTQ
في مارس 2004، رفع اتحاد الحريات المدنية الأمريكي، جنبًا إلى جنب مع Lambda Legal والمركز الوطني لحقوق المثليات، دعوى قضائية ضد ولاية كاليفورنيا نيابة عن ستة أزواج من نفس الجنس حُرموا من تراخيص الزواج. هذه الحالة، Woo v. تم دمج Lockyer في النهاية في قضية إعادة الزواج، وهي قضية المحكمة العليا في كاليفورنيا والتي أدت إلى إتاحة زواج المثليين في تلك الولاية من 16 يونيو 2008، حتى تم تمرير الاقتراح 8 في 4 نوفمبر 2008. قام اتحاد الحريات المدنية ACLU و Lambda Legal والمركز الوطني لحقوق المثليات بتحدي الاقتراح 8  وفاز.
في عام 2010، تم إدخال اتحاد الحريات المدنية الأمريكي في إلينوي في قاعة مشاهير شيكاغو للمثليين والسحاقيات كصديق للمجتمع.
في عام 2011، بدأ اتحاد الحريات المدنية الأمريكي مشروع " لا تصفي"، لمواجهة الرقابة على الإنترنت ذات الصلة بـ LGBT في المدارس العامة في الولايات المتحدة.
في 7 يناير 2013، توصل اتحاد الحريات المدنية الأمريكي إلى تسوية مع الحكومة الفيدرالية في قضية كولينز ضد. الولايات المتحدة التي نصت على دفع أجر انتهاء الخدمة بالكامل لأفراد الخدمة الذين تم تسريحهم بموجب «لا تسأل، لا تخبر» منذ 10 نوفمبر 2004، والذين سبق لهم منح نصف هذا المبلغ فقط. وكان من المتوقع أن يحصل 181 على حوالي 13000 دولار لكل منهم.

### التعديل الثاني
في ضوء قرار هيلر الصادر عن المحكمة العليا والذي يعترف بأن الدستور يحمي حق الفرد في حمل السلاح، اتخذ الاتحاد الأمريكي للحريات المدنية في نيفادا موقفًا مؤيدًا «لحق الفرد في حمل السلاح وفقًا للوائح الدستورية المسموح بها» وتعهد «بالدفاع عن هذا الحق كما هو يدافع عن حقوق دستورية أخرى». منذ عام 2008، ساعد الاتحاد الأمريكي للحريات المدنية بشكل متزايد مالكي الأسلحة في استعادة الأسلحة النارية التي تم الاستيلاء عليها بشكل غير قانوني من قبل سلطات إنفاذ القانون.

### قضايا مكافحة الإرهاب

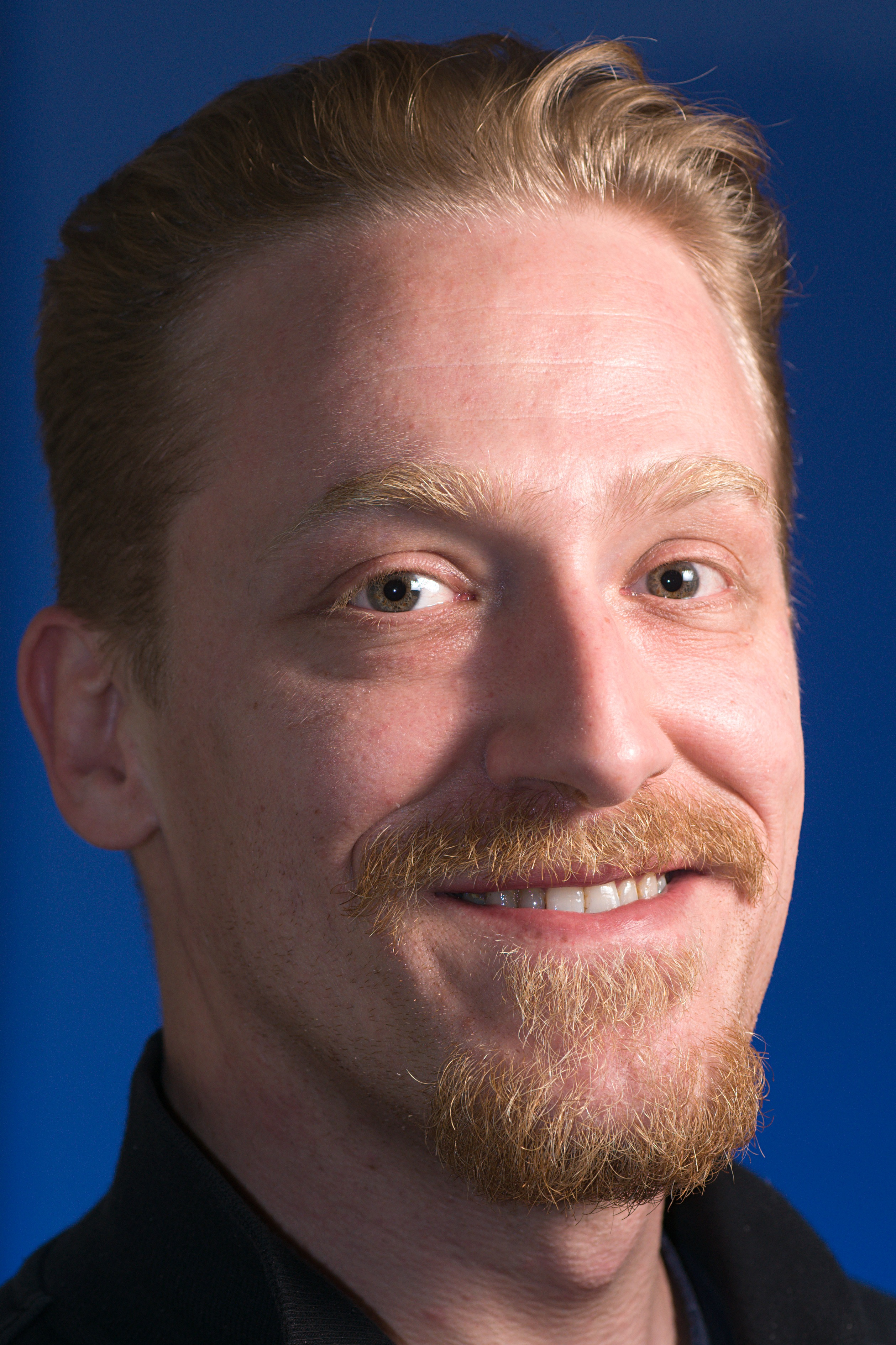
مثل اتحاد الحريات المدنية الأمريكي مزود خدمة الإنترنت نيكولاس ميريل في دعوى قضائية عام 2004 طعنت في حق الحكومة في جمع معلومات سرية حول الوصول إلى الإنترنت

بعد هجمات 11 سبتمبر، وضعت الحكومة الفيدرالية مجموعة واسعة من الإجراءات الجديدة لمكافحة الإرهاب، بما في ذلك تمرير قانون باتريوت . طعن اتحاد الحريات المدنية في العديد من الإجراءات، مدعيا أنها انتهكت الحقوق المتعلقة بالإجراءات القانونية الواجبة والخصوصية وعمليات التفتيش غير القانونية والعقوبات القاسية وغير العادية . ينص بيان سياسة ACLU على ما يلي:
خلال النقاش الذي أعقب ذلك بشأن التوازن الصحيح بين الحريات المدنية والأمن، زادت عضوية اتحاد الحريات المدنية بنسبة 20٪، ليصل إجمالي عدد الملتحقين بالجماعة إلى 330 ألفًا. استمر النمو، وبحلول أغسطس 2008 كانت عضوية ACLU أكبر من 500000. وظلت عند هذا المستوى حتى عام 2011.
كان اتحاد الحريات المدنية الأمريكي معارضًا صريحًا لقانون باتريوت الأمريكي لعام 2001، وقانون باتريوت 2 لعام 2003، والتشريعات المرتبطة به والتي صدرت ردًا على تهديد الإرهاب المحلي. استجابة لمتطلبات قانون باتريوت الأمريكي، انسحب اتحاد الحريات المدنية من حملة الحملة الخيرية الفيدرالية المشتركة . فرضت الحملة مطلبًا بوجوب فحص موظفي اتحاد الحريات المدنية الأمريكي مقابل قائمة مراقبة فيدرالية لمكافحة الإرهاب. صرح اتحاد الحريات المدنية الأمريكي بأنه "سيرفض 500 ألف دولار من المساهمات من الأفراد بدلاً من الخضوع لسياسة الحكومة" القائمة السوداء ".
في عام 2004، رفع اتحاد الحريات المدنية الأمريكي دعوى قضائية ضد الحكومة الفيدرالية في قضية اتحاد الحريات المدنية الأمريكية ضد. أشكروفت نيابة عن نيكولاس ميريل، مالك مزود خدمة الإنترنت . بموجب أحكام قانون باتريوت، أصدرت الحكومة خطابات الأمن القومي إلى ميريل لإجباره على تقديم معلومات الوصول الخاصة إلى الإنترنت من بعض عملائه. بالإضافة إلى ذلك، أصدرت الحكومة أمر حظر نشر على ميريل، منعته من مناقشة الأمر مع أي شخص.
في يناير 2006، رفع اتحاد الحريات المدنية ACLU دعوى قضائية، ACLU ضد. NSA، في محكمة مقاطعة فيدرالية في ميشيغان، تتحدى التجسس الحكومي في جدل المراقبة غير القانوني لوكالة الأمن القومي . في 17 أغسطس / آب 2006، قضت تلك المحكمة بأن برنامج التنصت بدون إذن قضائي غير دستوري وأمرت بإيقافه على الفور. ومع ذلك، تم تعليق الأمر في انتظار الاستئناف. قامت إدارة بوش بتعليق البرنامج أثناء الاستماع إلى الاستئناف. في فبراير 2008، رفضت المحكمة العليا الأمريكية استئنافًا من اتحاد الحريات المدنية الأمريكي للسماح له برفع دعوى قضائية ضد البرنامج الذي بدأ بعد وقت قصير من هجمات 11 سبتمبر الإرهابية.
كما رفع الاتحاد الأمريكي للحريات المدنية ومنظمات أخرى دعاوى قضائية منفصلة في جميع أنحاء البلاد ضد شركات الاتصالات. رفع اتحاد الحريات المدنية الأمريكي دعوى قضائية في إلينوي (Terkel v. AT&T) التي تم رفضها بسبب امتياز أسرار الولاية  واثنان آخران في كاليفورنيا يطلبان إصدار أوامر قضائية ضد AT&T وVerizon . في 10 أغسطس 2006، تم تحويل الدعاوى المرفوعة ضد شركات الاتصالات إلى قاضٍ فيدرالي في سان فرانسيسكو.
يمثل اتحاد الحريات المدنية الأمريكي مسلمًا أمريكيًا تم اعتقاله ولكن لم يتم اتهامه بارتكاب جريمة في قضية أشكروفت ضد الكيد، وهي قضية مدنية ضد المدعي العام السابق جون أشكروفت . في يناير 2010، نشر الجيش الأمريكي أسماء 645 معتقلاً محتجزًا في مرفق اعتقال مسرح باغرام في أفغانستان، لتعديل موقفه الراسخ منذ فترة طويلة ضد نشر مثل هذه المعلومات. تم تقديم هذه القائمة من خلال دعوى قضائية بموجب قانون حرية المعلومات تم رفعها في سبتمبر 2009 من قبل اتحاد الحريات المدنية، الذي طلب محاموه أيضًا معلومات مفصلة حول الشروط والقواعد واللوائح.
كما انتقد الاتحاد الأمريكي للحريات المدنية عمليات القتل المستهدف للمواطنين الأمريكيين الذين يقاتلون ضد الولايات المتحدة. في عام 2011، انتقد الاتحاد الأمريكي للحريات المدنية مقتل رجل الدين الإسلامي الراديكالي أنور العولقي على أساس أنه كان انتهاكًا لتعديله الخامس لحقه في عدم الحرمان من الحياة أو الحرية أو الممتلكات دون اتباع الإجراءات القانونية الواجبة.

### إدارة ترامب

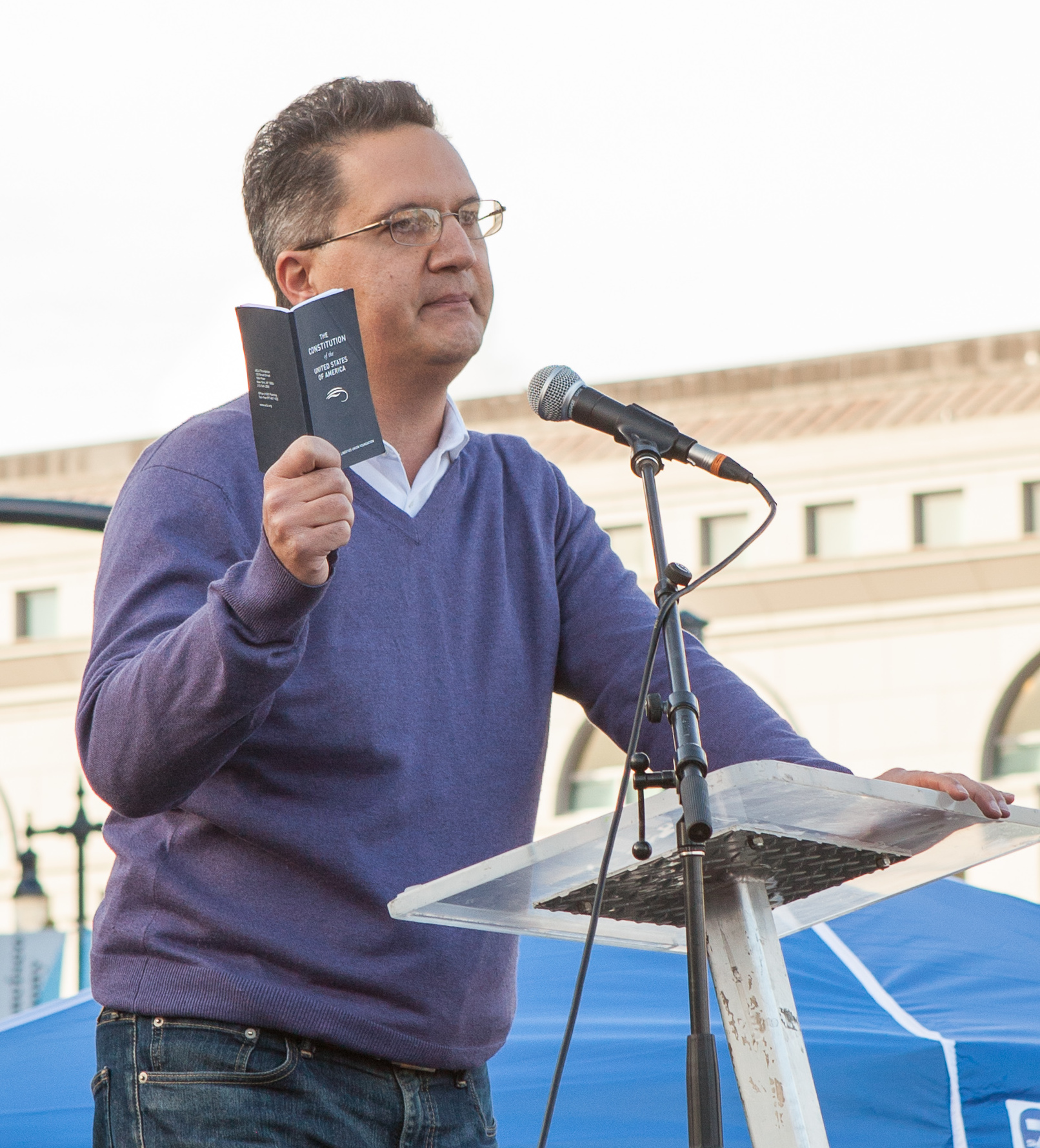
عبدي سلطاني، المدير التنفيذي لاتحاد الحريات المدنية بشمال كاليفورنيا، يتحدث في سان فرانسيسكو احتجاجًا على حظر الهجرة الأمريكي

بعد انتخاب دونالد ترامب رئيسًا في 8 نوفمبر 2016، رد اتحاد الحريات المدنية الأمريكي على تويتر قائلاً: «إذا حاول الرئيس المنتخب دونالد ترامب تنفيذ وعوده الانتخابية غير الدستورية، فسنراه في المحكمة». في 27 كانون الثاني (يناير) 2017، وقع الرئيس ترامب أمرًا تنفيذيًا بمنع «اللاجئين السوريين من دخول الولايات المتحدة إلى أجل غير مسمى، ووقف قبول جميع اللاجئين لمدة 120 يومًا، ومنع مواطني سبع دول ذات غالبية مسلمة، أو لاجئين أو غير ذلك، من دخول الولايات المتحدة بسبب 90 يومًا: إيران والعراق وليبيا والصومال والسودان وسوريا واليمن». ورد اتحاد الحريات المدنية برفع دعوى قضائية ضد الحظر نيابة عن حميد خالد درويش وحيدر سمير عبد الخالق الشاوي، اللذين كانا محتجزين في مطار جون كنيدي الدولي. في 28 يناير / كانون الثاني 2017، أصدرت قاضية المحكمة الجزئية الأمريكية آن دونلي أمرًا مؤقتًا ضد أمر الهجرة،  قائلة إنه من الصعب رؤية أي ضرر من السماح للمهاجرين الوافدين حديثًا بدخول البلاد.
استجابةً لأمر ترامب، جمع الاتحاد الأمريكي للحريات المدنية أكثر من 24 مليون دولار من أكثر من 350 ألف تبرع فردي عبر الإنترنت في فترة يومين. وبلغ هذا ستة أضعاف ما يتلقاه اتحاد الحريات المدنية في العادة من التبرعات عبر الإنترنت في العام. ومن بين المشاهير الذين تبرعوا كريس ساكا (الذي عرض مطابقة تبرعات الآخرين وقدم في النهاية 150 ألف دولار)، وروزي أودونيل، وجود أباتو، وسيا، وجون ليجند، وأديل . تضاعف عدد أعضاء اتحاد الحريات المدنية في الوقت من الانتخابات حتى نهاية يناير إلى مليون عضو.
زادت المنح والمساهمات من 106,628,381 دولارًا أمريكيًا تم الإبلاغ عنها في بيان الدخل في نهاية عام 2016 إلى 274,104,575 دولارًا أمريكيًا في بيان نهاية العام 2017. جاء المصدر الأساسي للإيرادات من هذا القطاع من المساهمات الفردية ردًا على انتهاكات رئاسة ترامب المزعومة للحريات المدنية . أدت الزيادة الكبيرة في التبرعات إلى زيادة إجمالي الدعم والإيرادات للمنظمات غير الربحية إلى أكثر من الضعف على أساس سنوي من عام 2016 إلى عام 2017. إلى جانب رفع دعاوى قضائية أكثر مما كان عليه خلال الإدارات الرئاسية السابقة، أنفق الاتحاد الأمريكي للحريات المدنية المزيد من الأموال على الإعلانات والرسائل أيضًا، مما أثر على الانتخابات وضغط المخاوف السياسية. أثار هذا الظهور العام المتزايد بعض الاتهامات بأن المنظمة أصبحت أكثر حزبية من الناحية السياسية مما كانت عليه في العقود السابقة.
بعد اعتقال مؤسس موقع ويكيليكس، جوليان أسانج، قال بن ويزنر من اتحاد الحريات المدنية الأمريكي إنه إذا قامت السلطات بمحاكمة أسانج «لانتهاكه قوانين السرية الأمريكية، فإن ذلك سيشكل سابقة خطيرة بشكل خاص للصحفيين الأمريكيين، الذين ينتهكون بشكل روتيني قوانين السرية الأجنبية لتقديم المعلومات. حيوية لمصلحة الجمهور».
في 10 أغسطس 2020، في مقال رأي لـ USA Today بقلم أنطوني دي روميرو، دعا اتحاد الحريات المدنية الأمريكي إلى تفكيك وزارة الأمن الداخلي الأمريكية بسبب نشر القوات الفيدرالية في يوليو 2020 أثناء احتجاجات جورج فلويد . في 26 أغسطس 2020، رفع الاتحاد الأمريكي للحريات المدنية دعوى قضائية نيابة عن سبعة متظاهرين وثلاثة من قدامى المحاربين من الاحتجاجات التالية في بورتلاند، أوريغون، والتي اتهمت إدارة ترامب باستخدام القوة المفرطة والاعتقالات غير القانونية مع ضباط فيدراليين.
في يونيو 2020، رفع اتحاد الحريات المدنية الأمريكي دعوى قضائية ضد الحكومة الفيدرالية لرفضها قروض برنامج حماية الراتب لأصحاب الأعمال من ذوي الخلفيات الجنائية. اثنين على الأقل من فروع اتحاد الحريات المدنية في ولاية مونتانا وتكساس حصلت على قروض PPP، وفقا ل SBA .

### إطلاق النار على جوكيس كليمونس
احتج اتحاد الحريات المدنية بولاية تينيسي على إطلاق النار على جوك كليمونز الذي وقع في ناشفيل بولاية تينيسي في 10 فبراير 2017. في 11 مايو 2017، قرر جلين فونك، المدعي العام لمقاطعة ديفيدسون، عدم مقاضاة ضابط الشرطة جوشوا ليبرت، ودعوا إلى مجلس مراجعة مستقل للمجتمع وضباط شرطة ناشفيل لارتداء كاميرات الجسم، والتي وافق عليها الناخبون المحليون في استفتاء.

## الحواشي
1. ↑   https://projects.propublica.org/nonprofits/organizations/133871360. اطلع عليه بتاريخ 2025-01-21. {{استشهاد ويب}}: |url= بحاجة لعنوان (مساعدة) والوسيط |title= غير موجود أو فارغ (من ويكي بيانات) (مساعدة)
2. ↑   https://web.archive.org/web/20241207183513/https://action.aclu.org/give/giving-to-aclu-or-aclu-foundation. اطلع عليه بتاريخ 2025-01-21. {{استشهاد ويب}}: |url= بحاجة لعنوان (مساعدة) والوسيط |title= غير موجود أو فارغ (من ويكي بيانات) (مساعدة)
3. ↑  FAQs | American Civil Liberties Union نسخة محفوظة 02 فبراير 2018 على موقع واي باك مشين.
4. ↑  "Annual report fiscal year 2007" (PDF). American Civil Liberties Union. ص. 2. مؤرشف من الأصل (PDF) في 2016-03-03. اطلع عليه بتاريخ 2015-03-10.
5. ↑  "ACLU and ACLU Foundation: What Is the Difference?". American Civil Liberties Union web site. ACLU. مؤرشف من الأصل في 2007-09-06. اطلع عليه بتاريخ 2007-09-05.
6. ↑  Cole, David (23 Mar 2017). "Why Free Speech Is Not Enough". New York Review of Books (بالإنجليزية). ISSN:0028-7504. Archived from the original on 2021-01-26. Retrieved 2019-09-23.
7. ↑  "About the ACLU". مؤرشف من الأصل في 2021-01-25. اطلع عليه بتاريخ 2017-02-06.
8. ↑  "ACLU History" (بالإنجليزية). Archived from the original on 2021-02-02. Retrieved 2021-02-06.
9. ↑  "Susan N. Herman, President." American Civil Liberties Union. Retrieved May 9, 2015. نسخة محفوظة 23 سبتمبر 2019 على موقع واي باك مشين.
10. ↑  "Anthony D. Romero, Executive Director." American Civil Liberties Union. Retrieved May 9, 2015. نسخة محفوظة 23 سبتمبر 2019 على موقع واي باك مشين.
11. ↑  Croghan، Lore (28 فبراير 2005). "ACLU is high on Lower Manhattan". نيويورك ديلي نيوز. مؤرشف من الأصل في 2017-08-30. اطلع عليه بتاريخ 2015-03-10.
12. ↑  Walker, pp. 102–103.
13. ↑  Sherman, Scott, "ACLU v. ACLU", The Nation, January 18, 2007. نسخة محفوظة 4 ديسمبر 2018 على موقع واي باك مشين.
14. ↑  Walker, pp. 292–294
15. ↑  IRS Forms 990, part VIII, Line 1 – "Contributions, Gifts, Grants and Other Similar Amounts"

   - for ACLU for periods ending March 31 of 2012, 2013, 2014, 2015, 2016 2017, 2018, and 2020,

    - for ACLU Foundation for periods ending March 31 of 2012, 2013, 2014, 2015, 2016, 2017, 2018, and 2020
   -(data unavailable for 2019; text labels in graph rounded to nearest million). "نسخة مؤرشفة" (PDF). مؤرشف من الأصل في 2021-03-07. اطلع عليه بتاريخ 2021-02-06.{{استشهاد ويب}}:  صيانة الاستشهاد: BOT: original URL status unknown (link)
16. ↑  Stack، Liam (30 يناير 2017). "Donations to A.C.L.U. and Other Organizations Surge After Trump's Order". The New York Times. مؤرشف من الأصل في 2017-01-31. اطلع عليه بتاريخ 2018-09-18.
17. ↑  American Civil Liberties Union ... Consolidated Financial Report, March 31, 2014, p. 4. نسخة محفوظة 29 أكتوبر 2018 على موقع واي باك مشين.
18. ↑  American Civil Liberties Union Annual Report 2014, p. 30. Retrieved May 10, 2015. نسخة محفوظة 4 مارس 2016 على موقع واي باك مشين.
19. ↑  Based on total expenses reported on the 990 forms of the Foundation and the Union, respectively; see 990 Forms, 2010-2013, American Civil Liberties Union website, "Financials" section. نسخة محفوظة 10 سبتمبر 2016 على موقع واي باك مشين.
20. ↑  Nickerson, Gregory (April 1, 2015). National office closes Wyoming ACLU chapter. Wyofile: People, Places & Policy [Wyoming news service]. See paragraph 5. Nickerson mentions the Puerto Rico office, and a single office for North and South Dakota, as other examples of smaller offices receiving subsidies. Retrieved May 10, 2015. "نسخة مؤرشفة". مؤرشف من الأصل في 2015-05-10. اطلع عليه بتاريخ 2019-11-25.{{استشهاد ويب}}:  صيانة الاستشهاد: BOT: original URL status unknown (link)
21. ↑  American Civil Liberties Union ... Consolidated Financial Report, March 31, 2014, p. 10, Note 1. Organization: "Although the ACLU plays no direct role in the governance of ... the affiliates, the organizations jointly fund-raise and work together on certain programs and the ACLU, through either the Union or Foundation, as appropriate, at its sole discretion provides targeted financial and other support to the affiliates." نسخة محفوظة 29 أكتوبر 2018 على موقع واي باك مشين.
22. ↑  Stephanie Strom (19 أكتوبر 2004). "A.C.L.U. Rejects Foundation Grants Over Terror Language". The New York Times. مؤرشف من الأصل في 2015-05-28.
23. ↑  See Kaminer, pp. 68–70 for a discussion of an internal scandal in which Romero was accused of attempting to accept the funds without disclosing the terms to the ACLU board.
24. ↑  "Title 42, Chapter 21, Subchapter I, § 1988. Proceedings in vindication of civil rights". مؤرشف من الأصل في 2021-04-22.
25. ↑  Report No. 109-657, H.R. 2679, available at GPO. نسخة محفوظة 2010-12-07 على موقع واي باك مشين.
26. ↑  Report No. 109-657, H.R. 2679, available at GPO. نسخة محفوظة 7 ديسمبر 2010 على موقع واي باك مشين.
27. ↑  "Local ACLU Affiliates". أمريكاn Civil Liberties Union web site. ACLU. مؤرشف من الأصل في 2010-08-19. اطلع عليه بتاريخ 2010-08-20.
28. ↑  "Affirmative Action". ACLU. مؤرشف من الأصل في 2015-03-23. اطلع عليه بتاريخ 2013-06-26.
29. ↑  Reproductive Freedom Retrieved January 6, 2012. نسخة محفوظة 2015-03-23 على موقع واي باك مشين.
30. ↑  Campaign Finance Reform Retrieved January 6, 2012. نسخة محفوظة 2015-03-23 على موقع واي باك مشين.
31. ↑  "Tough Questions about ACLU Positions" (PDF). acluaz.org. مؤرشف من الأصل (PDF) في 2013-12-17. اطلع عليه بتاريخ 2013-12-16.
32. ↑  .Criminal Law Reform Retrieved January 6, 2012. نسخة محفوظة 2015-04-07 على موقع واي باك مشين.
33. ↑  Capital Punishment Retrieved January 6, 2012. نسخة محفوظة 2015-03-28 على موقع واي باك مشين.
34. ↑  Free Speech Retrieved January 6, 2012. نسخة محفوظة 2015-03-23 على موقع واي باك مشين.
35. ↑  Kaminer, Wendy (20 Jun 2018). "The ACLU Retreats From Free Expression". وول ستريت جورنال (بالإنجليزية الأمريكية). ISSN:0099-9660. Archived from the original on 2021-02-01. Retrieved 2018-06-21.
36. ↑  Sykes, Michael (21 Jun 2018). "Leaked memo reveals ACLU debate on defense of free speech". Axios (بالإنجليزية). Archived from the original on 2018-06-22. Retrieved 2018-06-22.
37. ↑  Second Amendment, January 17, 2013. Retrieved February 24, 2013. نسخة محفوظة 2015-03-18 على موقع واي باك مشين.
38. ↑  Blumenthal، Ralph (5 أبريل 2007). "Unusual Allies in a Legal Battle Over Texas Drivers' Gun Rights". The New York Times. مؤرشف من الأصل في 2021-02-11.
39. ↑  "The Plum Line". The Washington Post. مؤرشف من الأصل في 2020-12-18.
40. ↑  HIV/AIDS Retrieved January 6, 2012. نسخة محفوظة 2015-03-23 على موقع واي باك مشين.
41. ↑  Human Rights Retrieved January 6, 2012. نسخة محفوظة 2015-03-23 على موقع واي باك مشين.
42. ↑  Immigrant Rights Retrieved January 6, 2012. نسخة محفوظة 2015-03-23 على موقع واي باك مشين.
43. ↑  LGBT Rights Retrieved January 6, 2012. نسخة محفوظة 2015-03-23 على موقع واي باك مشين.
44. ↑  National Security Retrieved January 6, 2012. نسخة محفوظة 2015-03-23 على موقع واي باك مشين.
45. ↑  Prisoners' Rights Retrieved January 6, 2012. نسخة محفوظة 2015-03-23 على موقع واي باك مشين.
46. ↑  Technology and Liberty Retrieved January 6, 2012. نسخة محفوظة 2015-03-23 على موقع واي باك مشين.
47. ↑  A Test of Free Speech and Bias, Served on a Plate From Texas, New York Times, March 22, 2015 نسخة محفوظة 2 فبراير 2021 على موقع واي باك مشين.
48. ↑  Racial Justice Retrieved January 6, 2012. نسخة محفوظة 2015-03-23 على موقع واي باك مشين.
49. ↑  Freedom of Religion and Belief – Retrieved January 6, 2012. نسخة محفوظة 2015-03-24 على موقع واي باك مشين.
50. ↑  "Using Religion to Discriminate". American Civil Liberties Union (بالإنجليزية). Archived from the original on 2020-11-24. Retrieved 2018-06-22.
51. ↑  Single-Sex Education | American Civil Liberties Union. Aclu.org. Retrieved on May 24, 2014. نسخة محفوظة 2015-03-25 على موقع واي باك مشين.
52. ↑  ACLU Statement on Defending Free Speech of Unpopular Organizations, August 31, 2000. Retrieved January 19, 2012. نسخة محفوظة 24 مارس 2015 على موقع واي باك مشين.
53. ↑  Finan, Christopher M. (2007), From the Palmer Raids to the Patriot Act: a history of the fight for free speech in America, Beacon Press, pp. 158–59. (Robeson)
54. 1 2 3 4  Walker, pp. 323–31.
55. ↑  Walker, pp. 219–20 (prayer in school).
56. ↑  Kittle, M.D. "Survey highlights 'nonpartisan' ACLU's liberal biases". Watchdog.org (بالإنجليزية). Archived from the original on 2017-12-18. Retrieved 2018-02-10.
57. 1 2  Walker, pp. 284–85.
58. 1 2  Donaldson-Evans, Catherine (January 12, 2004), "ACLU Comes to Rush Limbaugh's Defense" نسخة محفوظة January 15, 2013, على موقع واي باك مشين., Fox News
59. ↑  Walker, p. 242 (Wallace).
60. ↑  Walker, p. 103 (Ford).
61. ↑  Walker, p. 375 (North).
62. ↑  ACLU list of successes (Gregory). نسخة محفوظة 2021-02-02 على موقع واي باك مشين.
63. 1 2 3 4  Walker, p. 82.
64. ↑  Walker, p. 200 (Kent).
65. ↑  Biskupic، Joan. "ACLU takes heat for its free-speech defense". CNN. مؤرشف من الأصل في 2019-09-16. اطلع عليه بتاريخ 2018-02-25.
66. ↑  "ACLU Statement on Charlottesville Violence and Demonstrations". American Civil Liberties Union (بالإنجليزية). Archived from the original on 2019-02-15. Retrieved 2018-02-25.
67. ↑  Biskupic، Joan. "ACLU takes heat for its free-speech defense". CNN. مؤرشف من الأصل في 2021-01-09. اطلع عليه بتاريخ 2018-02-25.
68. ↑  Goldstein, Joseph (17 Aug 2017). "After Backing Alt-Right in Charlottesville, A.C.L.U. Wrestles With Its Role". The New York Times (بالإنجليزية الأمريكية). ISSN:0362-4331. Archived from the original on 2020-12-20. Retrieved 2018-02-25.
69. ↑  ACLU Statement on Defending Free Speech of Unpopular Organizations, August 31, 2000. Retrieved January 19, 2012. نسخة محفوظة 2015-03-24 على موقع واي باك مشين.
70. ↑  Joe Palazzolo (17 أغسطس 2017). "ACLU Will No Longer Defend Hate Groups Protesting With Firearms". مؤرشف من الأصل في 2021-01-16. اطلع عليه بتاريخ 2020-04-04.
71. ↑  Dara Lind (21 أغسطس 2017). "Why the ACLU is adjusting its approach to "free speech" after Charlottesville". Vox. مؤرشف من الأصل في 2021-02-01. اطلع عليه بتاريخ 2020-04-04.
72. ↑  Goldstein, Joseph (17 Aug 2017). "After Backing Alt-Right in Charlottesville, A.C.L.U. Wrestles With Its Role". The New York Times (بالإنجليزية الأمريكية). ISSN:0362-4331. Archived from the original on 2019-11-13. Retrieved 2018-02-25.
73. ↑  Walker, pp. 17, 20.
74. ↑  Walker, pp. 23–24, 30.
75. ↑  Walker, p. 26.
76. ↑  Walker, p. 27.
77. ↑  Walker, p. 30.
78. 1 2 3  Walker, p. 47.
79. ↑  Walker, p. 66.
80. 1 2  Walker, p. 70.
81. ↑  Walker, p. 67.
82. 1 2  Walker, pp. 51–52.
83. 1 2  Walker, p. 52.
84. 1 2 3  Walker, p. 53.
85. ↑  Walker, p. 55
86. ↑  Walker, p. 57.
87. ↑  Walker, p, 58.
88. ↑  Walker, p. 59.
89. ↑  Walker, p. 60.
90. ↑  Walker, p. 61.
91. ↑  Walker, p. 68.
92. 1 2 3 4  Walker, p. 63.
93. ↑  Walker, p. 71.
94. ↑  University of Missouri-Kansas City School of Law, "Tennessee v. John Scopes: The 'Monkey Trial' (1925)", Famous Trials in American History, last updated April 25, 2005 (last visited January 7, 2008). نسخة محفوظة 2015-02-09 على موقع واي باك مشين.
95. ↑  "The Evolution-Creationism Controversy: A Chronology". مؤرشف من الأصل في 2004-04-09.
96. ↑  Walker, p. 73.
97. ↑  Walker, p. 75. The newspaper was the St. Louis Post Dispatch.
98. ↑  Berkman, Michael (2010), Evolution, Creationism, and the Battle to Control America's Classrooms, Cambridge University Press, pp. 100–01.
99. ↑  Walker, pp. 78–79. The case was in New Jersey, State v. Butterworth. Decision quoted by Walker.
100. ↑  Walker, p. 79.
101. ↑  Walker, p. 80.
102. ↑  268 U.S. [الإنجليزية]‏ 510 (1925)
103. ↑  "Pierce v. Society of Sisters". University of Chicago Kent School of Law. مؤرشف من الأصل في 2015-09-24. اطلع عليه بتاريخ 2013-06-28.
104. 1 2 3  Kauffman 1982.
105. ↑  Alley 1999.
106. ↑  Walker, p. 81
107. ↑  Walker, p. 82. The cases included Gitlow (1925), Whitney (1927), Powell (1932), and Patterson (1935).
108. 1 2 3 4  Walker, p. 86.
109. 1 2 3 4  Walker, p. 85.
110. ↑  Walker, p. 90
111. ↑  Walker, p. 91.
112. 1 2 3 4  Walker, p. 112
113. 1 2 3 4  Walker, p. 87.
114. ↑  Walker, p. 88.
115. 1 2  Walker, p. 89.
116. ↑  The Margold Report was named after its principal author, Nathan Ross Margold, a white attorney.
117. ↑  Walker, p. 92.
118. ↑  Walker, p. 95.
119. 1 2  Walker, p. 96.
120. 1 2  Walker, p. 97
121. ↑  Walker, p. 100.
122. ↑  Walker, pp. 99–100.
123. ↑  Walker, p. 98.
124. 1 2  Walker, pp. 105–06.
125. 1 2  Walker, p. 106.
126. ↑  Court decision quoted by Walker, p. 106.
127. 1 2 3  Walker, p. 107.
128. ↑  Wagner, p. 101.
129. 1 2 3 4  Walker, pp. 102–03.
130. 1 2  Walker, p. 103.
131. 1 2  Walker, p. 104.
132. ↑  The ACLU was not the primary legal representative; the Witnesses had their own legal team, led by Hayden C. Covington during this era.
133. 1 2 3  Walker, p. 108.
134. 1 2  Walker, p. 109.
135. ↑  Justice Robert Jackson quoted by Walker, p. 109.
136. ↑  Walker, p. 115.
137. ↑  Walker, pp. 116–17.
138. 1 2 3  Walker, p. 117.
139. ↑  Walker, pp. 117–18.
140. 1 2  Walker, p. 118.
141. ↑  Walker, p. 119.
142. ↑  Walker, p. 120.
143. 1 2  Walker, p. 121.
144. ↑  Walker, p. 122.
145. ↑  Walker, p. 123.
146. ↑  The Smith Act was ruled unconstitutional in 1957.
147. 1 2  Walker, p. 133.
148. ↑  Walker, p. 128.
149. ↑  Walker, pp. 132–33.
150. 1 2 3  Walker, p. 140.
151. 1 2 3  Walker, p. 135.
152. ↑  Walker, p. 137.
153. 1 2  Walker, p. 138.
154. ↑  Walker, p. 139.
155. 1 2 3 4 5 6  Niiya، Brian. "American Civil Liberties Union". Densho Encyclopedia. مؤرشف من الأصل في 2021-01-14. اطلع عليه بتاريخ 2014-09-24.
156. ↑  Walker, p. 142.
157. ↑  Walker, p. 145.
158. ↑  Walker, pp. 146–47
159. ↑  Chin, Steven A. When Justice Failed: The Fred Korematsu Story, Raintree, 1992, p. 95.
160. ↑  Walker, p. 157.
161. ↑  Niiya، Niiya. Besig/ "Ernest Besig". Densho Encyclopedia. مؤرشف من الأصل في 2020-12-01. اطلع عليه بتاريخ 2014-09-26. {{استشهاد ويب}}: تحقق من قيمة |مسار أرشيف= (مساعدة)
162. ↑  Yamato، Sharon (21 أكتوبر 2014). "Carrying the Torch: Wayne Collins Jr. on His Father's Defense of the Renunciants". Discover Nikkei. مؤرشف من الأصل في 2018-07-28. اطلع عليه بتاريخ 2018-09-30.
163. ↑  Wollenberg، Charles (2018). Rebel Lawyer: Wayne Collins and the Defense of Japanese American Rights. Heyday. ص. 49–51. ISBN:978-1597144360. مؤرشف من الأصل في 2021-03-08.
164. 1 2 3 4 5 6 7  Walker, p. 186.
165. ↑  Walker, pp. 168–69.
166. ↑  Walker, p. 164.
167. ↑  Walker, pp. 173–75.
168. ↑  Walker, pp. 175–76.
169. ↑  Walker, pp. 176, 210.
170. ↑  walker, p. 176.
171. ↑  Walker, p. 177.
172. 1 2  Walker, p. 179
173. 1 2  Walker, p. 181.
174. ↑  Walker, p. 183.
175. 1 2 3  Walker, p. 185.
176. 1 2  Walker, p 187.
177. 1 2  Walker, p. 195.
178. 1 2  Walker, p. 188.
179. ↑  Walter, pp. 188–89.
180. ↑  Walker, p 190. The case was Speiser v. Randall.
181. ↑  Walker, photo caption of Flynn, page following 214.
182. ↑  Walker, pp. 193, 195–96.
183. ↑  Walker, pp. 191–93.
184. ↑  "Raymond L. Wise, 91, Dies; Former Director of A.C.L.U." New York Times. 8 يوليو 1986. مؤرشف من الأصل في 2020-01-03. اطلع عليه بتاريخ 2017-04-01.
185. ↑  Walker, pp. 205–06.
186. 1 2  Walker, p. 207.
187. 1 2 3  Walker, p. 208.
188. ↑  Walker, p. 199.
189. ↑  Walker, p. 200.
190. ↑  Walker, p. 201.
191. ↑  Walker, pp. 201–02.
192. ↑  Walker, p. 202. The case was Slochower v. Board of Higher Education of New York City, 350 US 551 (1956).
193. ↑  Walker, pp. 208–11.
194. ↑  Walker, p. 209.
195. 1 2  Walker, p. 210.
196. ↑  Graham's proposal quoted in Walker
197. ↑  Walker, pp. 210–11.
198. 1 2  Walker, p. 211.
199. ↑  كورليس لامونت, in particular, portrayed that era as a major lapse of principle.
200. ↑  Walker, p. 212.
201. ↑  Walker, pp. 213–14, 217–18.
202. ↑  Walker, pp. 240–42.
203. 1 2  Walker, p. 246.
204. 1 2 3 4  Walker, p. 217
205. ↑  Membership numbers are from 1955 and 1965.
206. 1 2  Walker, p. 236.
207. 1 2 3  Walker, p. 219
208. ↑  Black quoted by Walker.
209. ↑  Black was paraphrasing Thomas Jefferson, who first employed the metaphor of a wall. Urofsky, Melvin, "Church and State", in Bodenhamer, p. 67.
210. 1 2 3 4  Walker, p. 221.
211. 1 2 3  Walker, p. 222.
212. 1 2  Walker, p. 223
213. ↑  Walker, p. 223.
214. ↑  Walker, p. 224
215. 1 2  Walker, p. 225.
216. 1 2 3  Walker, p. 227.
217. ↑  Walker, p. 229.
218. ↑  Walker, p. 230.
219. 1 2 3  Walker, p. 231.
220. ↑  Walker, p. 232.
221. ↑  Walker, p. 235.
222. ↑  Walker, p. 233.
223. ↑  Walker, pp. 232–33.
224. ↑  Walker, p. 234.
225. 1 2 3 4  Walker, p. 238.
226. ↑  ACLU, ACLU Amicus Brief in Brown v. Board of Education, October 11, 1952 (PDF brief). نسخة محفوظة 2008-04-23 على موقع واي باك مشين.
227. ↑  Walker, pp. 255–57.
228. ↑  Walker, p. 247.
229. ↑  Walker, pp. 246–50.
230. ↑  Walker, pp. 246–48.
231. ↑  Walker, pp. 248–49.
232. ↑  Walker, pp. 249–51.
233. ↑  Walker, pp. 252–53.
234. ↑  Walker, p. 250.
235. ↑  Walker, pp. 250–51.
236. ↑  Walker, p. 252.
237. ↑  Walker, p. 274.
238. 1 2  Walker, pp. 257, 261–62.
239. ↑  Walker, pp. 262–64.
240. 1 2 3  Walker, p. 262
241. ↑  The count of affiliates is of affiliates with a permanent staff.
242. ↑  Walker, p. 263. Characterizations by Samuel Walker.
243. ↑  Walker, pp. 263–64.
244. ↑  Walker, p. 261.
245. 1 2  Walker, p. 263.
246. 1 2  Walker, p. 264.
247. ↑  Walker, pp. 264–65.
248. ↑  Walker, p. 266.
249. ↑  Walker, p. 267.
250. ↑  Walker, pp. 268–69.
251. ↑  Walker, pp. 270–71.
252. ↑  Walker, p. 271.
253. ↑  ACLU list of successes؛ the case was Gregory v. Chicago, 394 US 111. نسخة محفوظة 2021-02-02 على موقع واي باك مشين.
254. 1 2  Walker, p. 280.
255. ↑  Walker, p. 280. Meredith, in fact, was not assassinated.
256. 1 2  Walker, p. 281.
257. ↑  Walker, p. 286.
258. 1 2  Walker, p. 285.
259. ↑  Walker, pp. 289–90.
260. ↑  Jones، Glyn (10 نوفمبر 1973). "ACLU Would Impeach Nixon". Greenfield Recorder. Pocumtuck Valley Memorial Association. #L06.052. مؤرشف من الأصل في 2019-12-01. اطلع عليه بتاريخ 2019-10-16.
261. ↑  Clack، Alfred E. (5 أكتوبر 1973). "A.C.L.U. Asks Impeachment of Nixon". The New York Times. مؤرشف من الأصل في 2020-01-03. اطلع عليه بتاريخ 2019-10-15 – عبر Times's print archive.
262. ↑  "Impeachment Book Offered By A.C.L.U." The New York Times. 25 نوفمبر 1973. مؤرشف من الأصل في 2020-08-20. اطلع عليه بتاريخ 2019-10-15 – عبر Times's print archive.
263. ↑  Walker, p. 294
264. ↑  Walker, pp. 314–16.
265. ↑  Walker, p. 299. Key ACLU leaders in this effort were Ira Glasser and آريه نيير  [لغات أخرى]‏
266. ↑  Raskin, James B. (2009), "No Enclaves of Totalitarianism", American University Law Review, Vol. 58:1193.
267. ↑  Walker, p. 307.
268. 1 2 3  Walker, p. 309.
269. ↑  Siegel, F. (2013). The Future Once Happened Here: New York, D.C., L.A., and the Fate of America's Big Cities. Encounter Books. ص. 205. ISBN:978-1594035555. مؤرشف من الأصل في 2019-12-23. اطلع عليه بتاريخ 2014-10-03.
270. ↑  Note, "Beyond the Ken of Courts", Yale Law Journal 72 (1963):506. Cited by Walker, p. 310.
271. ↑  Walker, p. 310.
272. ↑  Walker, pp. 310–11. The ACLU was not involved in the Landman case.
273. ↑  Pullman, Sandra (March 7, 2006). "Tribute: The Legacy of Ruth Bader Ginsburg and WRP Staff". ACLU.org. Accessed November 18, 2010. نسخة محفوظة 2015-03-19 على موقع واي باك مشين.
274. ↑  Walker, p. 299.
275. ↑  The ERA was passed by congress in 1972, but failed to be ratified by the states.
276. ↑  Walker, pp. 304–05.
277. ↑  Walker, p. 312.
278. ↑  State Of Minnesota. (PDF). Retrieved on May 24, 2014. نسخة محفوظة 2020-12-08 على موقع واي باك مشين.
279. 1 2  Walker, p. 313.
280. ↑  "ACLU and Center for Reproductive Rights Ask Court to Protect the Health and Rights of a Florida Rape Victim". Center for Reproductive Rights (بالإنجليزية). 20 Feb 2014. Archived from the original on 2017-08-07. Retrieved 2017-05-01.
281. ↑  "How Is Trump Planning to Attack Reproductive Rights, LGBT Equality, and Religious Minorities? We'll Find Out". Common Dreams (بالإنجليزية). Archived from the original on 2017-05-16. Retrieved 2017-04-02.
282. ↑  "Clara Bell Duvall Reproductive Freedom Project, ACLU of PA". Idealist (بالإنجليزية). Archived from the original on 2018-12-15. Retrieved 2017-05-01.
283. ↑  "ACLU Reproductive Freedom Project | Prison Activist Resource Center". www.prisonactivist.org. مؤرشف من الأصل في 2018-12-15. اطلع عليه بتاريخ 2017-04-02.
284. ↑  "Project Directory". Tides (بالإنجليزية). Archived from the original on 2017-02-01. Retrieved 2017-05-01.
285. ↑  Hartmann، Susan M. (1 يناير 1998). "Litigating Feminist Principles". في Hartmann (المحرر). The Other Feminists. Activists in the Liberal Establishment. Yale University Press. ص. 53–91. ISBN:978-0300074642. JSTOR:j.ctt32bqj0.7.
286. ↑  "Richmond Reproductive Freedom Project". National Network of Abortion Funds (بالإنجليزية الأمريكية). Archived from the original on 2017-05-19. Retrieved 2017-05-01.
287. 1 2  "Center for Reproductive Rights, Planned Parenthood, ACLU File Challenges to Abortion Restrictions in Three States". Center for Reproductive Rights (بالإنجليزية). 27 Sep 2013. Archived from the original on 2017-07-09. Retrieved 2017-05-01.
288. ↑  "For Women's Reproductive Freedom, a Chill Wind Blows". The American Prospect (بالإنجليزية). Archived from the original on 2017-05-02. Retrieved 2017-05-01.
289. ↑  "Abstinence-Only Education in the Courts" (بالإنجليزية). Archived from the original on 2018-11-03. Retrieved 2017-05-02.
290. ↑  dejanikus، tacie (1 يناير 1982). "spousal notification upheld in florida suit". Off Our Backs. ج. 12 ع. 2: 9. JSTOR:25774248.
291. ↑  "ACLU of PA: Clara Bell Duvall Reproductive Freedom Project – Philadelphia". Philadelphia.pa. مؤرشف من الأصل في 2018-02-28. اطلع عليه بتاريخ 2017-05-01.
292. ↑  Walker, pp. 300–01
293. ↑  Walker, p. 302.
294. ↑  Walker, p. 303.
295. ↑  Walker, p. 303. The ACLU did not participate directly in Roe v. Wade, but did lead the effort in the companion case Doe v. Bolton.
296. ↑  Walker, p. 308.
297. ↑  Walker, p. 317.
298. ↑  Bishop, Joseph W., "Politics and the ACLU", Commentary 52 (December 1971): 50–58. Bishop cited by Walker. Bishop was professor of law at Yale.
299. 1 2  Walker, p. 318.
300. ↑  Walker, pp. 319, 363. Bush quoted by Walker.
301. ↑  Walker, p. 323 (Rockwell); Walker, p. 242 (Wallace).
302. ↑  Walker, p. 323.
303. ↑  Ed McManus, "Nazi March: What's It All About?", Illinois Issues, v.13, Nov. 1978 (available at Illinois Periodicals Online نسخة محفوظة September 8, 2006, على موقع واي باك مشين.).

The federal appeal case was Smith v. Collin 447 F. Supp. 676. See also Supreme Court: Smith v. Collin, 439 US 916 (1978), and National Socialist Party v. Skokie, 432 US 43 (1977).
304. ↑  30,000 ACLU members resigned in protest.
305. ↑  Philippa Strum, When the Nazis Came to Skokie: Freedom for Speech We Hate (University Press of Kansas) (University of Kansas Press publisher's catalog description نسخة محفوظة August 27, 2007, على موقع واي باك مشين.).
306. ↑  "Membership woes hurt ACLU while others gain". مؤرشف من الأصل في 2007-09-27. اطلع عليه بتاريخ 2006-10-07.
307. ↑  "2d suit to block Nazis from Skokie march fails". مؤرشف من الأصل في 2007-09-27. اطلع عليه بتاريخ 2006-10-07.
308. ↑  "The High Cost of Free Speech: A.C.L.U. dilemma: defending "hateful and heinous" ideas". Time. 28 يونيو 1978. مؤرشف من الأصل في 2009-06-24. اطلع عليه بتاريخ 2009-05-18.
309. ↑  Consumer Price Index (estimate) 1800–2014. Federal Reserve Bank of Minneapolis. Retrieved February 27, 2014.
310. ↑  Walker, p. 239.
311. ↑  Walker, pp. 342–43.

McLean v. Arkansas Board of Education  [لغات أخرى]‏, 529 F. Supp. 1255 (E.D. Ark. 1982) ("transcription" by Clark Dorman, January 30, 1996, at TalkOrigins). نسخة محفوظة 2020-11-12 على موقع واي باك مشين.
312. ↑  "Letter to Reps. Smith and Scott on H.R. 4623, the "Child Obscenity and Pornography Prevention Act of 2002"". ACLU.org. 8 مايو 2002. مؤرشف من الأصل في 2007-12-14. اطلع عليه بتاريخ 2007-11-20.
313. ↑  "Debating Our Destiny: The 1988 Debates". مؤرشف من الأصل في 2013-12-31.
314. ↑  Randall Rothenburg (28 سبتمبر 1988). "A.C.L.U. Goes Hollywood in Countering Bush's Campaign of Derision". نيويورك تايمز. مؤرشف من الأصل في 2020-08-29. اطلع عليه بتاريخ 2008-09-28.
315. 1 2  ACLU, "ACLU Statement on Defending Free Speech of Unpopular Organizations", August 31, 2000. نسخة محفوظة 2009-10-16 على موقع واي باك مشين.
316. ↑  Walker, p. 375. The federal appeals court case is North v. United States 910 F.2d 843.
317. ↑  "The Iran-Contra Affair – 1986-1987". Washington Post. 27 مارس 1998. مؤرشف من الأصل في 2020-12-08. اطلع عليه بتاريخ 2012-03-07.
318. ↑  "521 U. S. 844 (1997)" (PDF). مؤرشف من الأصل (PDF) في 2017-11-14. اطلع عليه بتاريخ 2017-06-27.
319. ↑  Adam S. Marlin, "First Amendment is obstacle to spam legislation", CNN, June 9, 2000. نسخة محفوظة 2013-08-26 على موقع واي باك مشين.
320. ↑  ACLU, "Letter to the Senate Urging Opposition to S.877, the "Controlling the Assault of Non-Solicited Pornography and Marketing Act of 2003"", July 30, 2003 (last visited January 7, 2008). نسخة محفوظة 2009-10-17 على موقع واي باك مشين.
321. ↑  ACLU, "In Wake of ACLU Civil Rights Lawsuit Settlement, African Americans Affected by Texas Drug Task Force Scandal Call for Reconciliation at Town Meeting ", June 2, 2005 (last visited April 10, 2009). نسخة محفوظة 2009-11-02 على موقع واي باك مشين.
322. ↑  "American Violet". مؤرشف من الأصل في 2020-08-07.
323. ↑  ACLU, "U.S. Supreme Court Ruling that Boy Scouts Can Discriminate Is 'Damaging but Limited,' ACLU Says", June 28, 2000 (last visited October 26, 2009). نسخة محفوظة 2009-10-19 على موقع واي باك مشين.
324. ↑  "Judge Rejects Teaching Intelligent Design", The New York Times, December 21, 2005 نسخة محفوظة 15 نوفمبر 2020 على موقع واي باك مشين.
325. ↑  "444 F.3d 1118". Bulk.resource.org. مؤرشف من الأصل في 2010-05-17. اطلع عليه بتاريخ 2012-08-15.
326. ↑  Westwater، Brady (20 سبتمبر 2006). "Handing skid row to the drug dealers". Los Angeles Times. مؤرشف من الأصل في 2016-06-10. اطلع عليه بتاريخ 2012-08-15.
327. ↑  "LAPD Gentrifies Skid Row". Colorlines. 3 أكتوبر 2007. مؤرشف من الأصل في 2013-03-31. اطلع عليه بتاريخ 2012-08-15.
328. ↑  Fox، Margalit (1 ديسمبر 2011). "Articles about Skid Row". The Boston Globe. مؤرشف من الأصل في 2022-11-11. اطلع عليه بتاريخ 2012-08-15.[وصلة مكسورة]
329. ↑  Bradburn et al. v. North Central Regional Library District نسخة محفوظة October 25, 2013, على موقع واي باك مشين. (US District Court, Eastern District of Washington), "ACLU Lawsuit Seeks Access to Lawful Information on Internet for Library Patrons in Eastern Washington". 16 نوفمبر 2006. مؤرشف من الأصل في 2011-01-07. اطلع عليه بتاريخ 2011-01-07.
330. ↑  "Internet Porn is Subject of ACLU lawsuit", International Business Times, February 3, 2012. نسخة محفوظة 2012-07-15 على موقع واي باك مشين.
331. ↑  Garance Burke, "ACLU Sues for Anti-Gay Group That Pickets at Troops' Burials", واشنطن بوست, July 23, 2006. نسخة محفوظة 2021-01-19 على موقع واي باك مشين.
332. ↑  The ACLU challenged the Missouri law, which was similar to the federal Respect for America's Fallen Heroes Act.
333. ↑  "ACLU of Eastern Missouri Challenges Law Banning Pickets and Protests One Hour Before or After a Funeral", ACLU, July 21, 2006. نسخة محفوظة 2009-10-21 على موقع واي باك مشين.
334. ↑  "ACLU of Eastern Missouri Applauds Decision in Free Speech Case". مؤرشف من الأصل في 2009-10-31.
335. 1 2  Kaminer, Wendy (20 Jun 2018). "The ACLU Retreats From Free Expression". وول ستريت جورنال (بالإنجليزية الأمريكية). ISSN:0099-9660. Archived from the original on 2021-02-01. Retrieved 2018-06-22.
336. ↑  "Freedom of Expression – ACLU Position Paper". American Civil Liberties Union (بالإنجليزية). Archived from the original on 2021-02-02. Retrieved 2018-06-22.
337. ↑  "Brandenburg v. Ohio 395 U.S. 444 (1969) | ACLU of Ohio". www.acluohio.org (بالإنجليزية الأمريكية). Archived from the original on 2018-06-22. Retrieved 2018-06-22.
338. ↑  Sykes, Michael (21 Jun 2018). "Leaked memo reveals ACLU debate on defense of free speech". Axios (بالإنجليزية). Archived from the original on 2018-06-22. Retrieved 2018-06-22.
339. ↑  September 18; 2013. "McCullen v. Coakley". أمريكاn Civil Liberties Union (بالإنجليزية). Archived from the original on 2020-11-28. Retrieved 2019-01-21. {{استشهاد ويب}}: الوسيط |الأخير2= يحوي أسماء رقمية (help)صيانة الاستشهاد: أسماء عددية: قائمة المؤلفين (link)
340. ↑  McCullen v. Coakley نسخة محفوظة 2020-12-06 على موقع واي باك مشين.
341. ↑  "Amicus Curiae Brief of the American Civil Liberties Union in Support of Appellant on Supplemental Question" (PDF). Citizens United V. Federal Election Commission: 24. 29 يوليو 2009. مؤرشف من الأصل (PDF) في 2020-11-14. اطلع عليه بتاريخ 2012-04-01.
342. ↑  Goldstein، Joseph (24 يناير 2010). "ACLU May Reverse Course on Campaign Finance Limits After Supreme Court Ruling". New York Sun. مؤرشف من الأصل في 2020-12-06. اطلع عليه بتاريخ 2019-03-01.
343. ↑  "The ACLU and Citizens United". ACLU. 27 مارس 2012. مؤرشف من الأصل في 2015-03-24. اطلع عليه بتاريخ 2012-04-01.
344. ↑  "California Marriage Case", ACLU, retrieved June 28, 2009 نسخة محفوظة 2009-10-29 على موقع واي باك مشين.
345. ↑  "California's Prop 8 Update", ACLU, November 6, 2008. نسخة محفوظة 2011-12-14 على موقع واي باك مشين.
346. ↑  "Federal Appeals Court Says California Marriage Ban Is Unconstitutional" نسخة محفوظة April 18, 2012, على موقع واي باك مشين., ACLU, February 7, 2012.
347. ↑  "Chicago Gay and Lesbian Hall of Fame". glhalloffame.org. مؤرشف من الأصل في 2015-10-17.
348. ↑  Lasar، Matthew (29 مارس 2011). ""Don't filter me": ACLU fights schools that block LGBT websites". آرس تكنيكا. مؤرشف من الأصل في 2014-12-15. اطلع عليه بتاريخ 2014-12-14.
349. ↑  Geidner، Chris (7 يناير 2013). "Servicemembers Kicked Out Under Military's Gay Ban Since '04 To Receive Full Separation Pay". Buzz Feed. مؤرشف من الأصل في 2013-01-09. اطلع عليه بتاريخ 2013-01-07.
350. ↑  Muñoz، Carlo (7 يناير 2013). "Don't ask, don't tell' dischargees to receive full back pay from DOD". The Hill. مؤرشف من الأصل في 2014-02-23. اطلع عليه بتاريخ 2013-01-07.
351. ↑  "ACLU of Nevada Supports Individual's Right to Bear Arms". ACLU of Nevada. 27 يونيو 2008. مؤرشف من الأصل في 2008-06-29. اطلع عليه بتاريخ 2008-06-27.
352. ↑  "ACLU 'rethinking' the Second Amendment?". washingtontimes.com. 22 يوليو 2010. مؤرشف من الأصل في 2020-02-21. اطلع عليه بتاريخ 2012-06-01.
353. ↑  "National Security – Recent Court Cases, Issues and Articles". أمريكاn Civil Liberties Union. 11 سبتمبر 2001. مؤرشف من الأصل في 2015-03-23. اطلع عليه بتاريخ 2012-08-15.
354. ↑  Ron Kampeas (2 ديسمبر 2002). "ACLU has new constituency after 9/11". أسوشيتد برس via Pittsburgh Post-Gazette. مؤرشف من الأصل في 2007-12-08. اطلع عليه بتاريخ 2007-11-20.
355. ↑  ACLU, "About Us" نسخة محفوظة October 31, 2009, على موقع واي باك مشين.
356. 1 2  ACLU, "Citing Government "Blacklist"; Policy, ACLU Rejects $500,000 from Funding Program ", July 31, 2004 (last visited January 7, 2008). نسخة محفوظة 2009-10-17 على موقع واي باك مشين.
357. ↑  Hamblett، Mark (16 ديسمبر 2008). "2nd Circuit Requires Judicial Review Before Security Letter Gag Order". New York Law Journal. مؤرشف من الأصل في 2012-08-19. اطلع عليه بتاريخ 2010-11-08.
358. ↑  Zetter، Kim (10 أغسطس 2010). "'John Doe' Who Fought FBI Spying Freed From Gag Order After 6 Years". Wired.com. مؤرشف من الأصل في 2010-10-18. اطلع عليه بتاريخ 2010-11-08.
359. ↑  Doe، John (23 مارس 2007). "My National Security Letter Gag Order". Washington Post. مؤرشف من الأصل في 2021-01-25. اطلع عليه بتاريخ 2010-11-15.
360. ↑  Complaint for Declaratory and Injunctive Relief ("NSA Spying Complaint"), ACLU v. NSA (E.D. Mich. January 17, 2006) (PDF of complaint available at ACLU website, "Safe and Free: NSA Spying" section of website). نسخة محفوظة 2009-10-10 على موقع واي باك مشين.
361. ↑  Ryan Singel, "Judge Halts NSA Snooping", Wired, August 17, 2006. نسخة محفوظة 25 يناير 2021 على موقع واي باك مشين.
362. ↑  Marks، Alexandra (3 أبريل 2007). "Privacy Advocates Fight for Ground Lost After 9/11". The Christian Science Monitor. ص. USA2.
363. ↑  "Supreme Court Dismisses ACLU's Challenge to NSA Warrantless Wiretapping Law". American Civil Liberties Union (بالإنجليزية). Archived from the original on 2019-04-26. Retrieved 2018-04-27.
364. ↑  "ACLU of Illinois Responds to Ruling in Terkel v. AT&T, ACLU, July 25, 2006, retrieved January 7, 2008 نسخة محفوظة 2009-11-02 على موقع واي باك مشين.
365. ↑  "ACLU Files Lawsuit in California Court Demanding End to Privacy Violations by AT&T and Verizon", ACLU, May 26, 2006, retrieved January 7, 2008 نسخة محفوظة 2008-12-01 على موقع واي باك مشين.
366. ↑  Egelko، Bob (11 أغسطس 2006). "Surveillance lawsuits transferred to judge skeptical of Bush plan". San Francisco Chronicle. مؤرشف من الأصل في 2009-06-24.
367. ↑  Barnes، Robert (19 أكتوبر 2010). "Supreme Court to consider Ashcroft bid for immunity". واشنطن بوست. ص. A2. مؤرشف من الأصل في 2020-10-09.
368. ↑  Rubin، Alissa J.؛ Rahimi، Sangar (17 يناير 2010). "Bagram Detainees Named by U.S." New York Times. مؤرشف من الأصل في 2021-01-26.
369. ↑  "US releases names of prisoners at Bagram, Afghanistan". BBC News. مؤرشف من الأصل في 2021-01-25.
370. ↑  ACLU criticizes killing of Anwar al-Awlaki, a U.S. citizen, calling it a 'dangerous' precedent | Need to Know. PBS (September 30, 2011). Retrieved on May 24, 2014. نسخة محفوظة 2020-12-13 على موقع واي باك مشين.
371. ↑  "ACLU National on Twitter". Twitter (بالإنجليزية). Archived from the original on 2021-02-01. Retrieved 2017-01-30.
372. ↑  Stack، Liam (29 يناير 2017). "Trump's Executive Order on Immigration: What We Know and What We Don't". The New York Times. ISSN:0362-4331. مؤرشف من الأصل في 2020-11-14. اطلع عليه بتاريخ 2017-01-30.
373. ↑  "ACLU and Other Groups Challenge Trump Immigration Ban After Refugees Detained at Airports Following Executive Order". Speak Freely (blog). American Civil Liberties Union. مؤرشف من الأصل في 2017-08-10. اطلع عليه بتاريخ 2017-01-30.
374. ↑  "Judge blocks deportations as Trump order sparks global outrage". Politico. مؤرشف من الأصل في 2021-01-29. اطلع عليه بتاريخ 2017-02-05.
375. ↑  Stelter، Brian (30 يناير 2017). "ACLU racks up $24.1 million in donations over weekend". CNNMoney. مؤرشف من الأصل في 2020-11-12. اطلع عليه بتاريخ 2017-01-30.
376. 1 2  "Outrage over Trump's immigrant ban helps ACLU raise more money online in one weekend than in all of 2016". USA Today (بالإنجليزية). Archived from the original on 2021-02-02. Retrieved 2017-02-18.
377. ↑  "ACLU Annual Report 2017". مؤرشف من الأصل في 2021-02-02.
378. ↑  Stahl, Leslie (March 10, 2019). "The ACLU's surprising new political strategy, modeled in part after the NRA." CBSNews.com. سي بي إس نيوز. Retrieved October 9, 2019. نسخة محفوظة 2021-01-29 على موقع واي باك مشين.
379. ↑  "Julian Assange's arrest draws fierce international reaction". Fox News. 11 أبريل 2019. مؤرشف من الأصل في 2021-01-28.
380. ↑  Romero, Anthony D. (10 Aug 2020). "Dismantle the Department of Homeland Security. Its tactics are fearsome: ACLU director". الولايات المتحدةA Today (بالإنجليزية الأمريكية). Archived from the original on 2021-01-21. Retrieved 2020-08-10.
381. ↑  Phillips, Kristine (26 Aug 2020). "ACLU files lawsuit for Portland protesters, military veterans against Trump administration". الولايات المتحدةA Today (بالإنجليزية الأمريكية). Archived from the original on 2020-12-22. Retrieved 2020-08-28.
382. ↑  Brooks، Kristopher (17 يونيو 2020). "Civil rights groups sue U.S government over PPP loans". www.msn.com. مؤرشف من الأصل في 2021-02-06. اطلع عليه بتاريخ 2021-02-04.
383. ↑  "Treasury names 650,000 companies that got U.S. small business loans". www.cbsnews.com (بالإنجليزية الأمريكية). 8 Jul 2020. Archived from the original on 2021-02-01. Retrieved 2021-02-04.
384. ↑  "150K plus". sba.app.box.com. 21 أغسطس 2020. مؤرشف من الأصل في 2020-12-12. اطلع عليه بتاريخ 2021-02-04.
385. 1 2  Sawyer، Ariana؛ Tamburin، Adam؛ Wadhwani، Anita (11 مايو 2017). "Jocques Clemmons' family, community leaders call for officer's firing". The Tennessean. مؤرشف من الأصل في 2023-07-20. اطلع عليه بتاريخ 2017-05-14.
386. ↑  "Victims suffer double indignity". Wilmington Morning Star. Wilmington, N.C. ج. 109 رقم  47. 15 ديسمبر 1975. ص. 3. مؤرشف من الأصل في 2021-01-26. اطلع عليه بتاريخ 2016-01-24.